# 媽祖廟

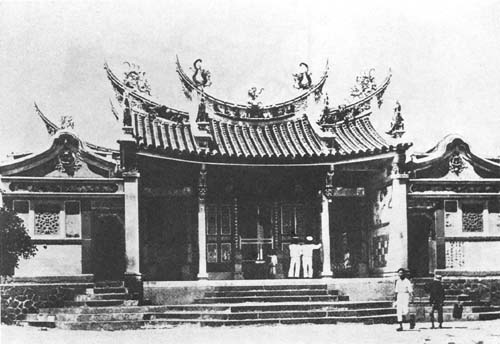
日治時期所攝的臺灣澎湖天后宮廟身

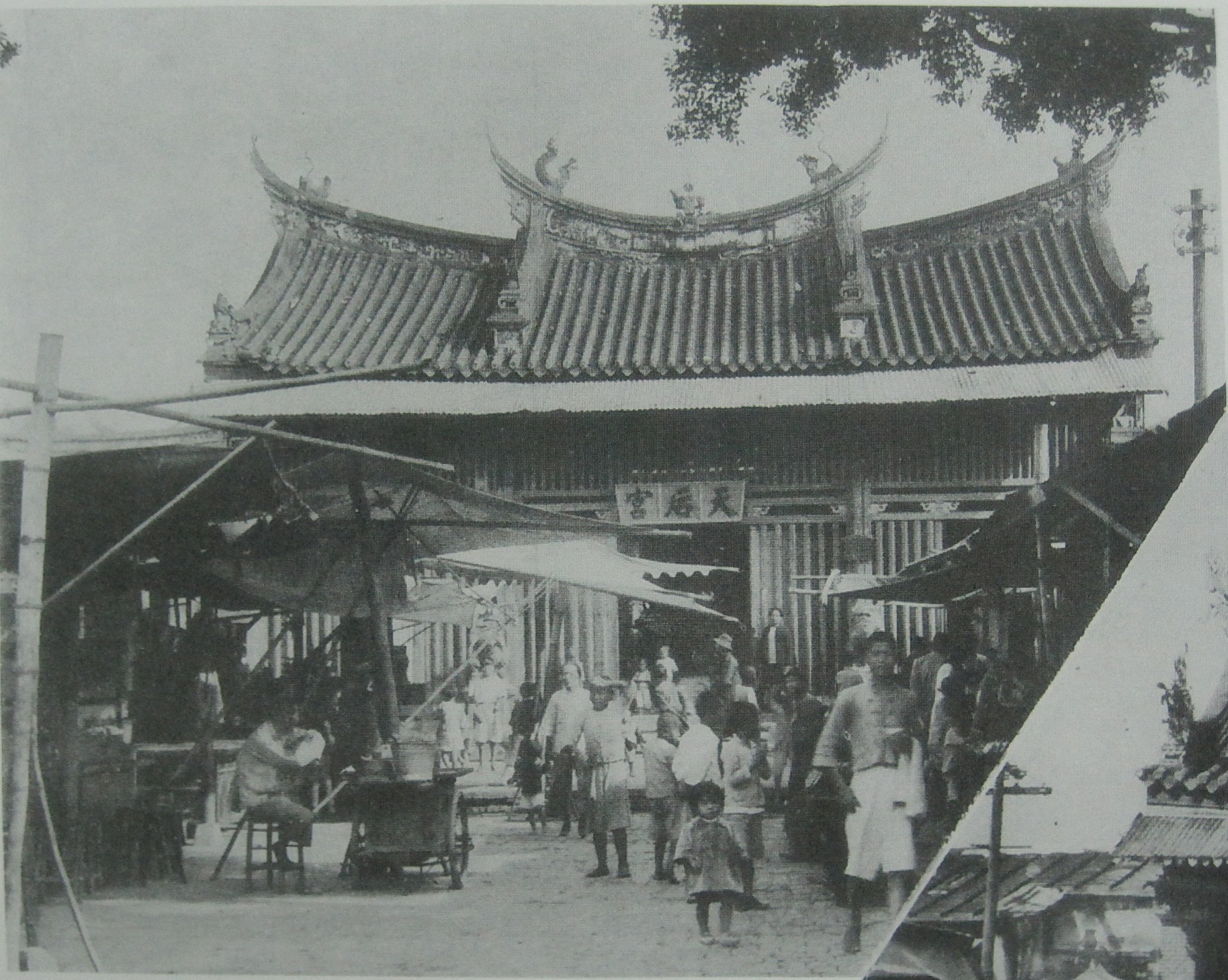
日治昭和八年（1933年）時所攝的臺灣台南大天后宮廟身

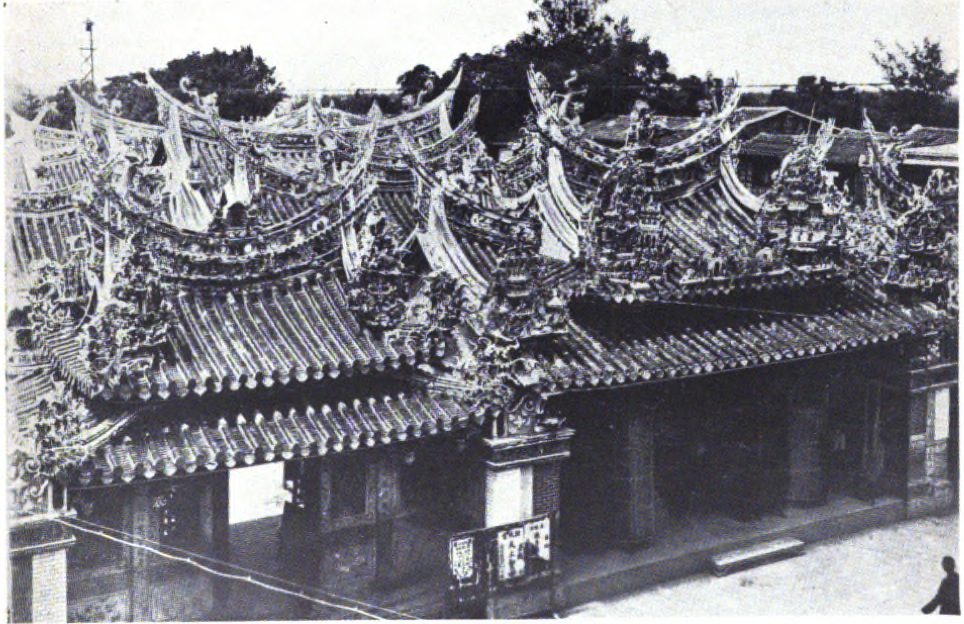
日治時期所拍攝的北港朝天宮廟身

媽祖廟是主要奉祀海神媽祖的廟宇，另又稱天后宮、天妃宮、天后祠、天后寺、天后廟、聖母廟等，日本又稱天妃神社，常見於中國大陸沿海及香港、澳門、臺灣等地，在東亞及東南亞其他地區如日本、琉球、越南等地以及東亞裔人士（主要為華人）之海外聚居地，臺灣則是媽祖信仰最盛的地方。四川盆地内的天后宫，又名福建会馆，多係湖廣填四川时，来自福建之客家先民所建，而天后媽祖也從海神演化成水運之神，甚至是無所不能的萬能神靈。從華南、華東以至全中國的海岸都有拜媽祖的信仰，認為可保航海順利，所以天后廟大多其正門都朝海。
相傳，媽祖於宋代建隆元年（960年）3月23日出生於福建泉州莆田县（注：太平兴国四年（979年），泉州的莆田、仙游二县划入兴化军）的湄洲岛，出生時已有特殊徵兆：紅光滿室，香氣四溢；出生至滿月均沒有啼哭過，故取名林默。林默自童年起即有預測天氣的異能，常於海難發生時前往救人，雍熙四年（987年）27歲時於鄉間湄洲峰上羽化升天
其後每多顯靈，於海濱救人無數，於是沿海鄉民紛紛立廟祀奉，歷代君主都賜以頭銜，尊為天妃，直至康熙22年（1683年）福建水師施琅攻打台灣鄭克塽，因戰船擱淺，清朝軍人乃向天妃禱告因而脫險。康熙帝知道後將天妃改加為「天后」，此後天后成為中國及東南亞華人社會裏漁民和所有航海者普遍的守護神，有些漁民更會把孩子和天后「上契」。現今祖籍福建的林姓人士，多普遍認同天后是他們的祖先而尊稱為「天后聖姑」。

## 媽祖廟列表

### 中國大陸
福建是妈祖文化的发祥地，妈祖庙遍布沿海乡镇。

| - 福建省莆田市湄洲岛媽祖祖廟 - 福建省莆田市湄洲岛东蔡村上英宫 - 福建省莆田市湄洲岛上林宫妈祖祖籍地 - 福建省莆田市湄洲岛北埭村文兴宫 - 福建省莆田市湄洲岛北埭村上白石白石宫 - 福建省莆田市涵江霞徐顺济庙 - 福建省莆田市秀屿区东崤镇魏厝村顶角瑞麟祖宫 - 福建省莆田市秀屿区平海镇海滨路平海天后宫世界第一座妈祖分灵宫庙 - 福建省莆田市秀屿区忠门镇贤良港天后祖祠 - 福建省莆田市秀屿区忠门镇莆禧所城莆禧天妃宫 - 福建省莆田市荔城区文献东路172号文峰天后宫 - 福建省莆田市城厢区东岩山湄洲妈祖行宫 - 福建省福州市鼓樓区郎官巷綏安會館天后宮 - 福建省福州市鼓樓区烏山天后宮（已消失） - 福建省福州市鼓樓区水部天后宫（已消失） - 福建省福州市台江区新港街道媽祖巷12號福州天后宮 - 福建省福州市台江区後洲街道南臺山天后宮（已消失） - 福建省福州市台江区後洲街道上下杭社區上杭路128號建郡會館天后宫 - 福建省福州市台江区後洲街道上下杭社區上杭路174-180號浦城會館天后宫 - 福建省福州市台江区後洲街道古田會館天后宫 - 福建省福州市仓山区螺洲镇螺洲天后宫 - 福建省福州市晉安區橫嶼天后宫 - 福建省福州市马尾区婴脰山马尾天后宫 - 福建省福州市長樂区吳航街道西關天后宮 - 福建省福州市長樂区漳港街道漳港顯應宮 - 福建省福州市長樂区文武砂街道东岱龙沙宫 - 福建省福州市長樂区文武砂街道云母礁妈祖庙 - 福建省福州市長樂区金峰镇皇恩寺妈祖庙 - 福建省福州市長樂区江田克明湾天后宫 - 福建省福州市長樂区金峰镇上张妈祖庙 - 福建省福州市連江縣琯头镇定岐村福斗寺妈祖庙 - 福建省福州市連江縣晓澳镇道澳妈祖庙 - 福建省福州市羅源縣新澳天后宮 - 福建省福州市永泰縣嵩口天后宫 - 福建省厦门市何厝顺济宫 - 福建省厦门市开元区西林贤龙宫 - 福建省厦门市开元区塔厝社长兴宫 - 福建省厦门市湖里区洞炫宫 - 福建省厦门市湖里区濠头社濠沙宫 - 福建省厦门市湖里区忠仑苗圃神宵宫 - 福建省厦门市湖里区禾山镇后坑村西潘福元宫 - 福建省厦门市湖里区枋湖太源宫 - 福建省厦门市仙岳村仙乐宫 - 福建省厦门市同安区银同妈祖天后宫 - 福建省厦门市同安区大嶝岛双沪灵济宫 - 福建省厦门市同安区新店镇澳头广应宫 - 福建省泉州天后宫 - 福建省泉州市洛江區馬甲鎮暗林順濟宮 - 福建省泉州市獭窟妈祖宫 - 福建省泉州市新亭尾天后宫 - 福建省泉州市沙格靈慈宮 - 福建省龙岩市永定区西陂天后宫 - 福建省寧德市霞浦縣松山天后圣母行宫 - 福建省寧德市霞浦縣仙东天后圣母宫 - 福建省寧德市霞浦縣竹江天后宫 - 福建省寧德市霞浦縣三沙东澳天后宫 - 福建省寧德市霞浦縣竹江后湾天后宫 - 福建省寧德市霞浦縣长春吕峡安澜侯宫 - 福建省寧德市霞浦縣沙江天后圣母行宫 - 福建省寧德市霞浦縣传胪天后圣母宫 - 福建省寧德市霞浦縣牙城天后宫 - 福建省三明市梅列區梅列天后宫 | - 廣東省湛江市雷州市乌石天后宮 - 廣東省珠海市香洲区桂山镇 - 廣東省蛇口天后宮 - 廣東省大鹏城天后宮 - 廣東省深圳市赤湾天后宫 - 廣東省广州市南沙天后宮 - 廣東省汕頭市媽嶼天后宮 - 廣東省潮州市天后宫 - 廣東省汕頭市達濠天后聖廟 - 廣東省陆丰市螺河下游东岸灯峰山下虎岛天后宫 - 廣東省陆丰市南塘华山寺 - 廣東省湛江市赤坎文章湾村天后宫 - 廣東省汕尾鳳山祖廟 - 廣東省海豐縣大德媽祖廟 - 江蘇省太倉天妃宮 - 江蘇省無錫統一嘉園天后宮 - 江蘇省南京天妃宫 - 江蘇省南京天后宫 - 江蘇省苏州天妃宫 - 江蘇省崑山市崑山慧聚寺 - 湖南省怀化市芷江侗族自治县芷江天后宫 - 山东省烟台市庙岛群岛庙岛显应宫 - 湖南省芷江侗族自治县境芷江天后宫 - 广西壮族自治区北海市涠洲岛天后庙 - 天津市天津天后宫 - 天津市天妃宮遺址 - 山东省青岛天后宫 - 浙江省宁波甬东天后宫（現已是浙東海事民俗博物館） - 浙江省遂昌县天后宫 - 浙江省下埠頭天后宮 - 浙江省東門天后宮 - 浙江省温州市洞头区东沙妈祖宫 - 河南省洛阳丽景门天后宫 - 河南省南陽市南陽天妃廟 - 上海市松江区方塔天妃宫 - 山东省烟台芝罘天后行宫 - 山东省青岛市崂山区沙子口街道滄海觀 - 蓬莱天后宫 - 沈阳天后宫 - 贵州镇远天后宫 - 庐山天后宫 - 山西绵山妈祖殿 - 海口天后宮 |

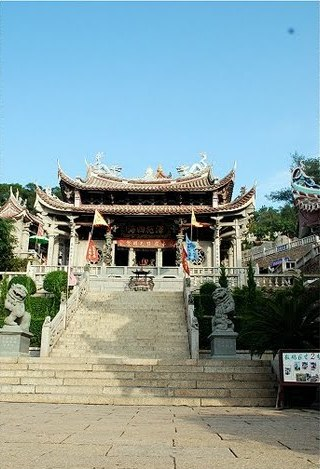
福建莆田湄洲天后宮，是世界各妈祖庙的祖庙
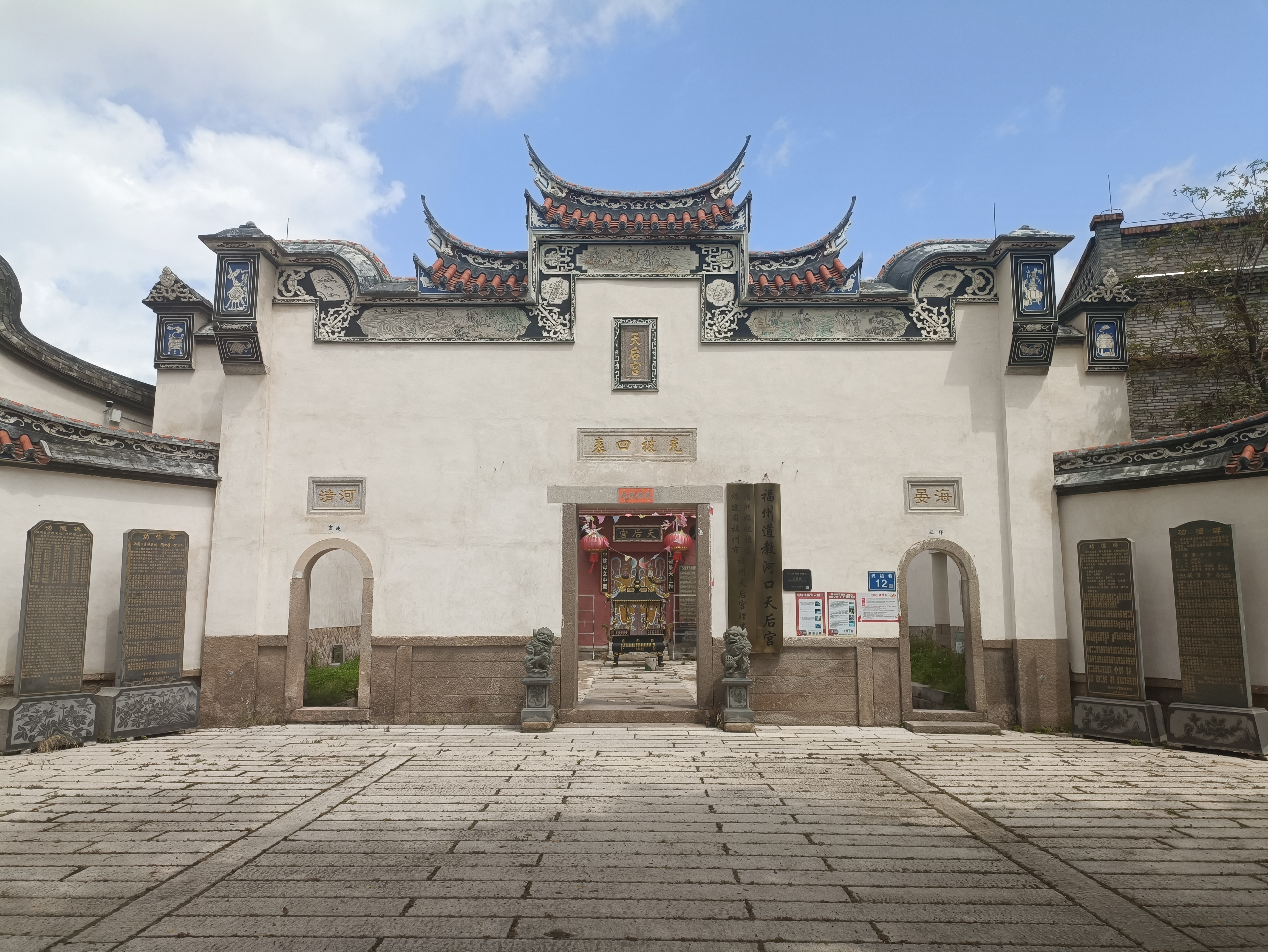
福建福州天后宫
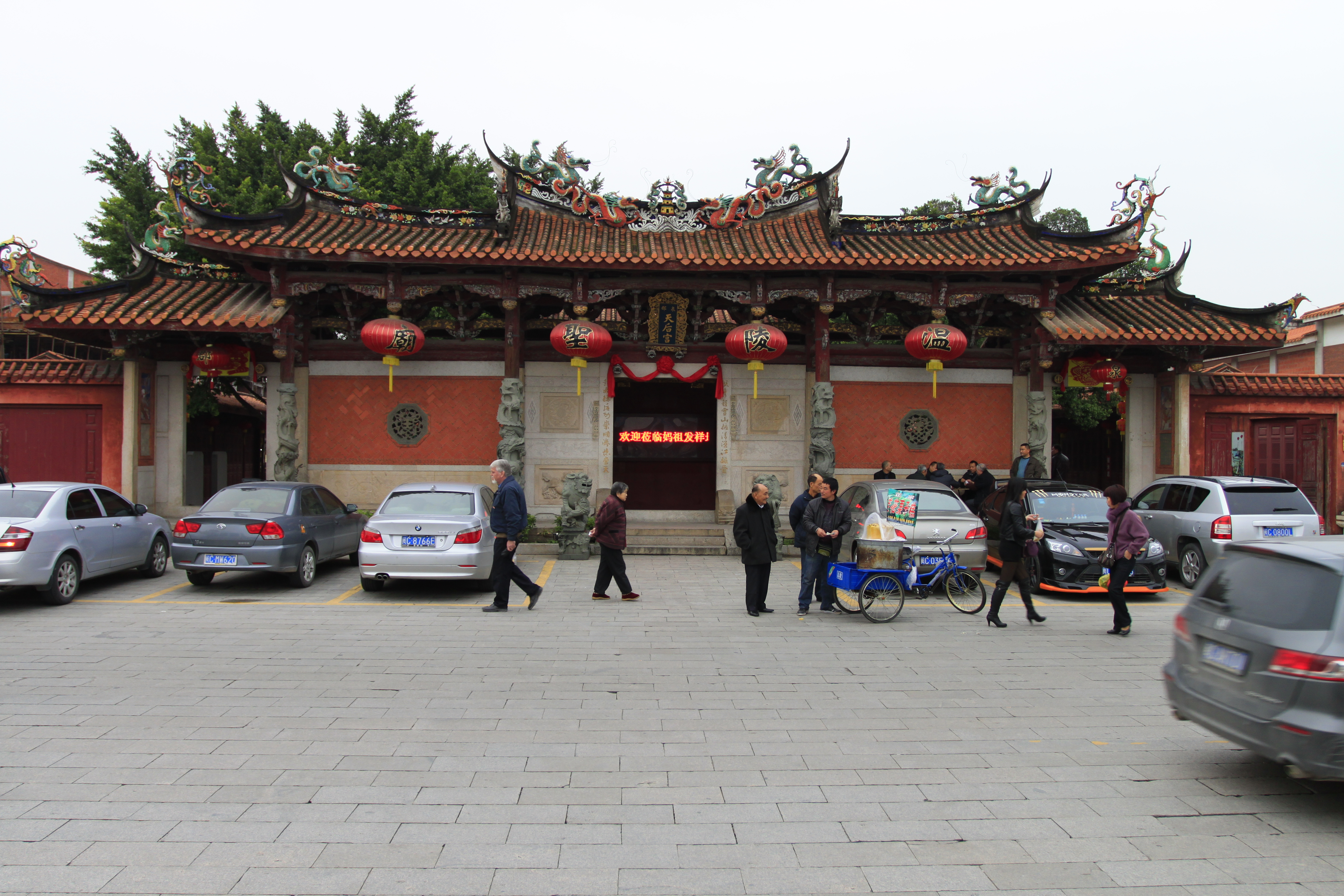
福建泉州天后宫
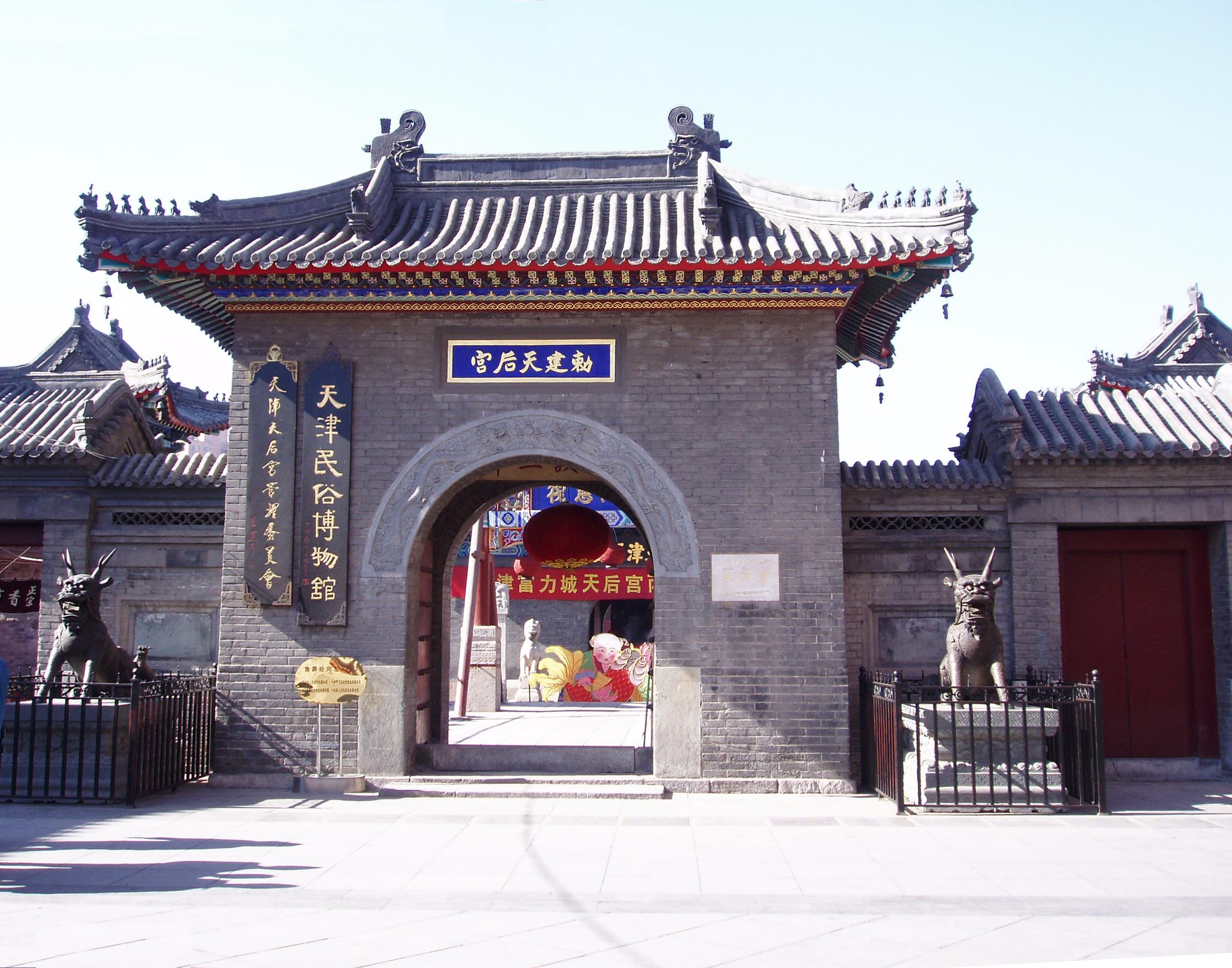
天津天后宫
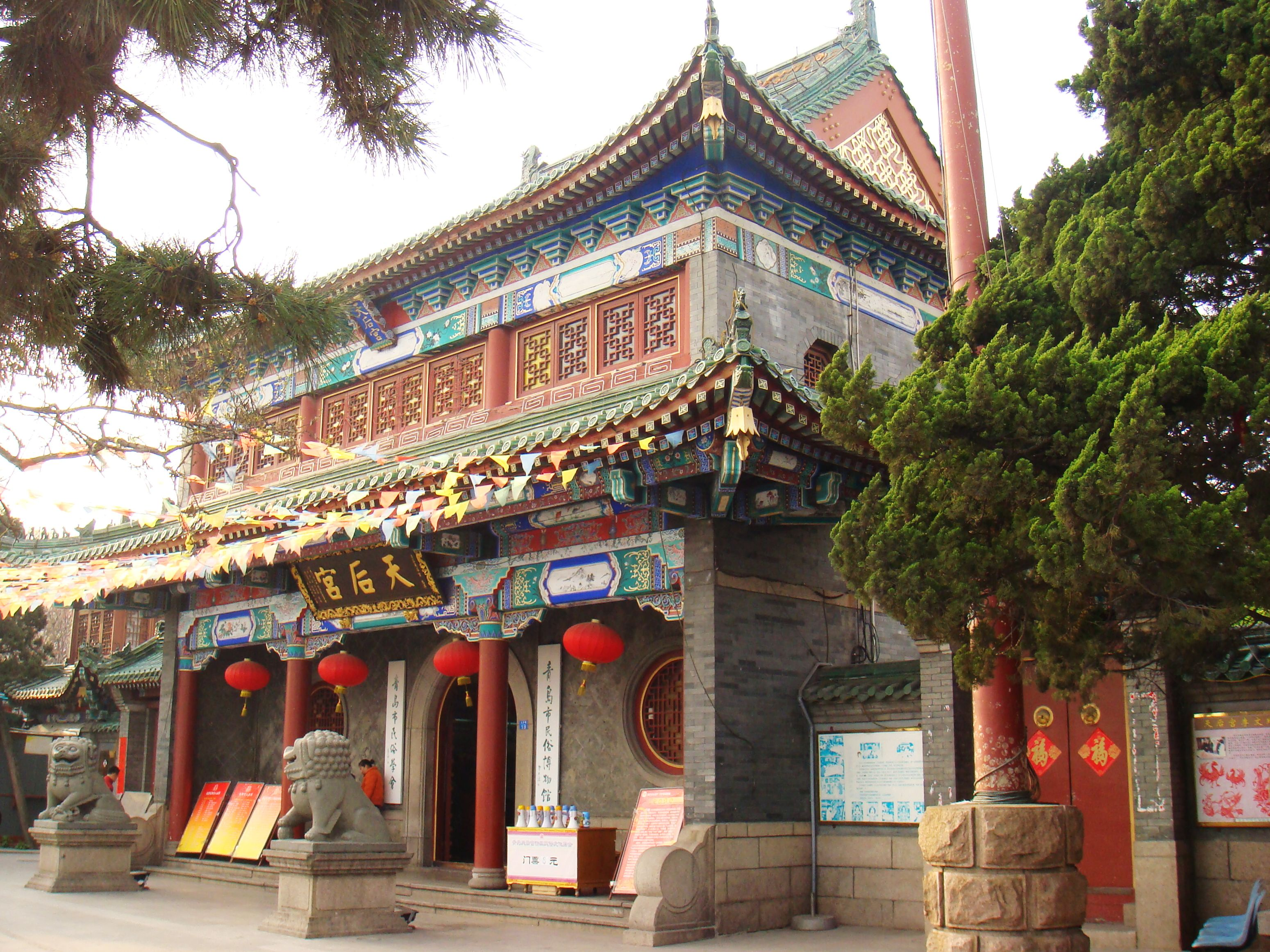
山东青岛天后宫
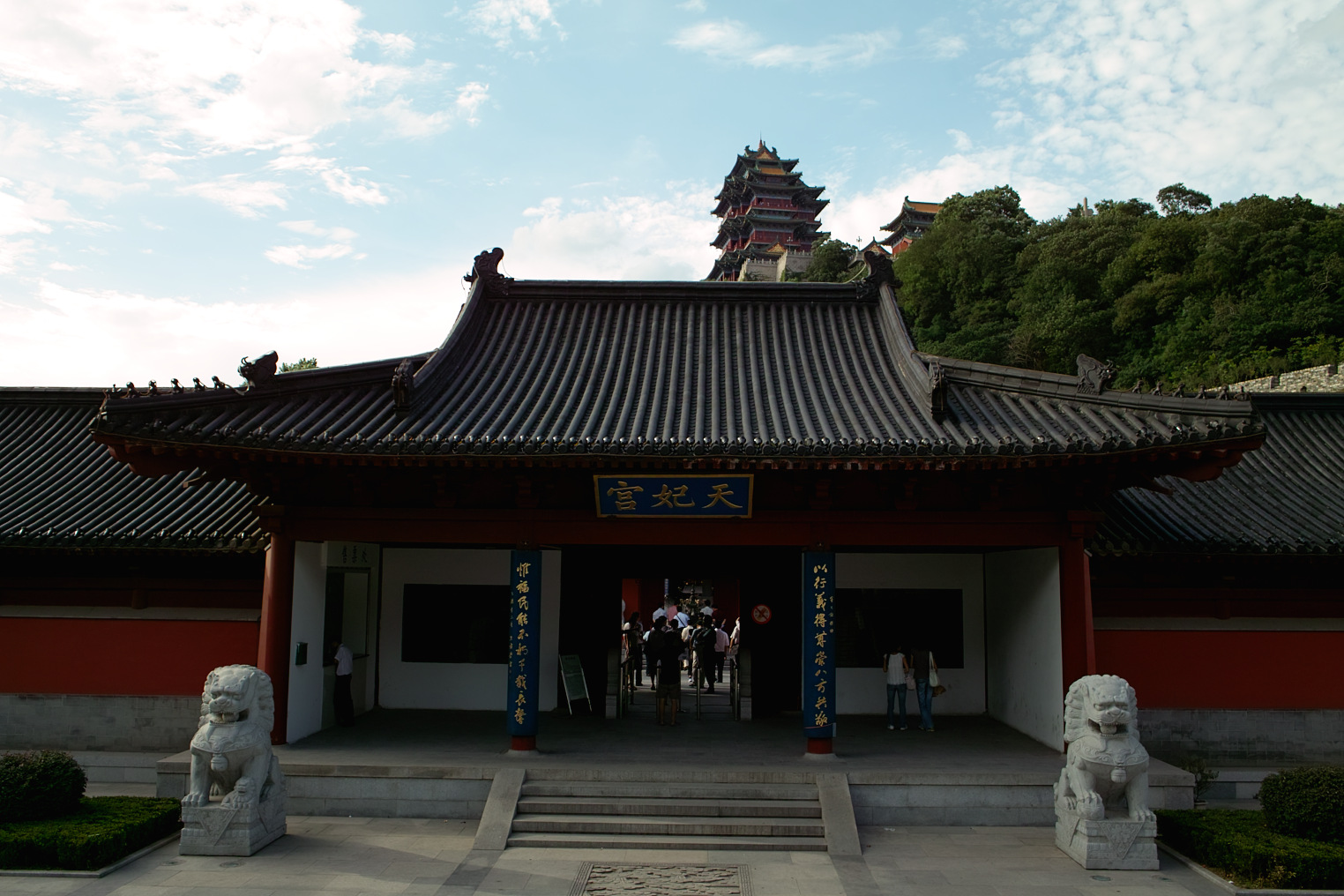
江蘇南京天妃宫
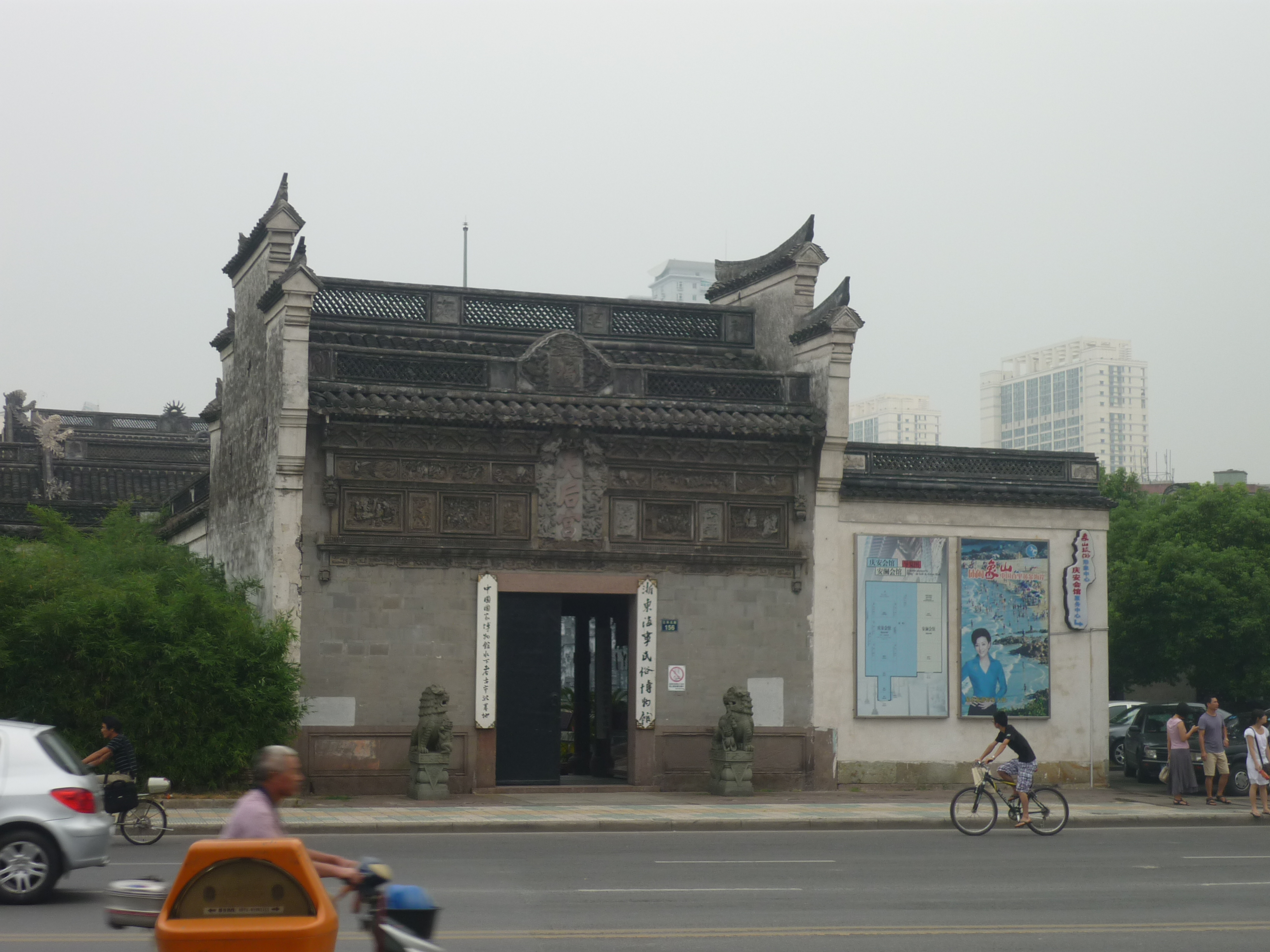
浙江宁波甬东天后宫
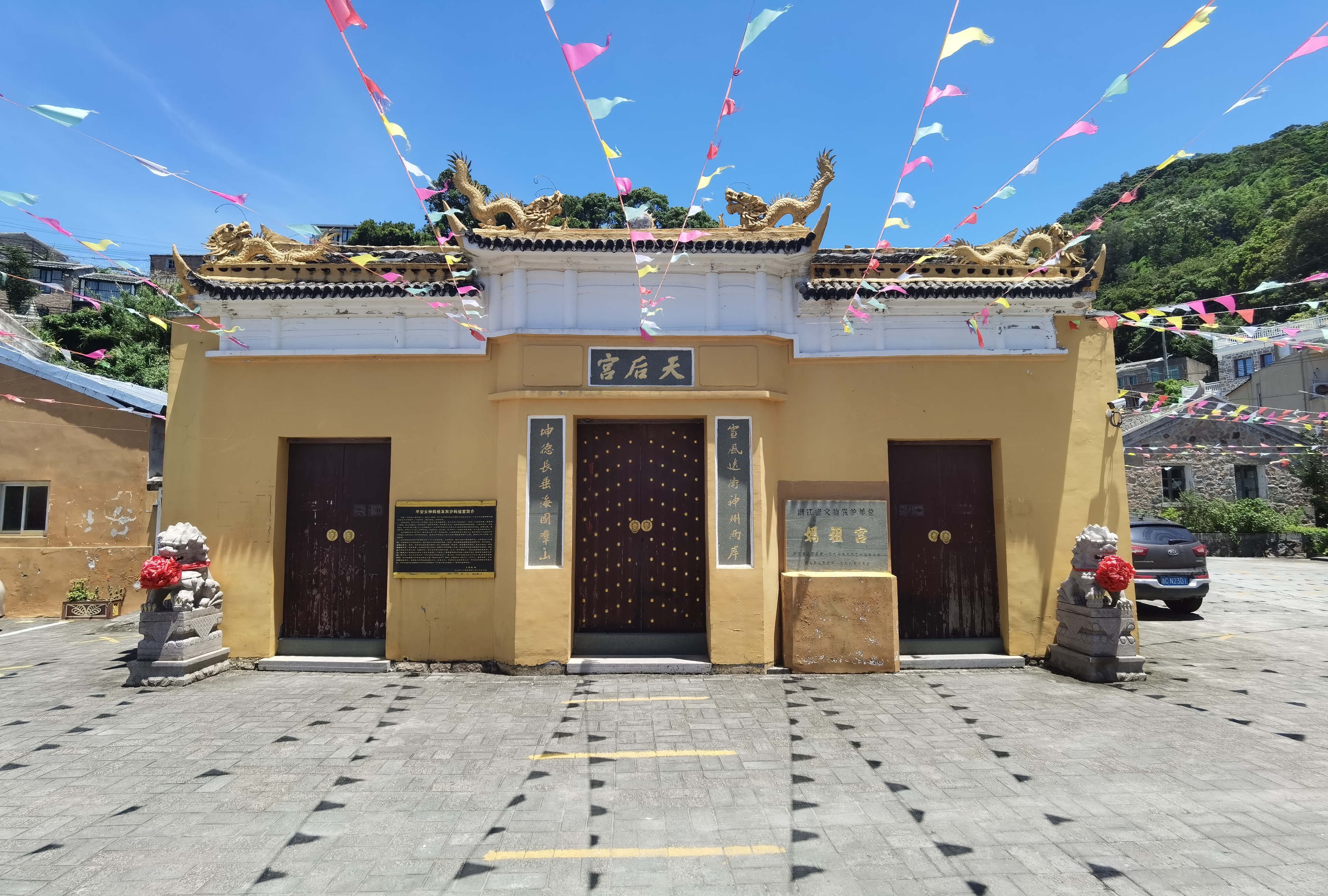
浙江温州东沙妈祖宫
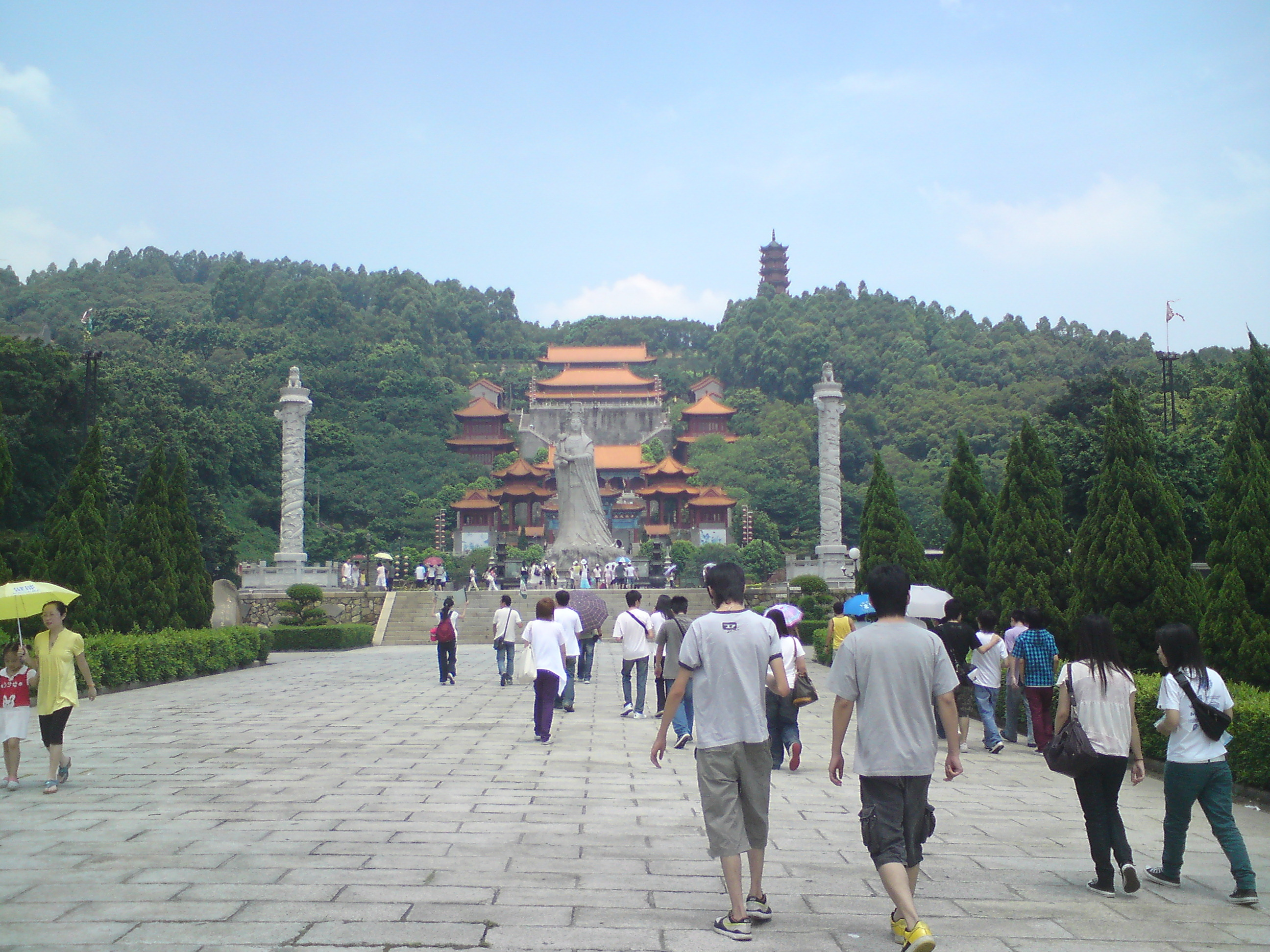
廣東廣州南沙天后宮
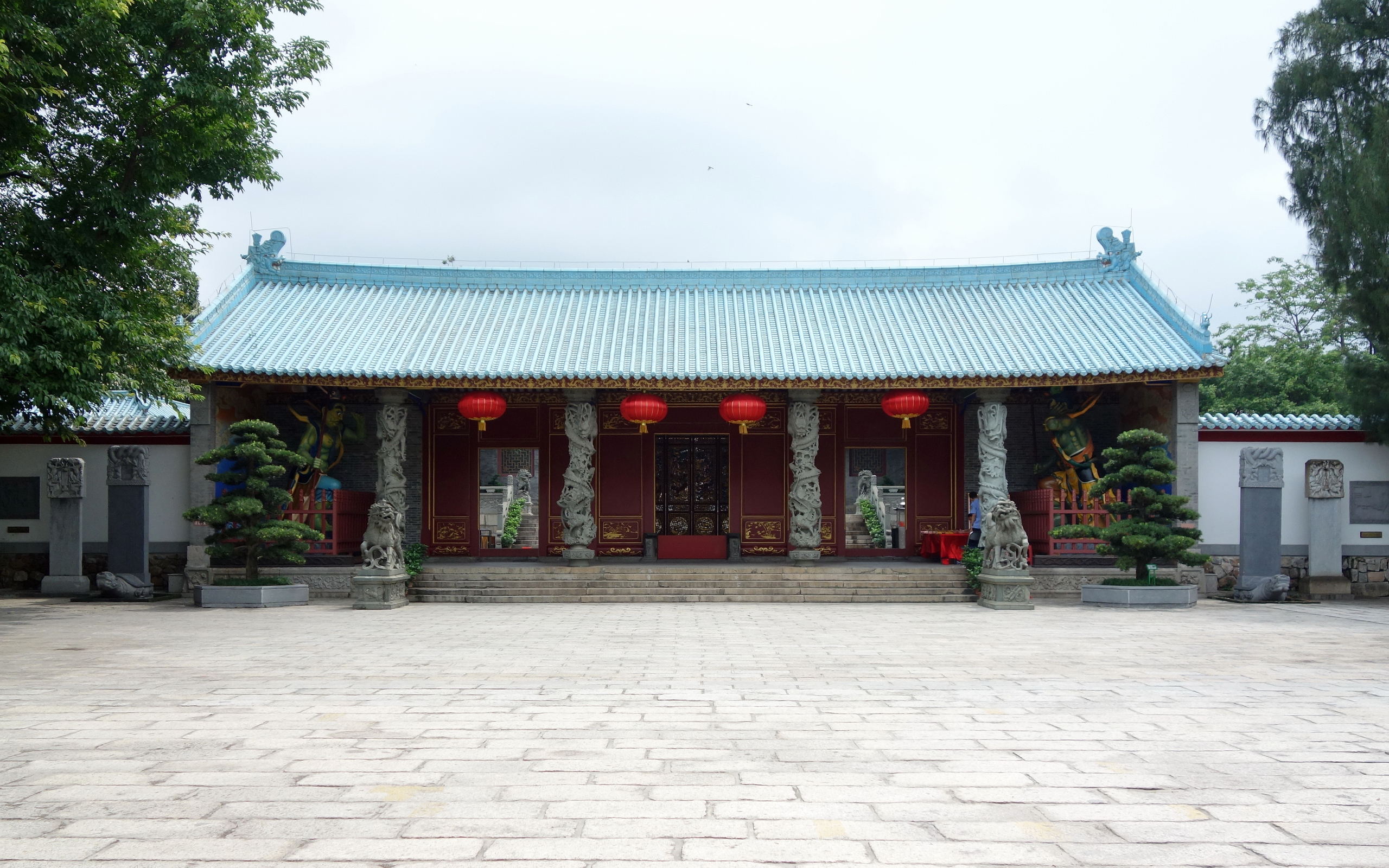
廣東深圳南山区赤湾天后宫
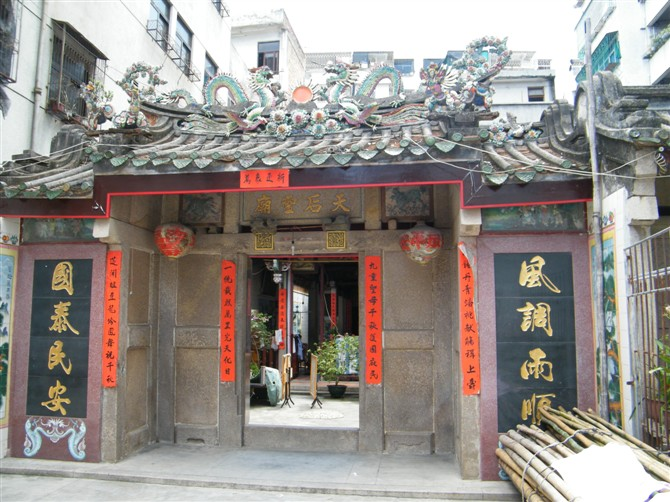
廣東汕頭達濠廠前街天后聖廟
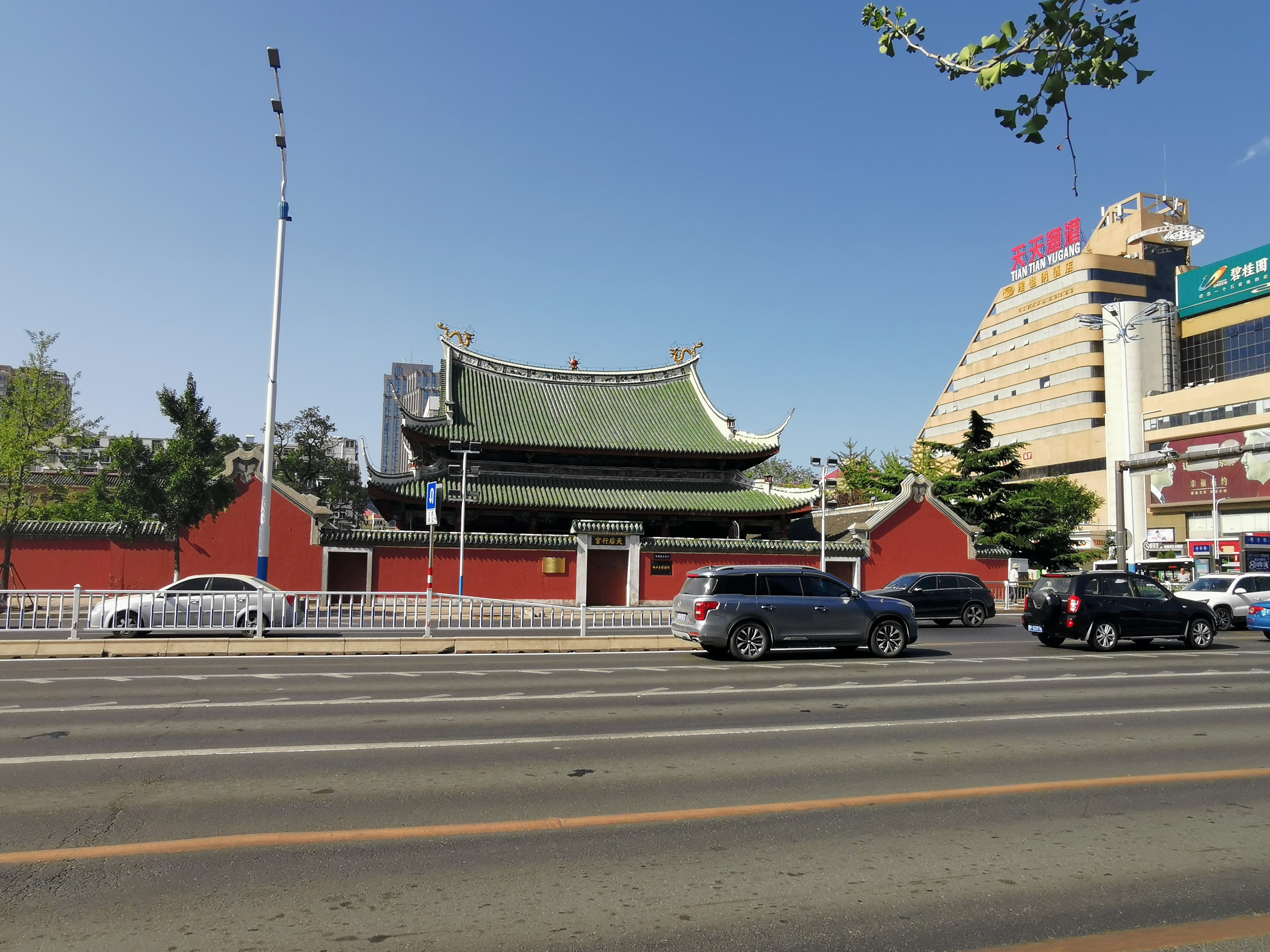
山东烟台天后宫
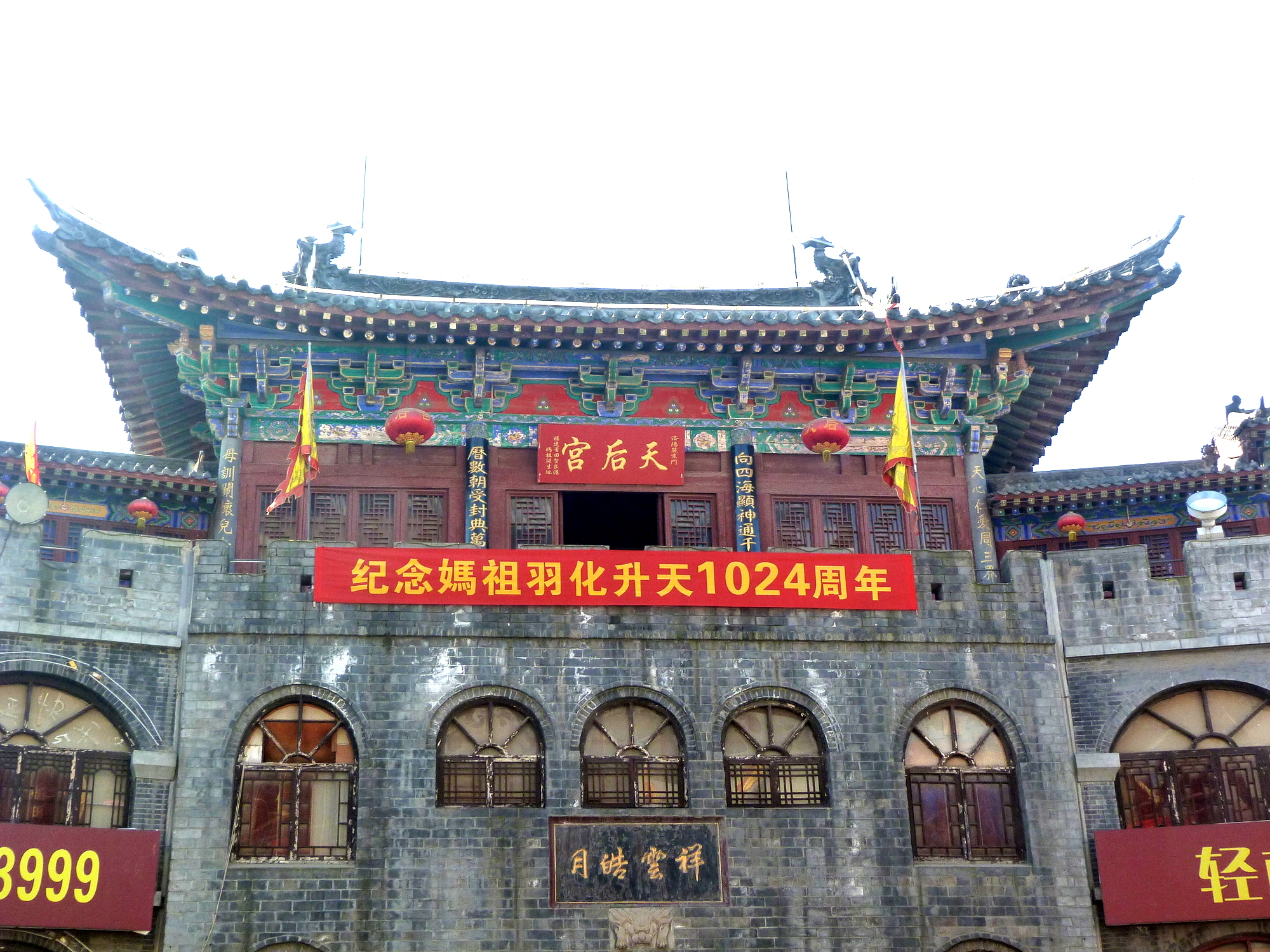
陝西洛阳丽景门天后宫

### 香港
香港是中國東南沿海地區天后崇拜較早傳入的地區之一，西貢區佛堂門天后古廟（俗稱「大廟」）始建於南宋時期。現時香港的天后廟遍布香港島、九龍、新界和離島，大部分是清初遷海以後才修建的。香港的天后廟規模不大，廟與廟之間沒有從屬關係，其中以大廟和元朗天后廟神誕活動的規模最大。在香港有很多天后廟在較內陸位置，是因為歷年來的填海工程所致。
全港現存共有超過100間主要供奉天后為主的廟宇，是香港最多的廟宇。
| - 西貢佛堂門天后古廟 - 西貢墟天后廟 - 西貢糧船灣天后廟 - 西貢南圍天后廟 - 西貢將軍澳坑口天后廟 - 西貢布袋澳天后廟 - 西貢地堂咀天后廟 - 果洲群島天后廟 - 大埔舊墟天后廟 - 大埔林村天后廟 - 大埔南華莆天后廟 - 塔門天后廟 - 赤洲天后廟 - 東平洲天后宮 - 吉澳天后廟 - 沙頭角天后廟 - 上水紅橋新村天后廟 - 打鼓嶺坪輋坪源天后古廟 - 鹿頸南涌天后宮 - 粉嶺天后宮 - 元朗沙江村天后廟 - 元朗盛屋村天后廟 - 元朗東頭村天后古廟 | - 元朗鳳池村天后宮 - 元朗十八鄉大樹下天后廟 - 錦田天后廟 - 屯門后角天后廟 - 屯門掃管笏天后廟 - 屯門掃管灘天后廟 - 屯門龍鼓灘天后古廟 - 屯門沙洲天后廟 - 洪水橋天后廟 - 荃灣天后宮 - 馬灣天后廟 - 馬灣北灣天后宮 - 大窩口天后廟 - 葵涌天后廟 - 青衣天后廟 - 青龍頭天后宮 - 鯉魚門天后聖母廟 - 油麻地天后廟 - 茶果嶺天后廟 - 銅鑼灣天后廟 - 水上三角天后廟 - 深水埗天后廟 - 土瓜灣天后古廟 | - 老虎岩天后聖母古廟 - 衙前圍村天后宮 - 柴灣天后廟 - 筲箕灣天后古廟 - 石澳天后宮 - 石排灣天后廟 - 熨波洲天后廟 - 赤柱天后古廟 - 大嶼山分流天后廟 - 大嶼山貝澳天后宮 - 大嶼山大浪灣天后廟 - 大嶼山沙螺灣天后廟 - 大澳天后廟 - 東涌赤鱲角新村天后廟 - 南丫島索罟灣天后宮 - 南丫島鹿洲天后廟 - 長洲大石口天后宮 - 長洲南天后廟 - 長洲西灣天后宮 - 長洲北社天后廟 - 坪洲天后廟 - 蒲台天后廟 - 石鼓洲天后廟 |

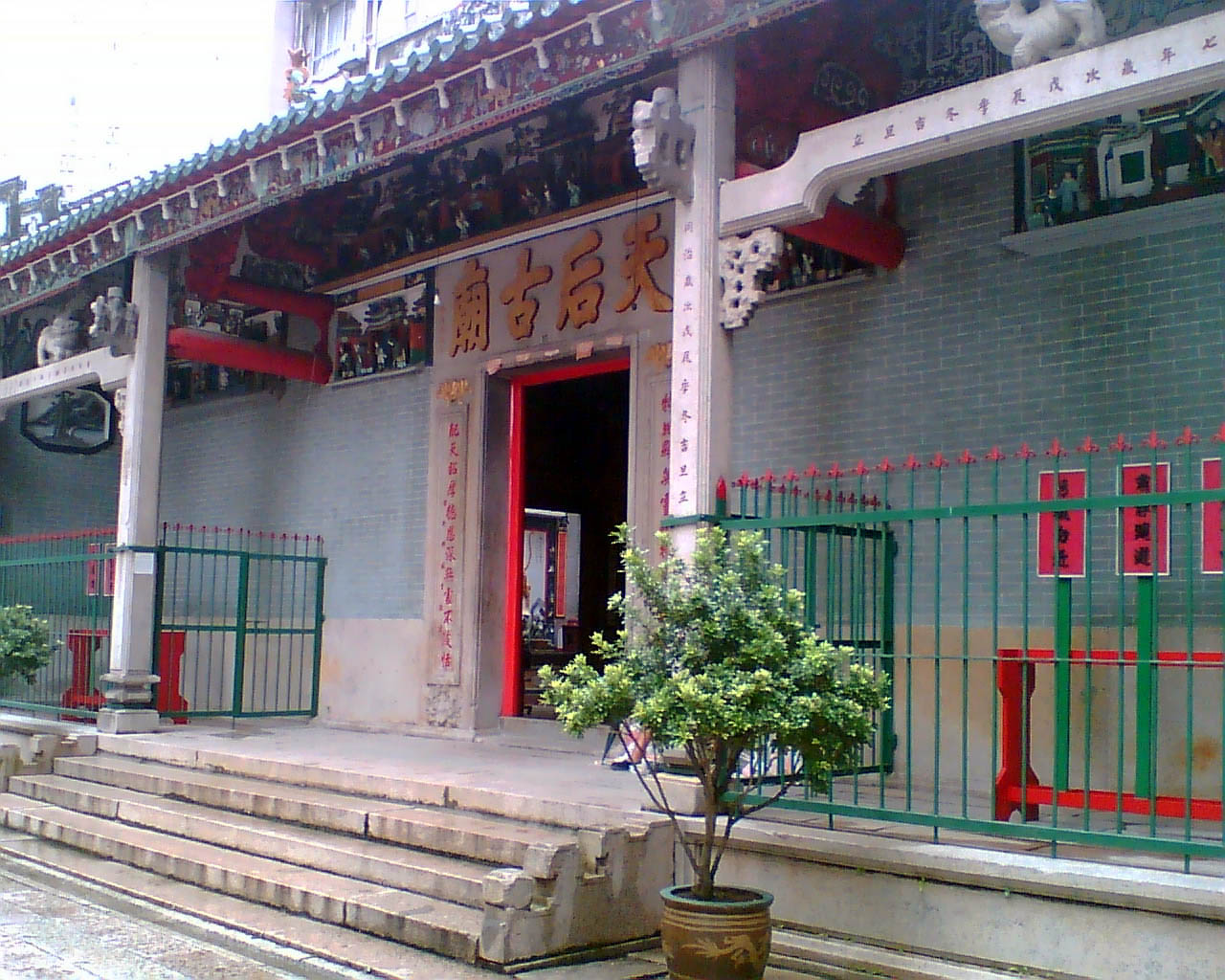
銅鑼灣天后古廟
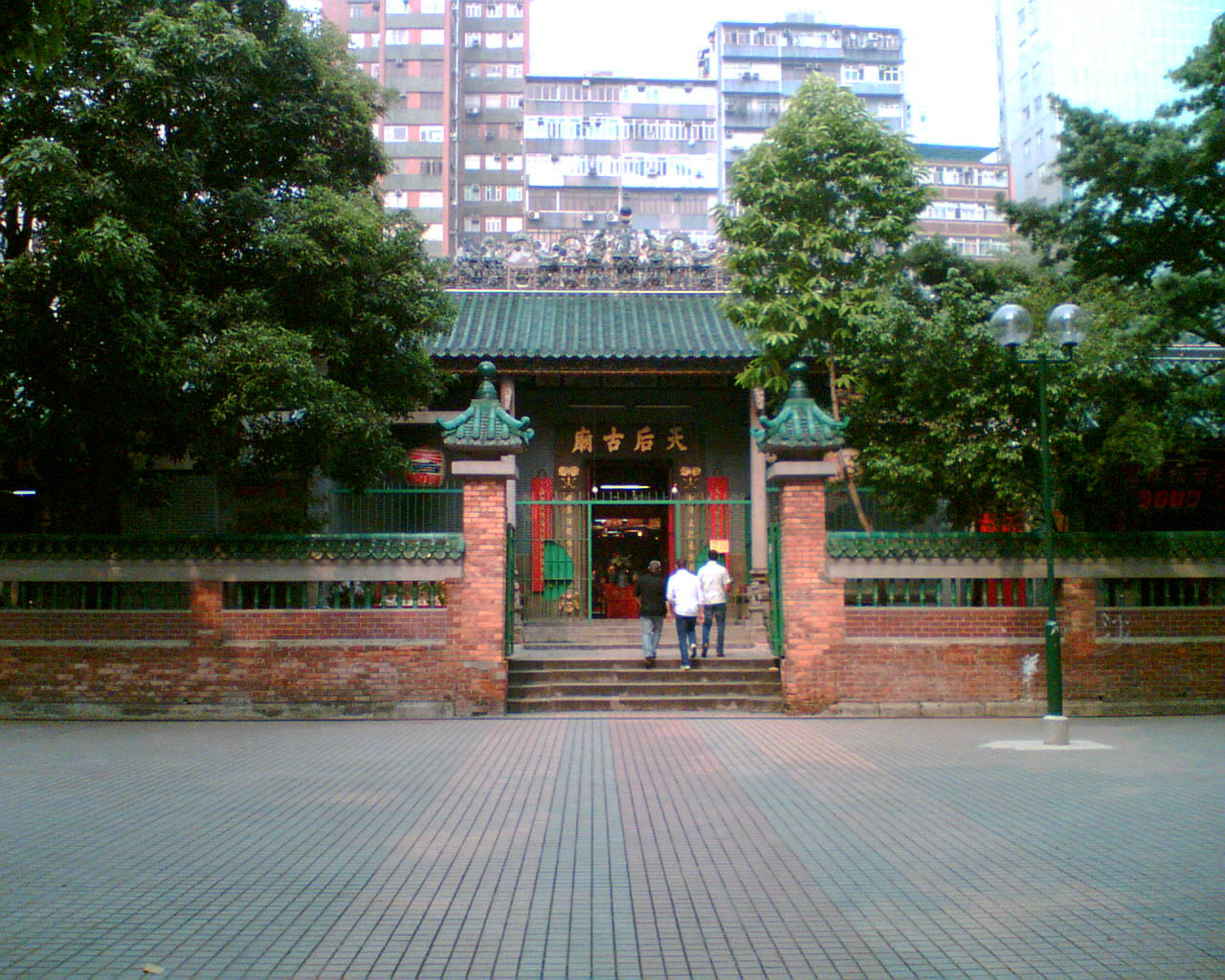
油麻地天后廟
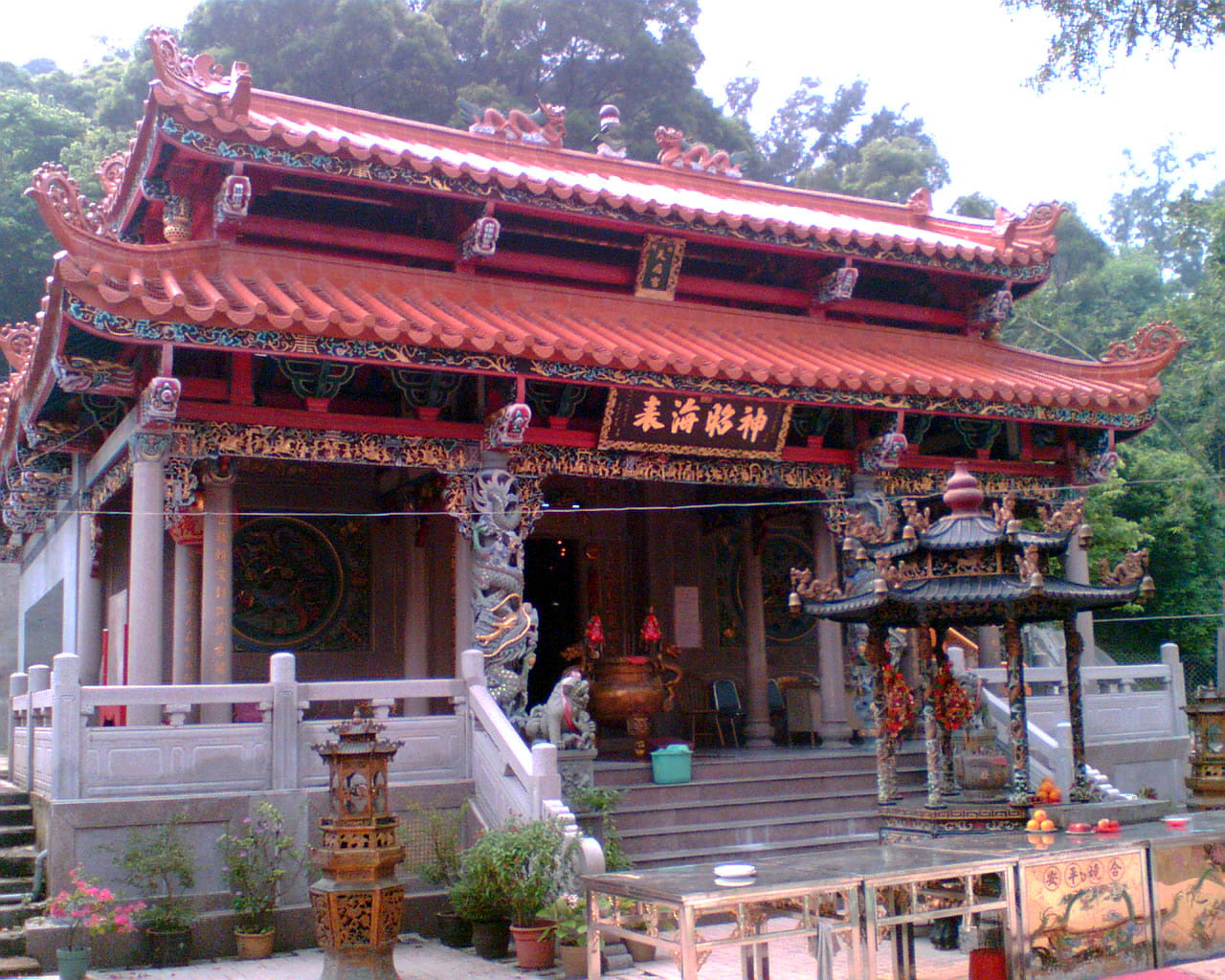
老虎岩天后聖母古廟
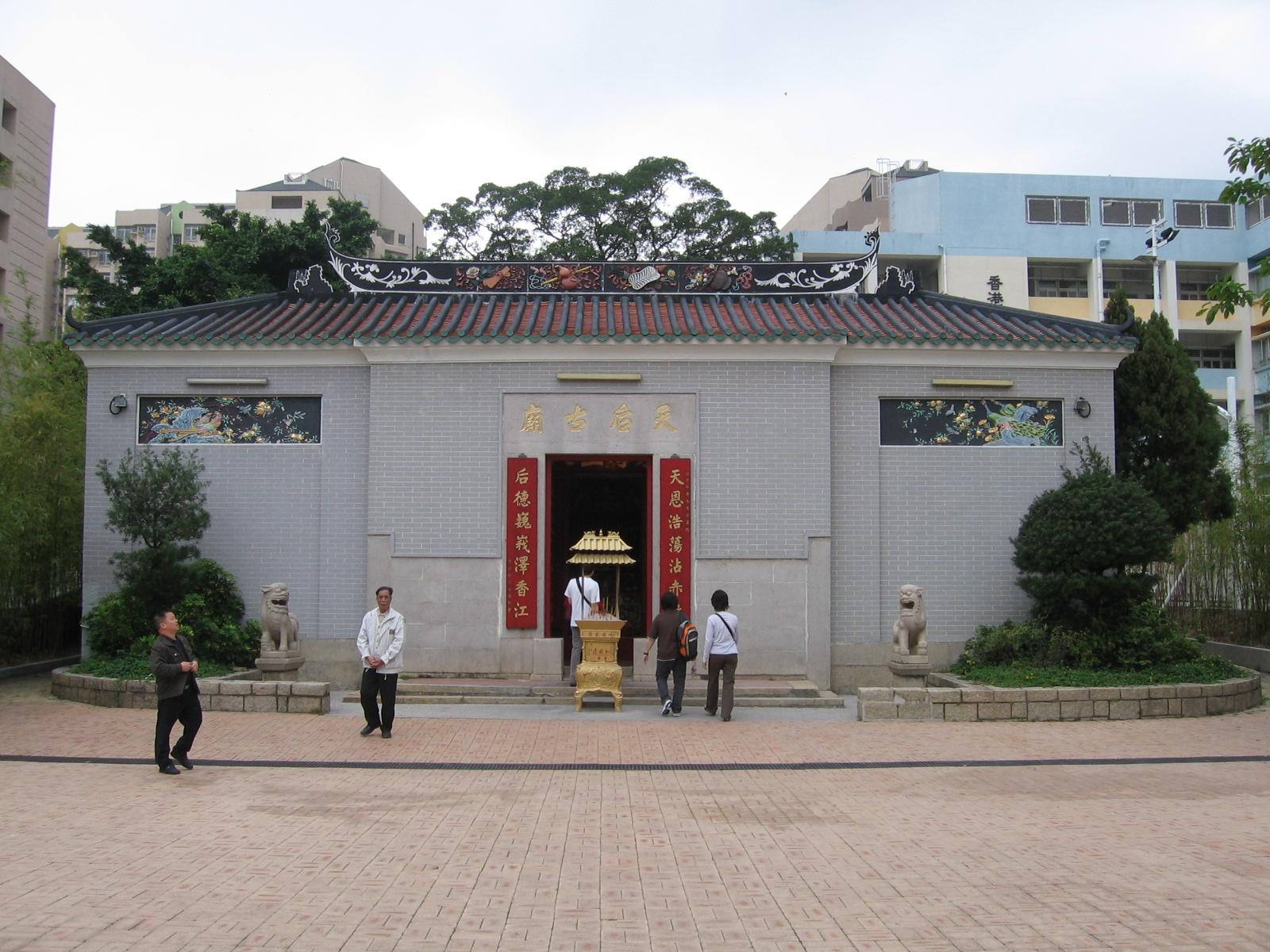
赤柱天后古廟
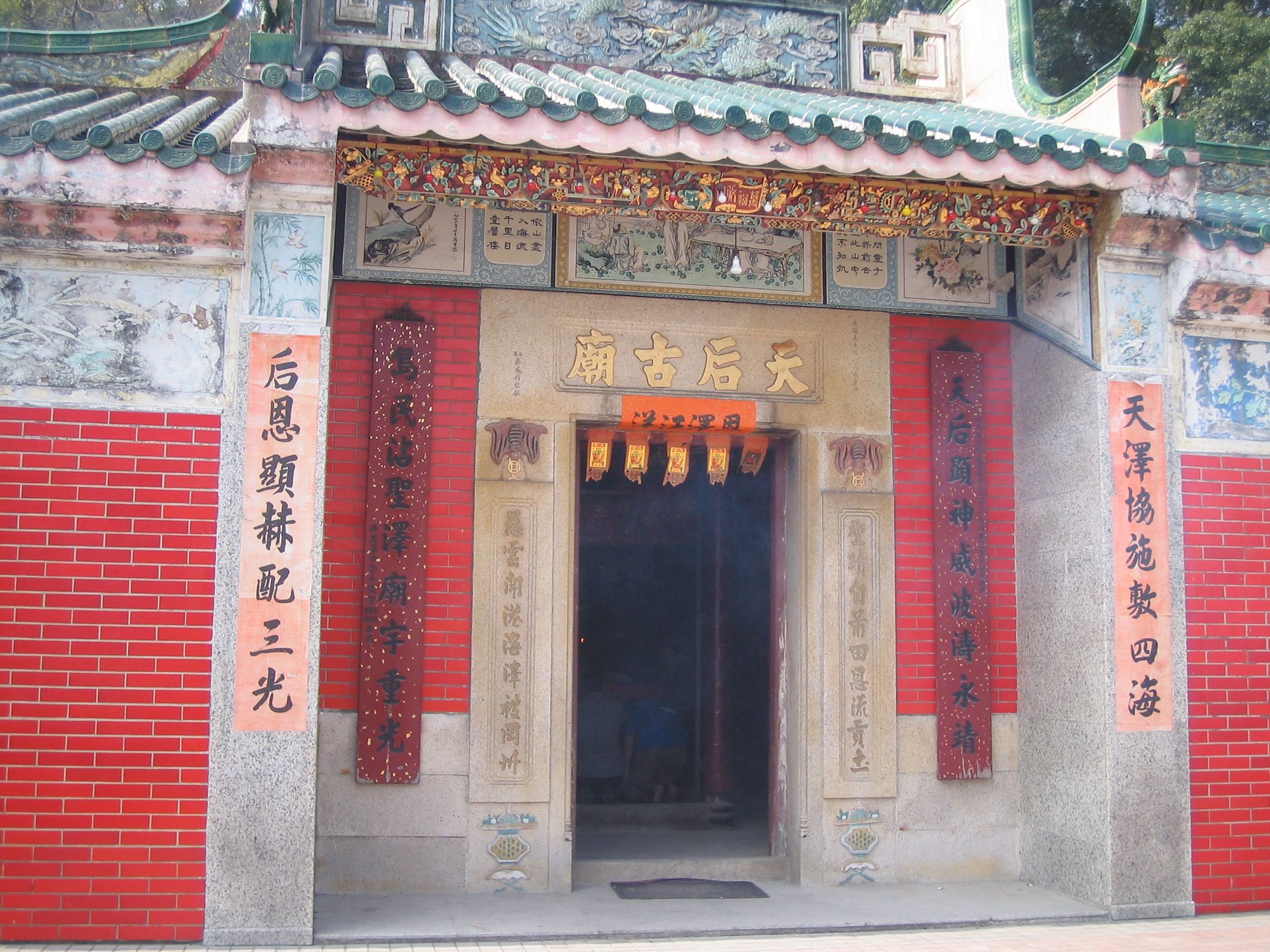
西貢墟天后古廟
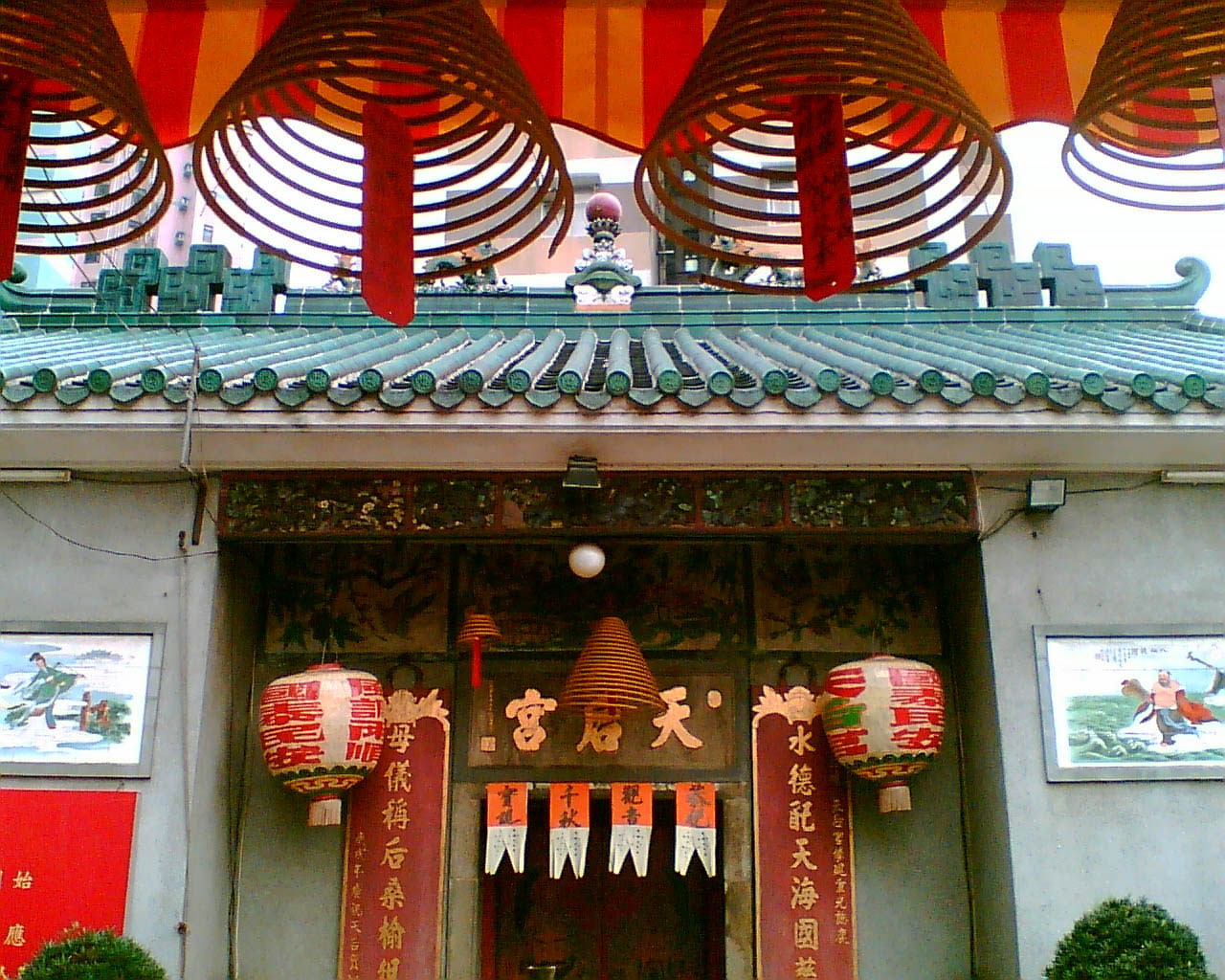
大埔舊墟天后廟
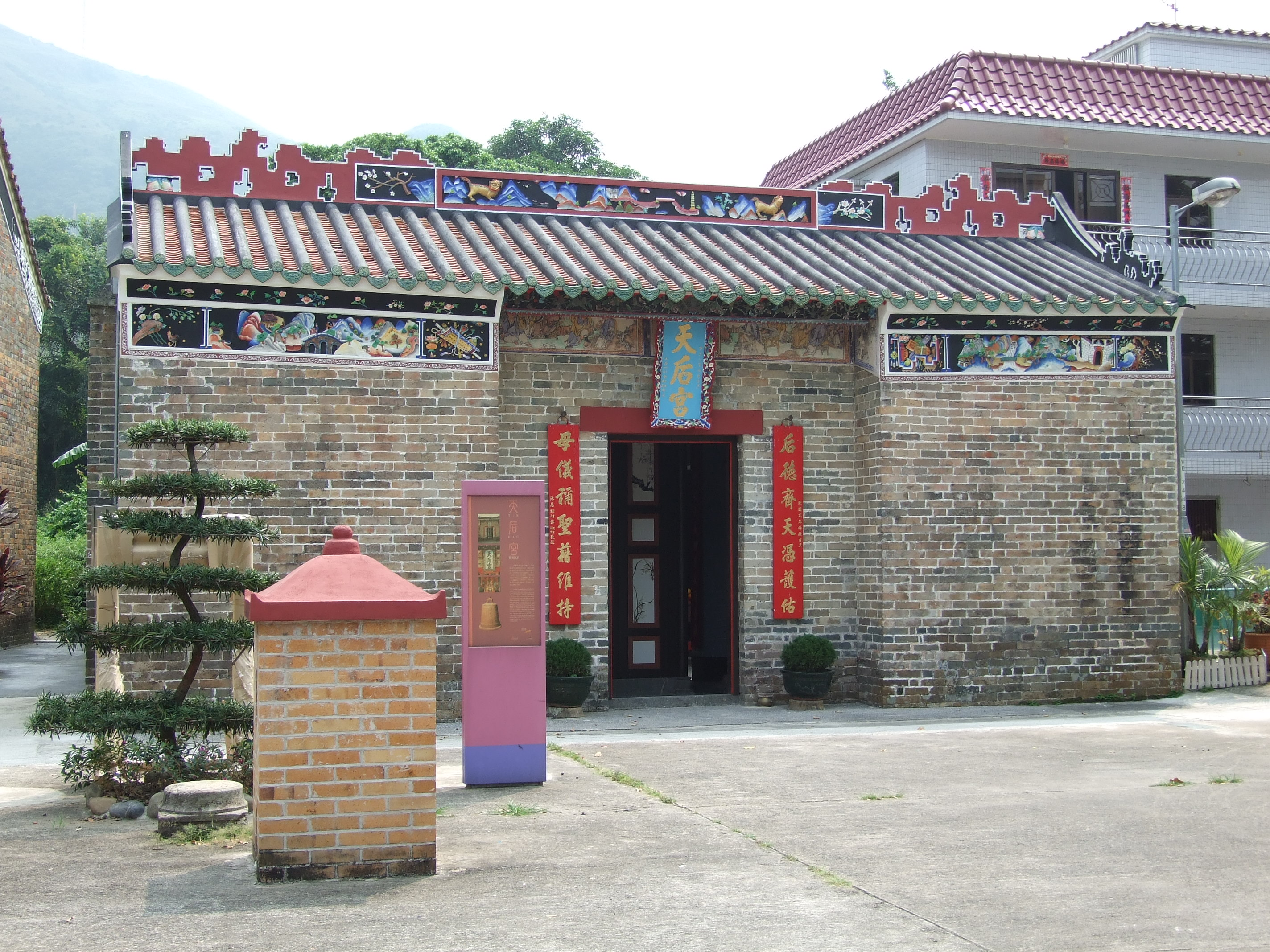
粉嶺天后宮
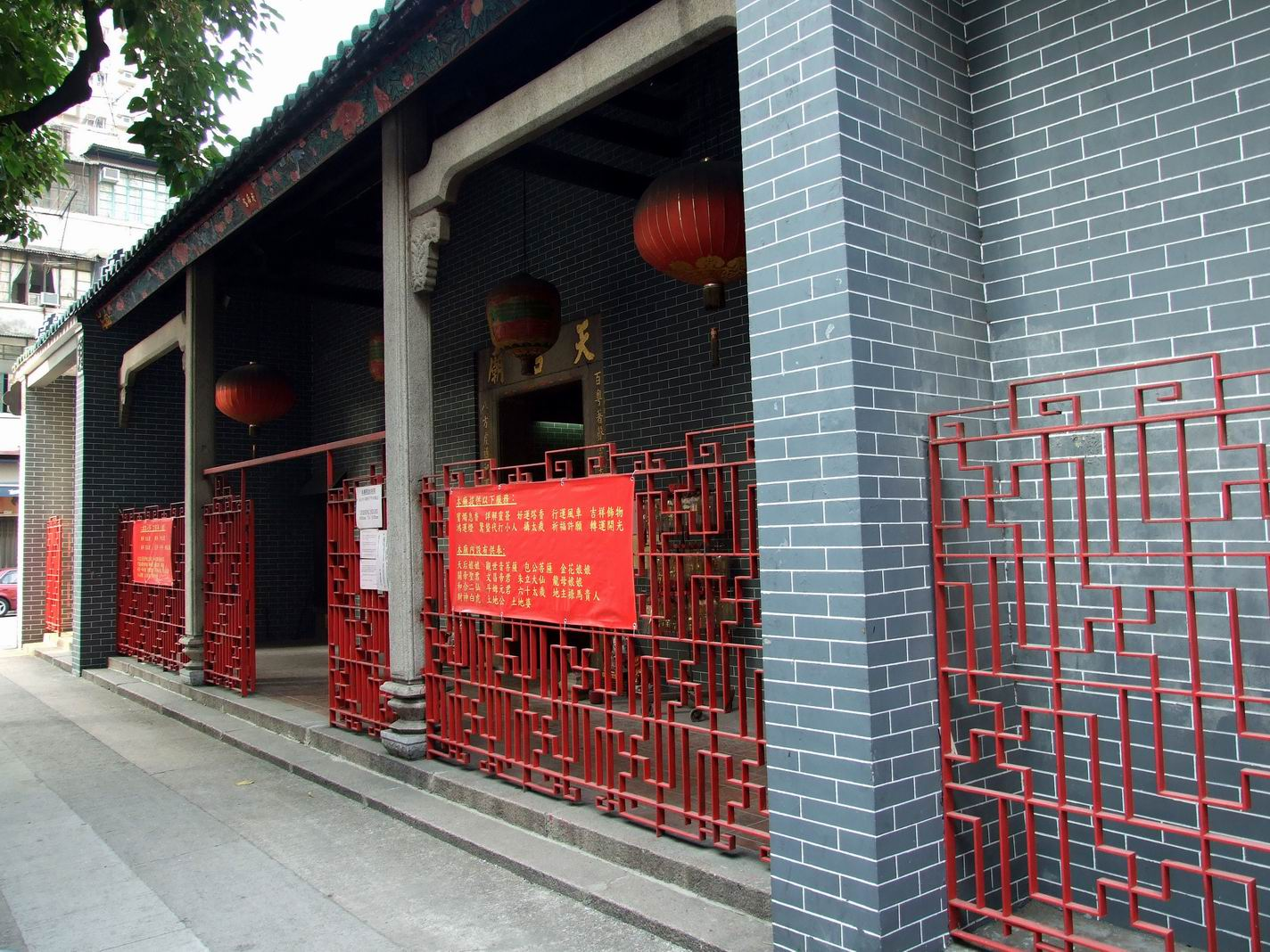
深水埗天后廟
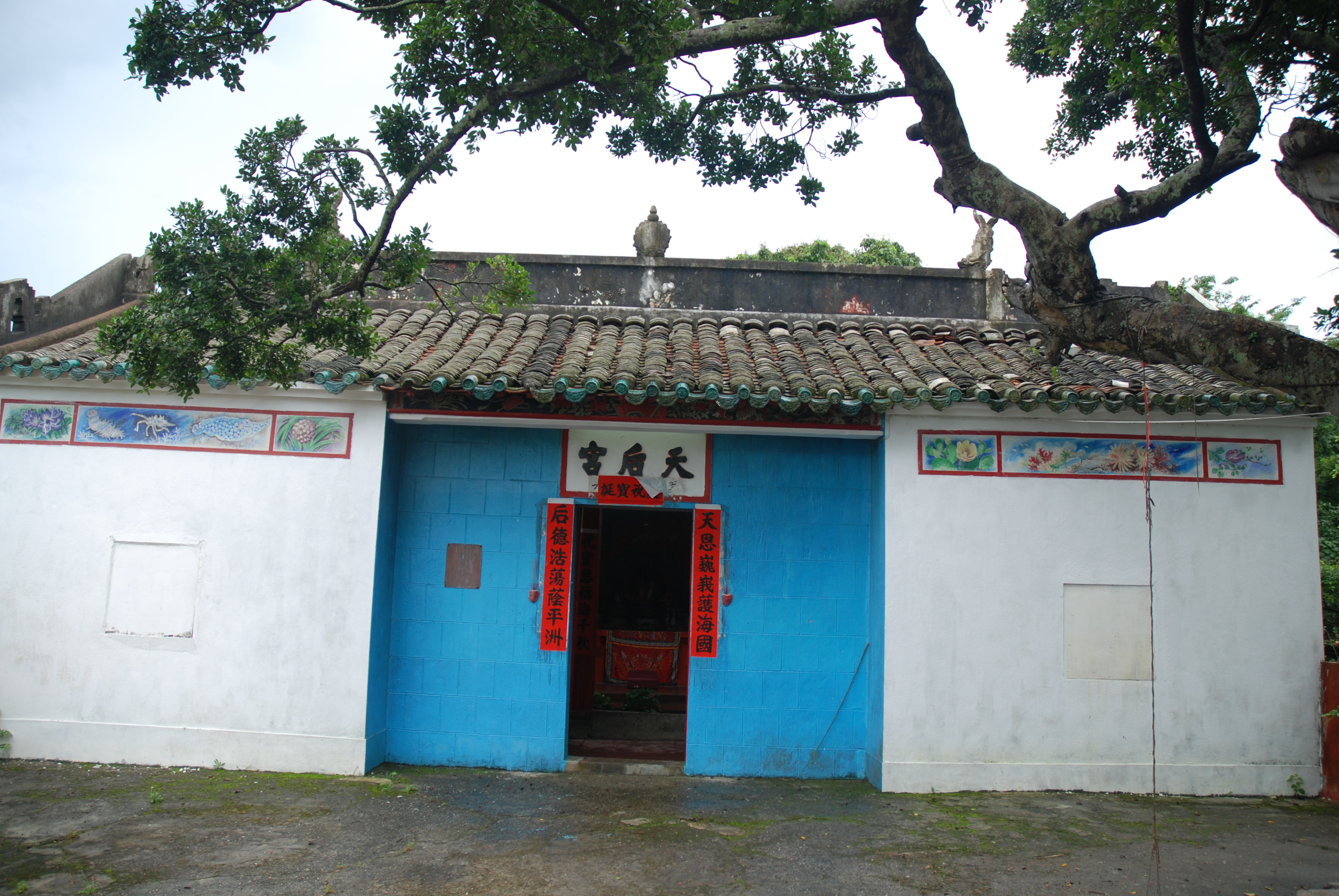
坪洲天后宮
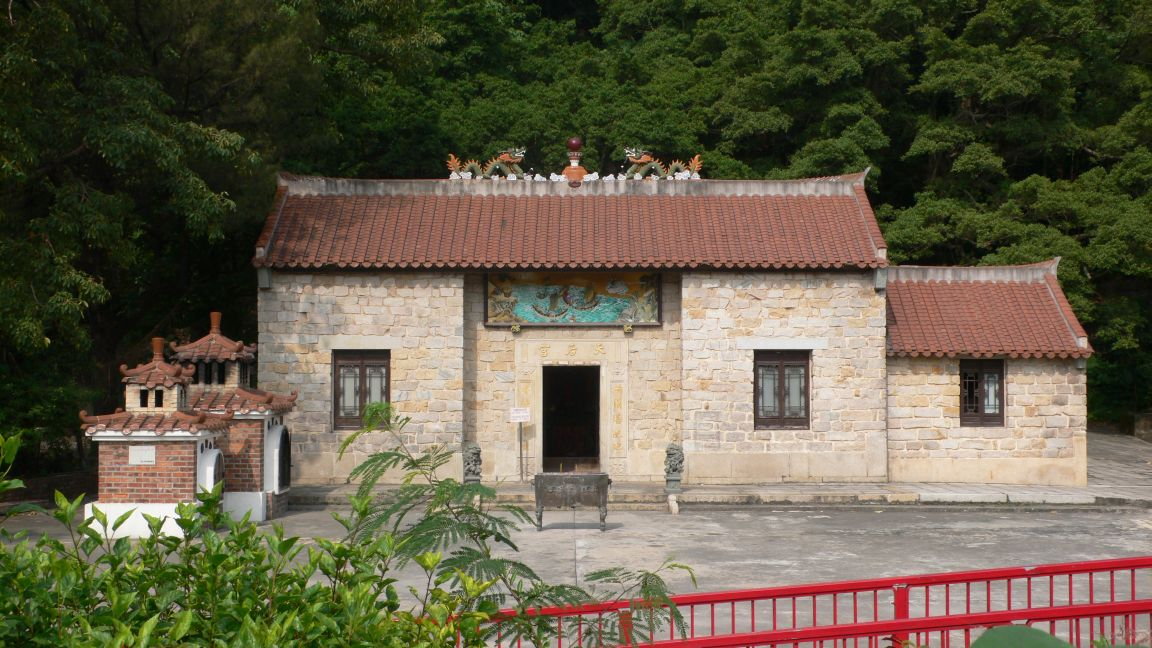
茶果嶺天后廟
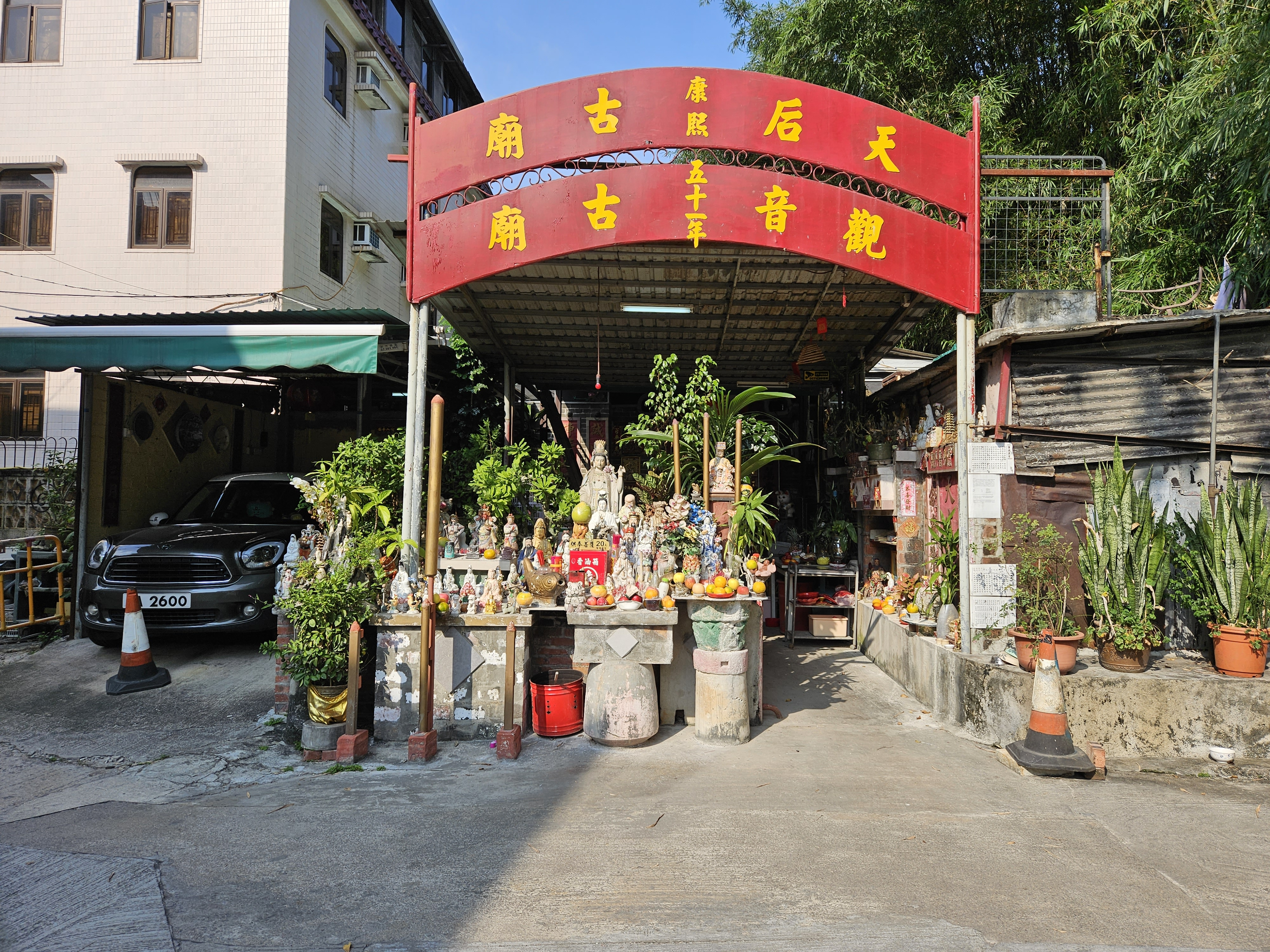
元朗東頭村天后古廟
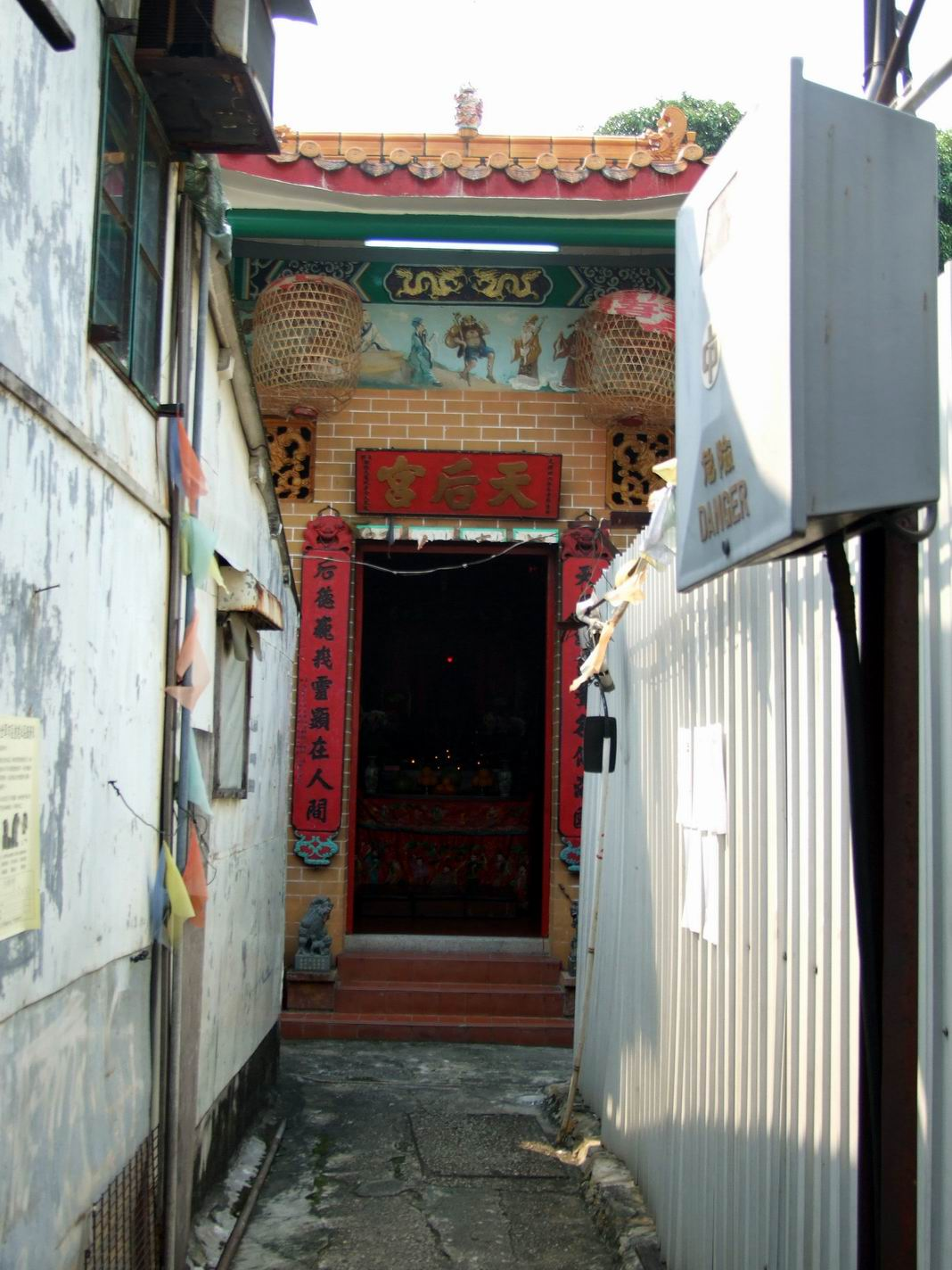
衙前圍村天后宮
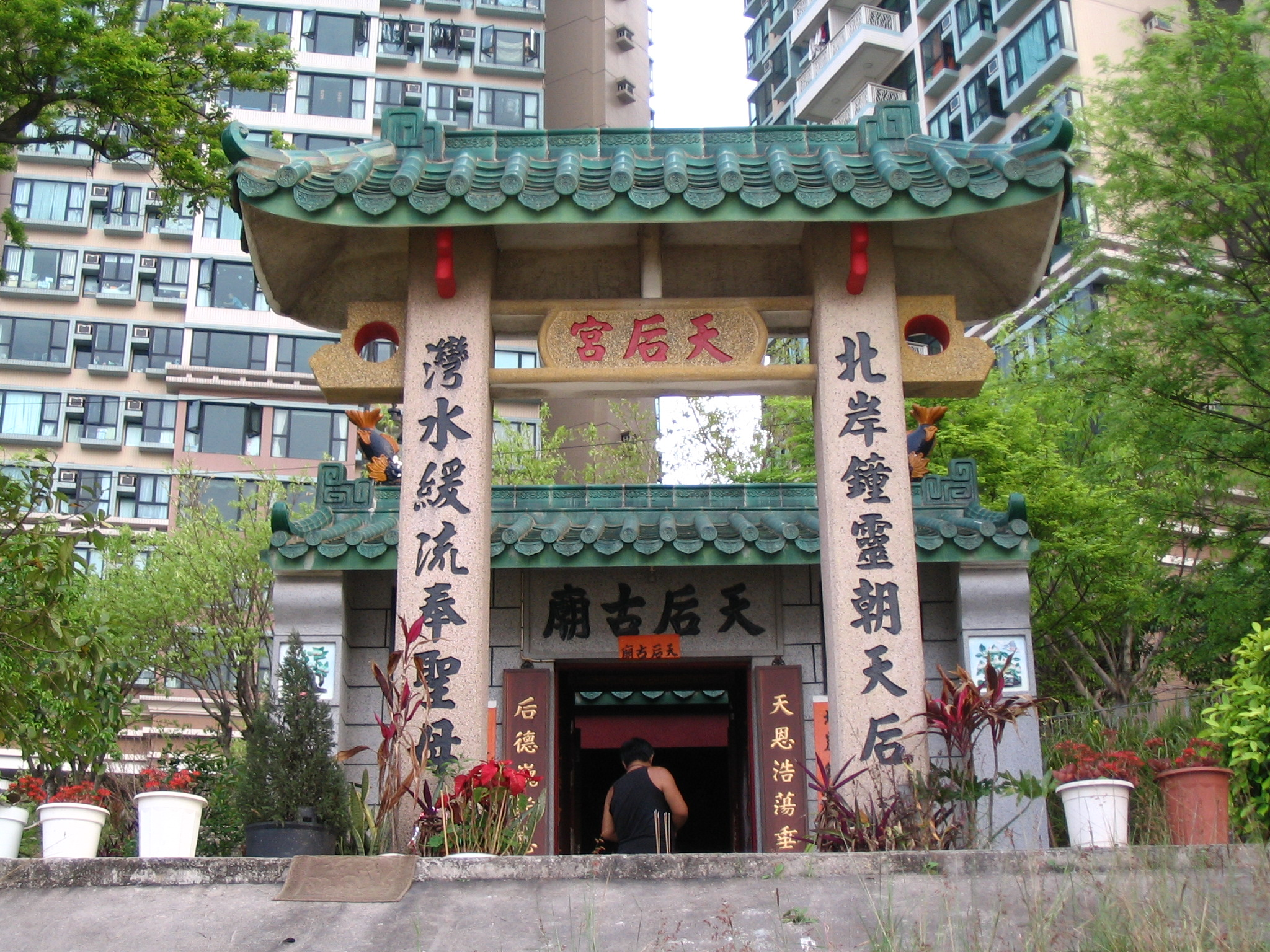
馬灣北灣天后宮
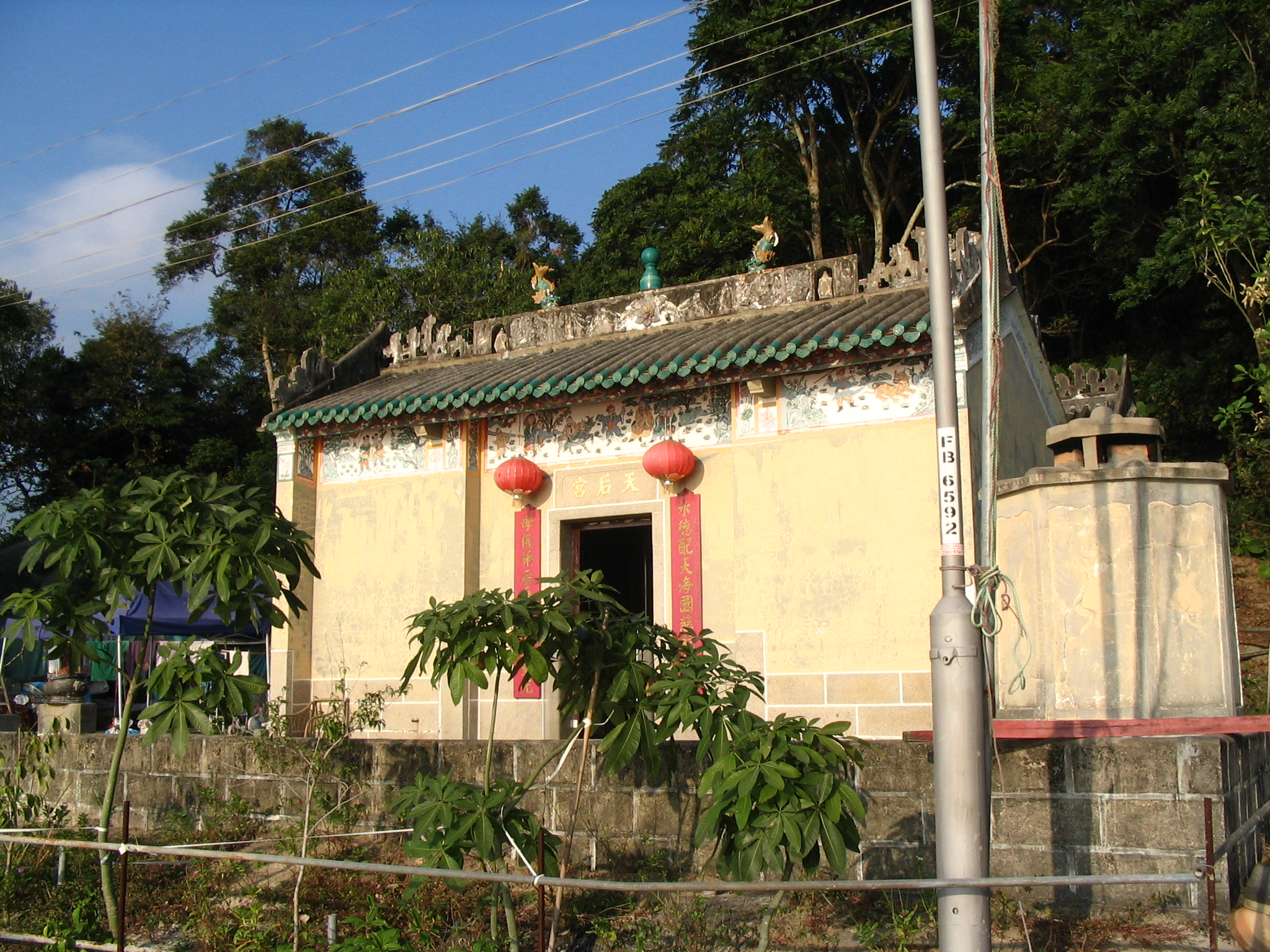
貝澳天后宮
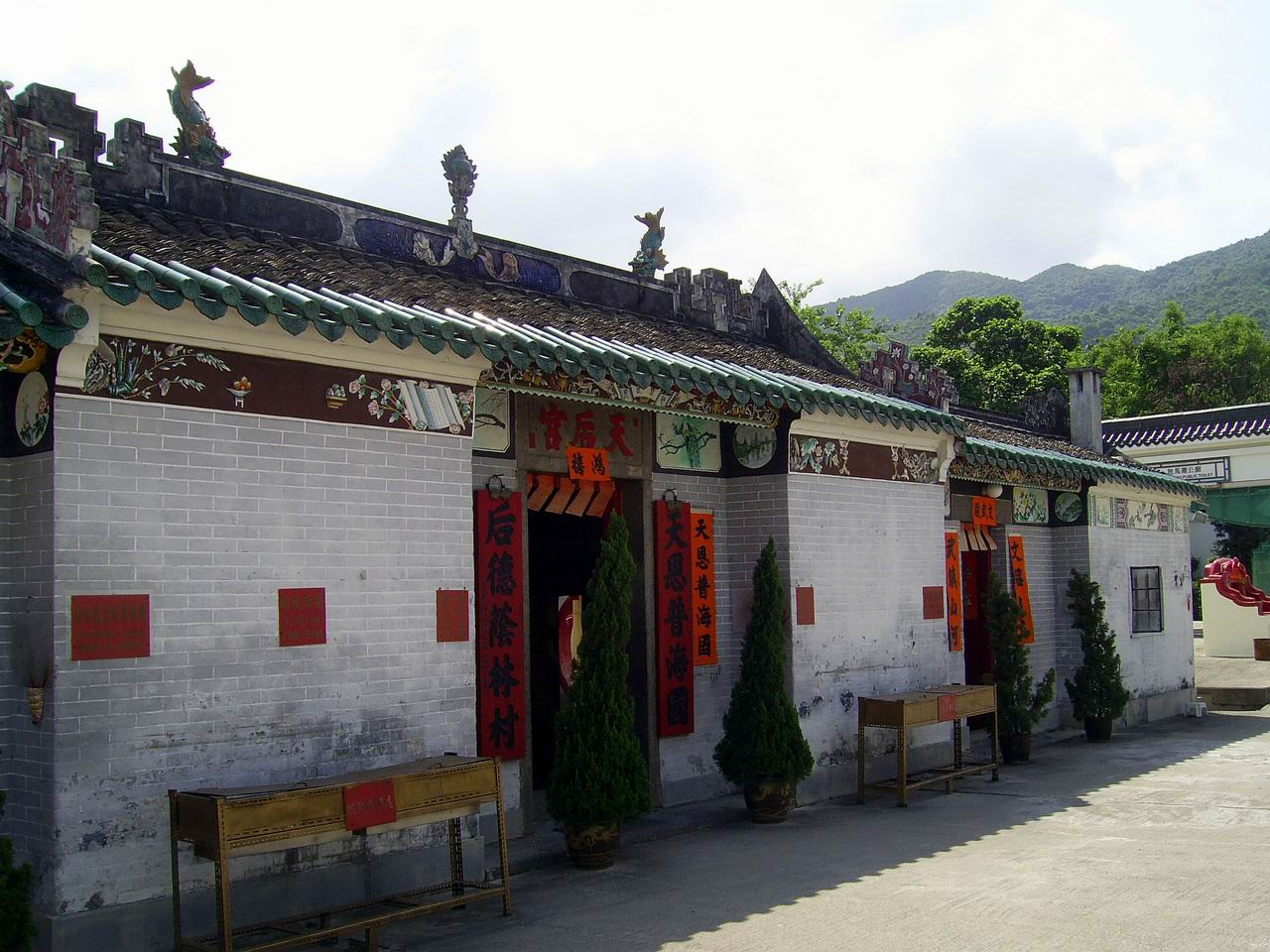
林村天后廟
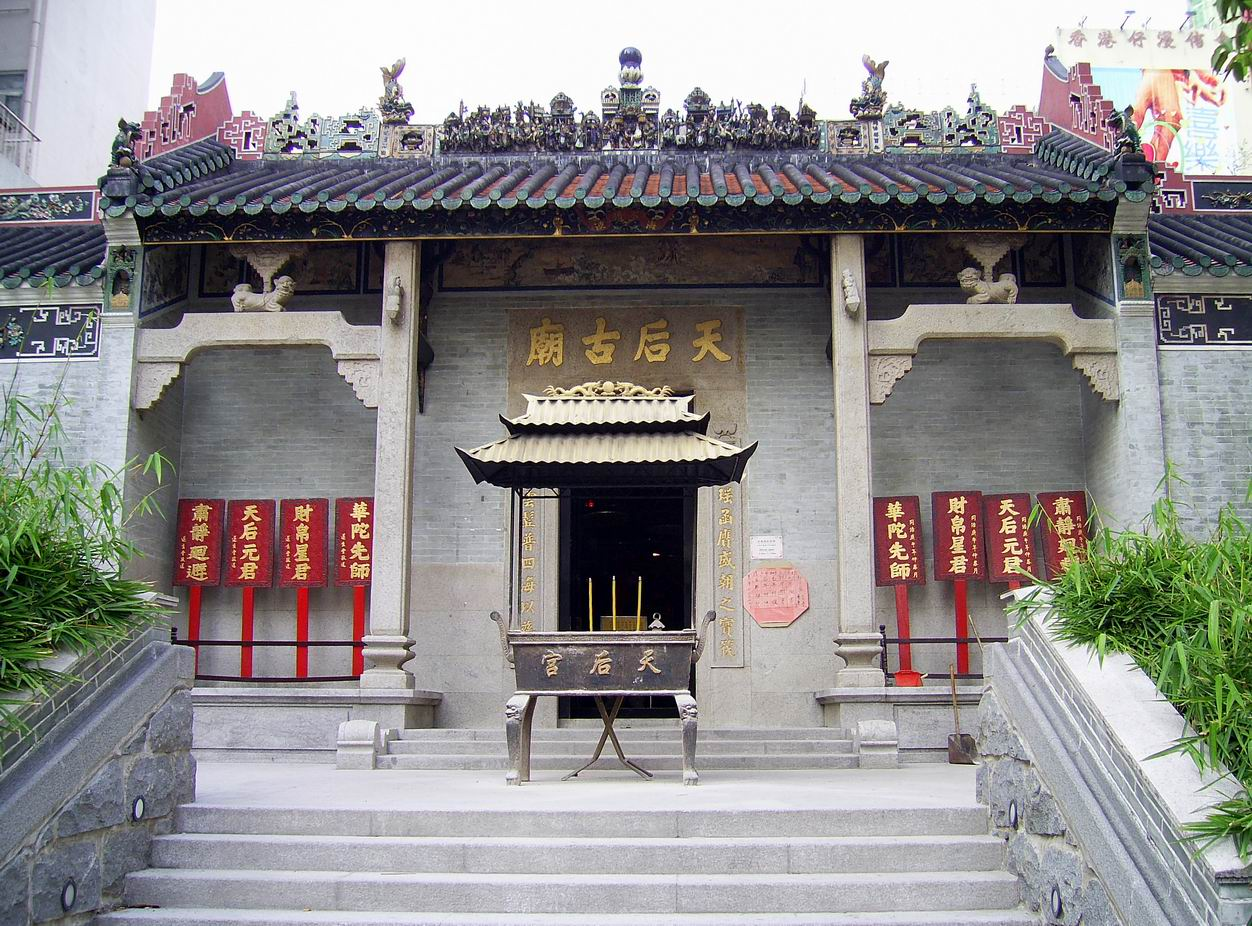
石排灣天后廟
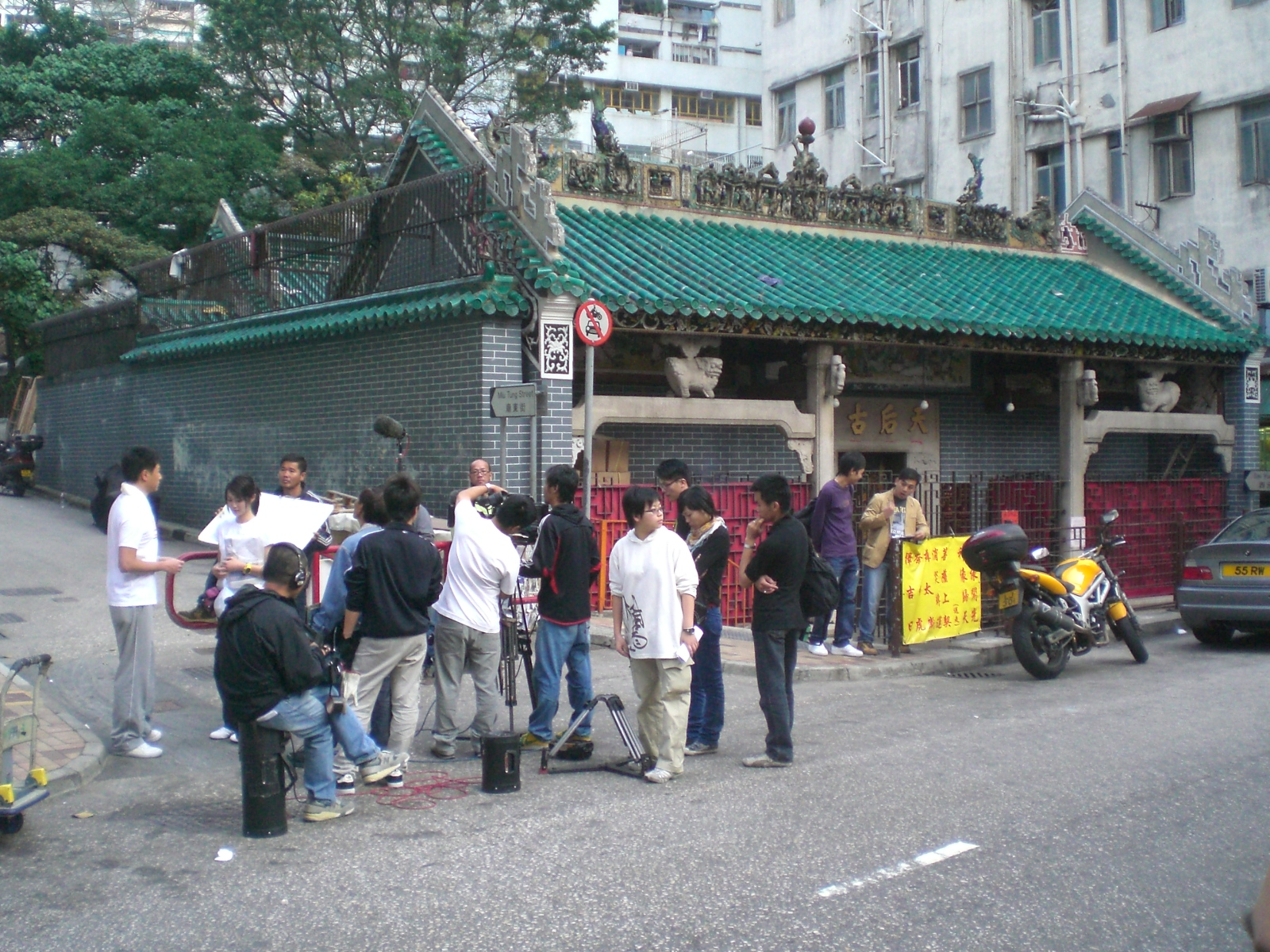
筲箕灣天后廟
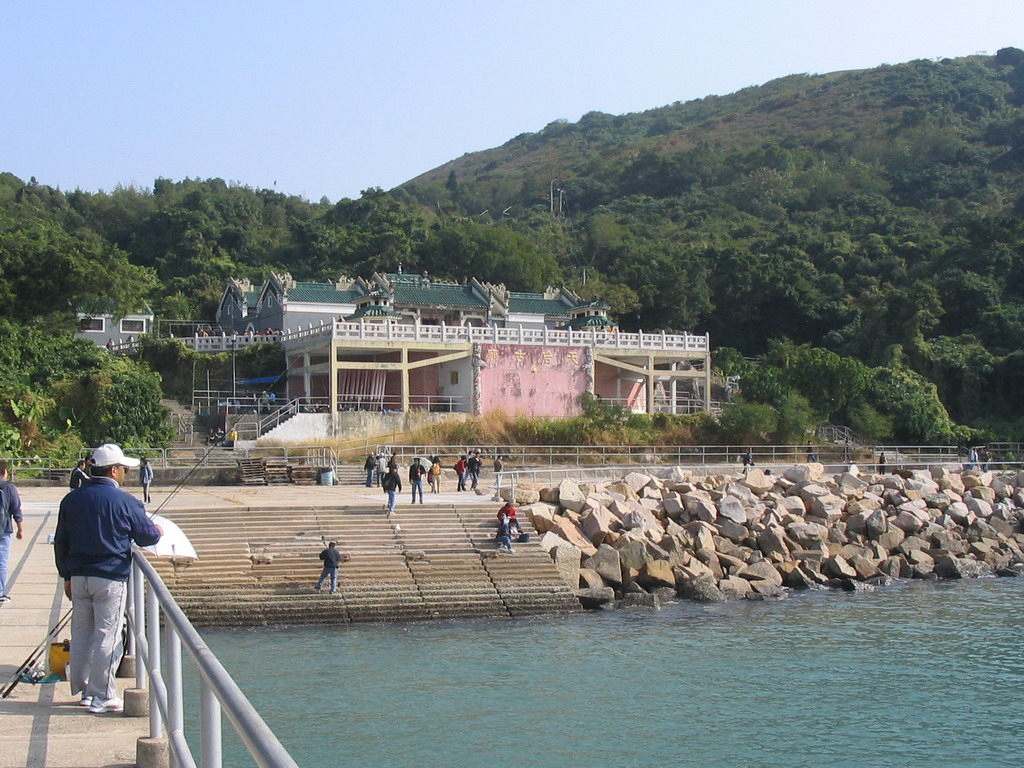
佛堂門天后古廟
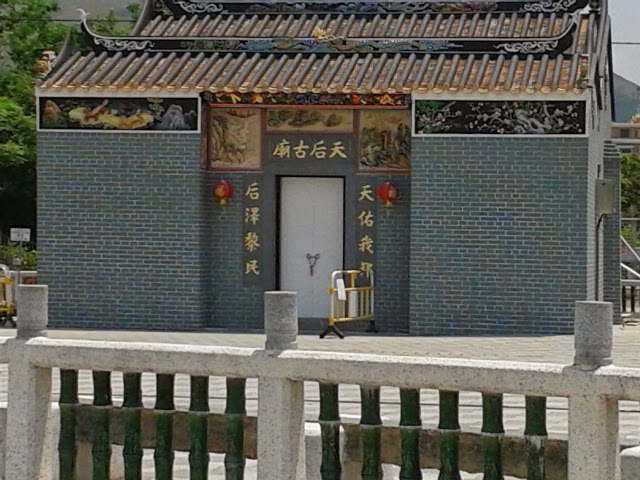
錦田天后古廟

### 澳門
澳門面積只有20多平方公里，但中式廟宇卻不下40多間，其中有10多間供奉天后神，而用天后作為廟宇名稱的，就有8間。

| - 媽閣廟 | - 路環天后古廟 | - 馬交石天后古廟 |

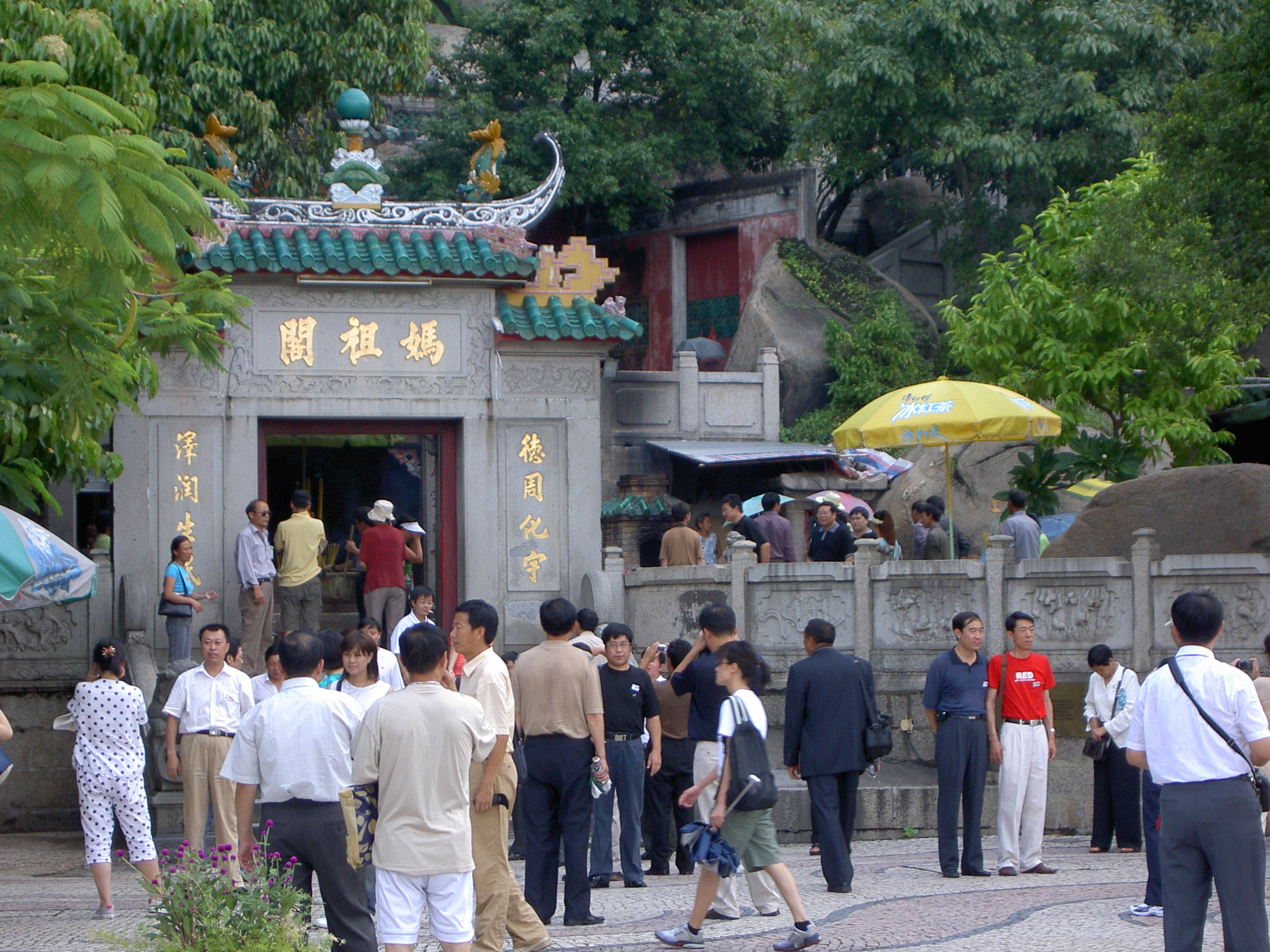
澳門半島的媽閣廟

### 臺灣
常稱天后宮 (thian-hiō-king)、媽祖廟 (Má-tsóo-biō) 或媽祖宮 (Má-tsóo-king)，由於早期臺灣移民多數乃由閩、粵地區渡海來台，天上聖母因是最著名的海神，故成為臺灣最盛行的信仰之一。僅有臺灣地區，「就有媽祖廟510座，其中有廟史可考者39座，內建於明代的3座，建於清代37座」

| - 宜蘭縣頭城慶元宮：清嘉慶元年（1796年）建 - 宜蘭縣宜蘭市昭應宮：清嘉慶十三年（1808年）建 - 宜蘭縣五結鄉利澤簡永安宮：清道光六年（1826年） - 宜蘭縣羅東鎮震安宮：清道光十七年（1837年） - 宜蘭縣北方澳進安宮（海軍媽祖） - 宜蘭縣南方澳進安宮 - 宜蘭縣南方澳南天宮 - 基隆市基隆慶安宮 清乾隆45年立廟於牛稠港，祀奉天上聖母，後因基隆填海建地，乃遷至現今的位置；是全臺唯一三媽同奉的媽祖廟 - 基隆市暖暖安德宮（暖暖媽祖） - 臺北市北投區關渡宮：明鄭永曆十五年（1661年）建 - 臺北市士林慈諴宮：清嘉慶元年（1796年）建 - 臺北市台北天后宮（西門町媽祖廟）：清乾隆十一年（1746年建） - 臺北市松山慈祐宮：清乾隆十八年（1753年）建 - 臺北市料館天后宮：清道光廿一年（1841年）建 - 臺北市大稻埕慈聖宮：清同治三年（1864年）建 - 新北市新莊慈祐宮：清康熙廿五年（1686年）建 - 新北市八里開台天后宮：清乾隆廿五年（1760年）建 - 新北市三芝福成宮：又稱小基隆福成宮（1917年）建，俗稱埔頭媽祖 - 新北市淡水福佑宮：清嘉慶元年（1796年）建 - 新北市三重義天宮：嘉義東石港口宮分靈，俗稱三重媽 - 新北市金山慈護宮：清嘉慶十四年（1809年）建 - 新北市板橋慈惠宮：清同治十三年（1874年）建 - 新北市樹林慈聖宮：朴子配天宮分靈，俗稱樹林媽 - 桃園市桃園慈護宮：清康熙四十二年（1703年）建 - 桃園市新屋天后宮：清道光六年（1826年）建 - 桃園市蘆竹區桃園龍德宮（四媽祖） - 桃園市中壢區仁海宮（中壢媽） - 桃園市觀音區草漯保障宮（船仔媽）清文宗咸豐四年（1854年）建 - 桃園市大溪天后宮（後殿聖母） - 桃園市大溪區三層福安宮（老媽祖） - 新竹縣湖口顯聖宮 - 新竹縣竹北天后宮 - 新竹市香山天后宮：清乾隆三十五年（1770年）建 - 新竹市北門長和宮（湄洲祖廟正三媽、外媽祖）：清乾隆七年（1742年）建 - 新竹市新竹內天后宮（內媽祖）：清乾隆十三年（1748年）建 - 苗栗縣苑裡慈和宮（蓬山媽祖）：清康熙53年（1714）來台，54年(1715)初建草寮，原址位在今苑裡分駐所西南方，於清乾隆30年(1765)遷建現址，36年(1771)竣工 - 苗栗縣竹南后厝龍鳳宮：清道光十六年（1835年建） - 苗栗縣白沙屯拱天宮（白沙屯媽）：清同治二年（1863年）建 - 苗栗縣山邊媽祖宮（山邊媽） - 苗栗縣竹南中港慈裕宮 - 苗栗縣後龍慈雲宮 - 苗栗縣通霄慈惠宮 - 苗栗縣苗栗天后宮 - 臺中市大甲區鎮瀾宮（大甲媽）：清雍正八年（1730年）建 - 臺中市東區旱溪樂成宮（旱溪媽）：清乾隆十八年（1753年）建 - 臺中市梧棲區（大庄媽或稱潛水媽)：清雍正元年（1723年）建 - 臺中市梧棲區朝元宮（梧棲媽） - 臺中市南屯區萬和宮（老大媽） - 臺中市中區萬春宮(台中媽) - 臺中市南區復興宮（老二媽） - 臺中市南區妙天宮（忠孝媽） - 臺中市豐原區慈濟宮 - 臺中市大雅區永興宮（老四媽） - 臺中市北屯區北屯上天宮（老伍媽） - 臺中市北屯區舊社南興宮（舊社媽） - 臺中市大肚區大肚萬興宮（大肚飛媽） - 臺中市大里區大里福興宮：創建於清乾隆年間，歷史上為林爽文起義之地 - 臺中市大里區大里內新新興宮（八媽） - 臺中市霧峰區霧峰南天宮 （阿罩霧媽） - 臺中市清水區壽天宮 - 臺中市清水區清水朝興宮 - 臺中市沙鹿區沙鹿朝興宮（社口媽、沙鹿媽） - 臺中市大肚區大肚永和宮 - 臺中市潭子區潭子得天宮（興二媽、老伍媽、老六媽） | - 彰化縣鹿港興安宮 - 彰化縣二林仁和宮 - 彰化縣二林泰安宮：早於清乾隆年間 現廟於西元1923年創廟至今 - 彰化縣鹿港天后宮（鹿港媽）清康熙二十二年（1683年）建 - 彰化縣鹿港新祖宮 - 彰化縣鹿港護聖宮：又稱為玻璃廟，此廟由玻璃打造 - 彰化縣彰化天后宮（彰化城內媽祖） - 彰化縣彰化南瑤宮（彰化媽、南門媽、彰化城外媽祖） - 彰化縣員林福寧宮：日治大正十五年（1926年）建 - 彰化縣永靖甘澍宮（甘露媽、蜂蜜媽祖）日治昭和十二年（1936年）建 - 彰化縣溪湖福安宮（溪湖媽）嘉慶年間，西元1804年建（(後殿二樓天德堂供奉關聖帝君） - 彰化縣社頭枋橋頭天門宮：清乾隆二十年（1755年）建 - 彰化縣田中乾德宮（田中媽） - 彰化縣田中受天宮 - 彰化縣二水安德宮 - 彰化縣伸港福安宮 - 彰化縣王功福海宮（福海媽） - 彰化縣芳苑普天宮 - 彰化縣北斗奠安宮（東螺媽）清康熙二十三年（1684年）創建 清嘉慶十一年（1806年）遷建 - 彰化縣埤頭合興宮：清乾隆四十四年（1779年）建 - 彰化縣溪州后天宮 - 彰化縣竹塘廣安宮 - 南投縣草屯朝清宮 - 南投縣慈善宮（慈善媽） - 南投縣南投市配天宮（南投媽） - 南投縣竹山連興宮（竹山媽） - 南投縣新街朝聖宮 - 南投縣名間福興宮（濁水媽） - 南投縣集集廣盛宮（集集媽） - 南投縣埔里恆吉宮：清道光四年（1824年）建 - 雲林縣北港朝天宮（北港媽）（清康熙三十三年（1694年）建） - 雲林縣水林郷蕃薯厝順天宮(蕃薯寮媽) 康熙七年(1668年)搭草廟恭奉媽祖，為全台灣歷史最悠久的湄洲站身大媽。 - 雲林縣土庫順天宮（土庫媽） - 雲林縣西螺廣福宮（1764年），新街媽祖廟俗稱『老大媽』、『國道媽』 - 雲林縣西螺福天宮（1713年自朴子配天宮分靈，俗稱社口媽） - 雲林縣西螺福興宮（創建於清康熙五十六年（1717年），俗稱『太平媽』、『西螺媽祖』、『媽祖宮』） - 雲林縣虎尾天后宮 - 雲林縣虎尾福安宮(糖廠媽) - 雲林縣虎尾持法媽祖宮 - 雲林縣麥寮拱範宮(麥寮媽) - 雲林縣西螺朝興宮（吳厝媽） - 雲林縣六房天上聖母 - 雲林縣斗南順安宮（菜埔媽） - 雲林縣斗六新興宮（開基斗六媽） - 雲林縣斗六受天宮 - 雲林縣崙背奉天宮 - 嘉義市嘉義大天后宮 ( 諸羅媽 ) : 清康熙五十六年 ( 1717年 ) 建 (明治三十九年（1906年）三月時發生了丙午大地震，不幸震垮了當時嘉義市區以及大天后宮，大地震過後為了重整嘉義市區和開闢新道路（今忠孝路、光彩街）而將震垮的大天后宮拆除並未重建。當時信眾將媽祖娘娘的神尊和其它宮內神尊移駕到嘉義城隍廟後殿供奉（現今「媽祖殿」）。 - 嘉義市嘉義天后宮 - 嘉義市嘉義朝天宮( 溫陵媽 ) : 清乾隆二十五年 ( 1760年 ) 建 - 嘉義市嘉義奉天宮 - 嘉義市嘉義聖興宮 - 嘉義市天玄宮 - 嘉義市嘉義南興宮(來自祖廟為嘉義縣笨港口港口宮) - 嘉義縣笨港口港口宮（港口媽又稱蚶仔寮媽）：清康熙二十三年（1684年）建 - 嘉義縣朴子配天宮（朴子媽，清康熙二十六年（1687年）建） - 嘉義縣溪北六興宮（正黑面三媽） - 嘉義縣新港奉天宮（新港媽） - 嘉義縣竹崎鹿滿天奉宮（開基五媽娘） - 嘉義縣民雄慶誠宮 - 嘉義縣水上璿宿上天宮 | - 台南市中西區大天后宮：明鄭寧靖王故宅，其殉國前捨宅為廟 - 台南市安南區鹿耳門天后宮：明永曆十五年（1661年）建 - 台南市善化區茄拔天后宮：明鄭永曆十五年（1661年）建 - 台南市北區開基天后宮：明鄭永曆十七年1662年）建 - 台南市山上區山上天后宮：清順治十八年（1661年）建 - 台南市安平區安平開台天后宮：清康熙七年（1668年）建 - 台南市下營區茅港尾堡天后宮：明鄭永曆三十一年（1677年）建 - 台南市永康區鹽行天后宮：清康熙三十五年（1696年）建 - 台南市中西區三郊鎮港海安宮：清乾隆元年（1736）或五十三年（1788年）建 - 台南市中西區媽祖樓天后宮：清乾隆二十年（1755年）建 - 台南市中西區金安宮：清嘉慶十四年（1809年）建 - 台南市中西區營仔腳朝興宮溫陵媽廟：清嘉慶二十二年（1817年） - 台南市中西區銀同祖廟：清道光二十二年（1842年）建 - 台南市中西區檨仔林朝興宮馬兵營保和宮：清咸豐八年（1858年）建 - 台南市七股區三股龍德宮: 清光緒六年（1880年）建 - 台南市南區金鑾宮（分靈自下茄萣金鑾宮） - 台南市安南區正統鹿耳門聖母廟 - 台南市西港區西港慶安宮 - 台南市鹽水區鹽水護庇宮（鹽水媽、月港媽） - 台南市新營區鐵線橋通濟宮 - 台南市六甲區六甲恆安宮 - 台南市官田區官田惠安宮 - 台南市白河區白河福安宮 - 台南市後壁區下茄苳泰安宮（茄苳媽） - 台南市安定區港口慈安宮 - 高雄市旗津天后宮(旗津媽)：清康熙十二年（1673年）建 - 高雄市茄萣區茄萣金鑾宮：清乾隆四十二年（1777年）建 - 高雄市岡山區岡山壽天宮：康熙五十一年（1712年）建（大天后宮分靈） - 高雄市橋頭區橋頭鳳橋宮：康熙五十一年（1725年）建立（開基天后宮分靈） - 高雄市楠梓區楠梓天后宮 - 高雄市燕巢區角宿天后宮 - 高雄市三民區灣仔內朝天宮 - 高雄市苓雅區高東天后宮 - 高雄市旗山區旗山天后宮（旗山媽） - 高雄市鳳山區五甲龍成宮（五甲媽） - 高雄市鼓山區寶瀾宮（大甲媽分靈） - 高雄市鼓山區德安宮 - 高雄市鼓山區內惟龍目井龍泉宮 - 高雄市左營區左營慈德宮 - 高雄市左營區 - 高雄市林園區林園鳳芸宮（海巡媽祖） - 屏東縣屏東慈鳳宮：清乾隆二年（1737年）建（阿猴媽祖） - 屏東縣萬丹萬惠宮：清乾隆二十一年（1756年）建 - 屏東縣萬丹三青宮：清乾隆二年（1737年）建 - 屏東縣六堆天后宮：清嘉慶八年（1803年）建 - 屏東縣東港朝隆宮 - 屏東縣林邊慈濟宮 - 屏東縣放索安瀾宮 - 屏東縣枋寮德興宮 - 屏東縣恆春天后宮 - 花蓮縣花蓮市港天宮（港天媽） - 花蓮縣花蓮市花蓮慈天宮 - 花蓮縣花蓮市美崙福慈宮（美崙媽祖） - 花蓮縣玉里鎮玉里媽祖宮 - 臺東縣臺東市台東天后宮 - 臺東縣成功鎮成廣澳天后宮 - 臺東縣綠島鄉南寮天后宮（北港媽）：民國七十三年(1984年 6月) 建 - 澎湖縣澎湖天后宮：明萬曆三十二年（1604年）建 |

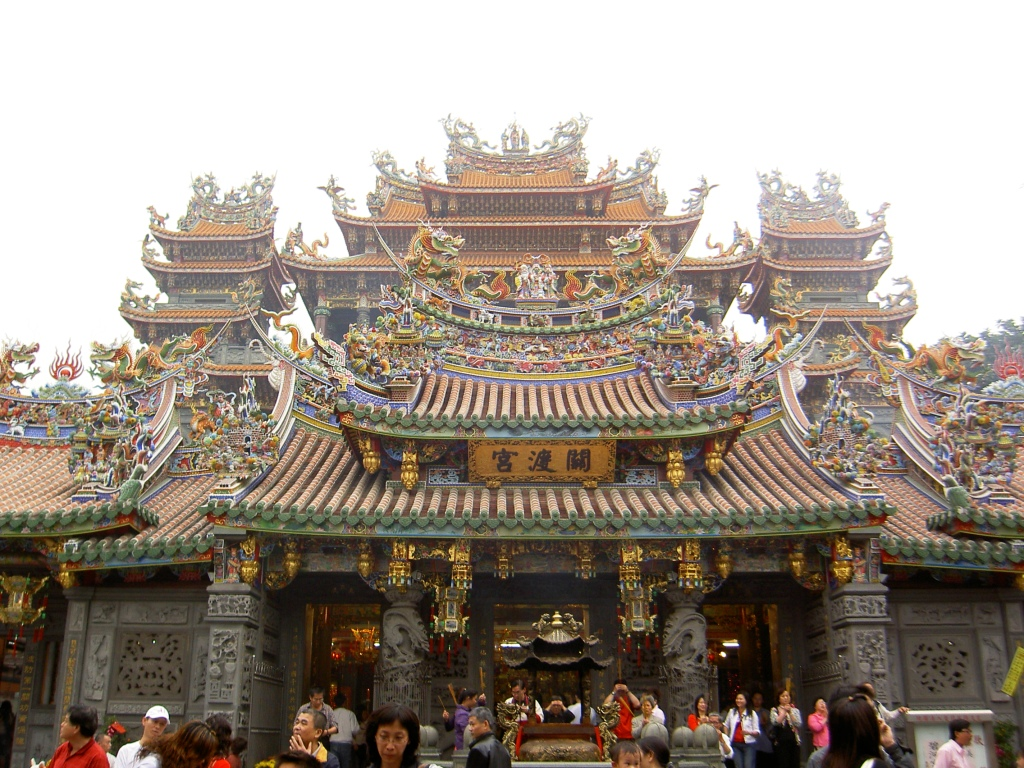
臺北市北投關渡宮
新北市三重義天宮
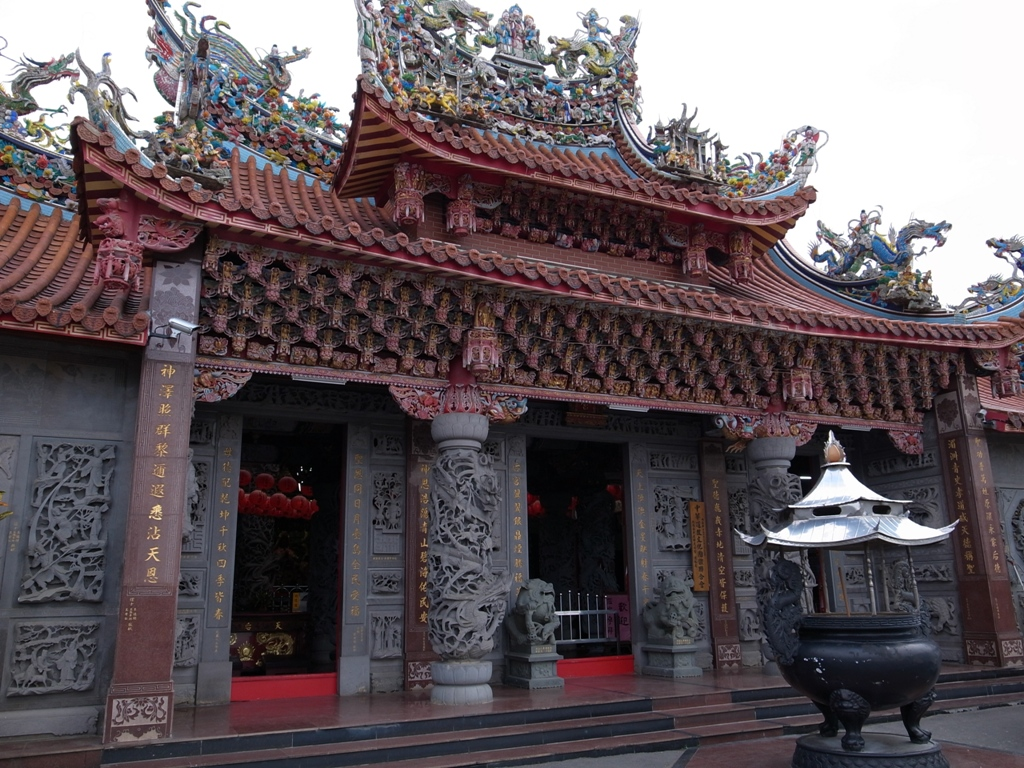
桃園市新屋鄉天后宮
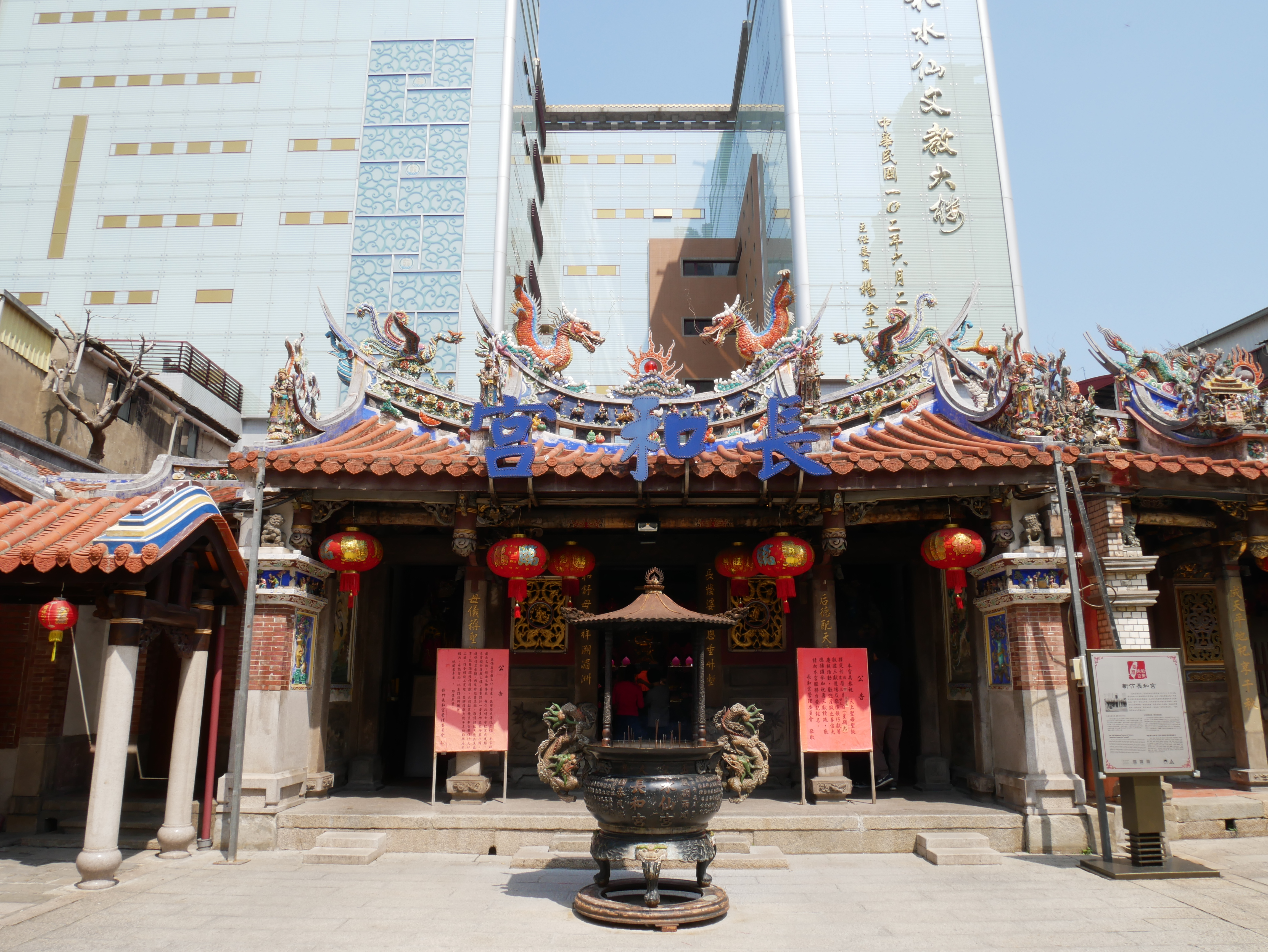
新竹市新竹長和宮
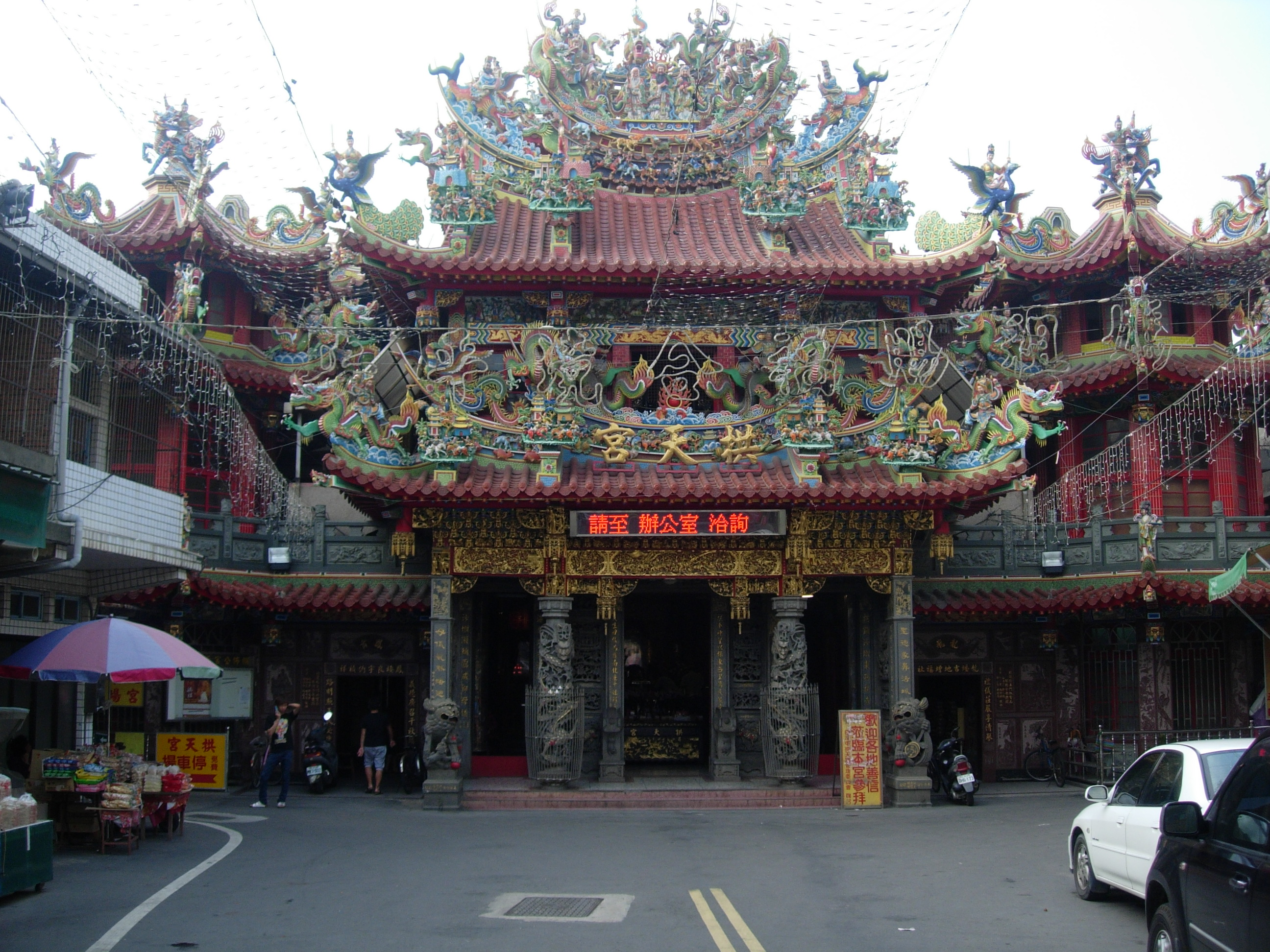
苗栗縣白沙屯拱天宮
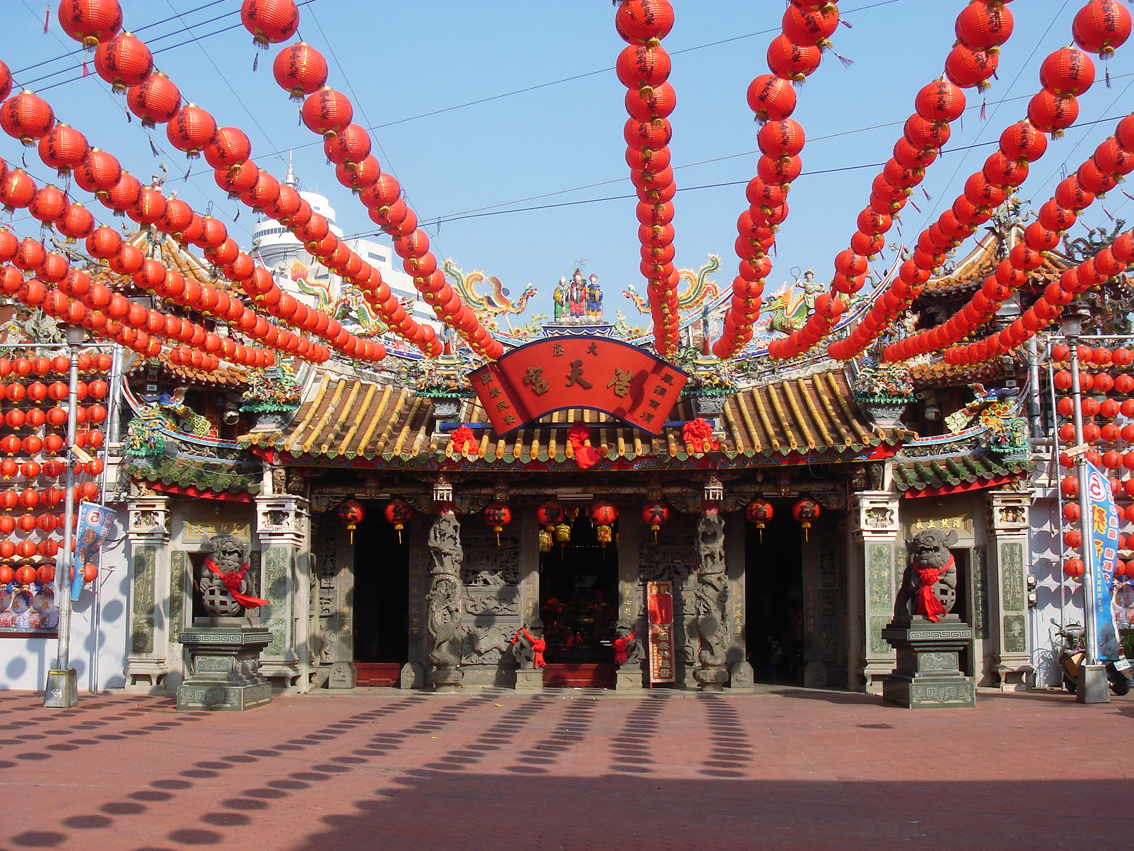
臺中市大庄浩天宮
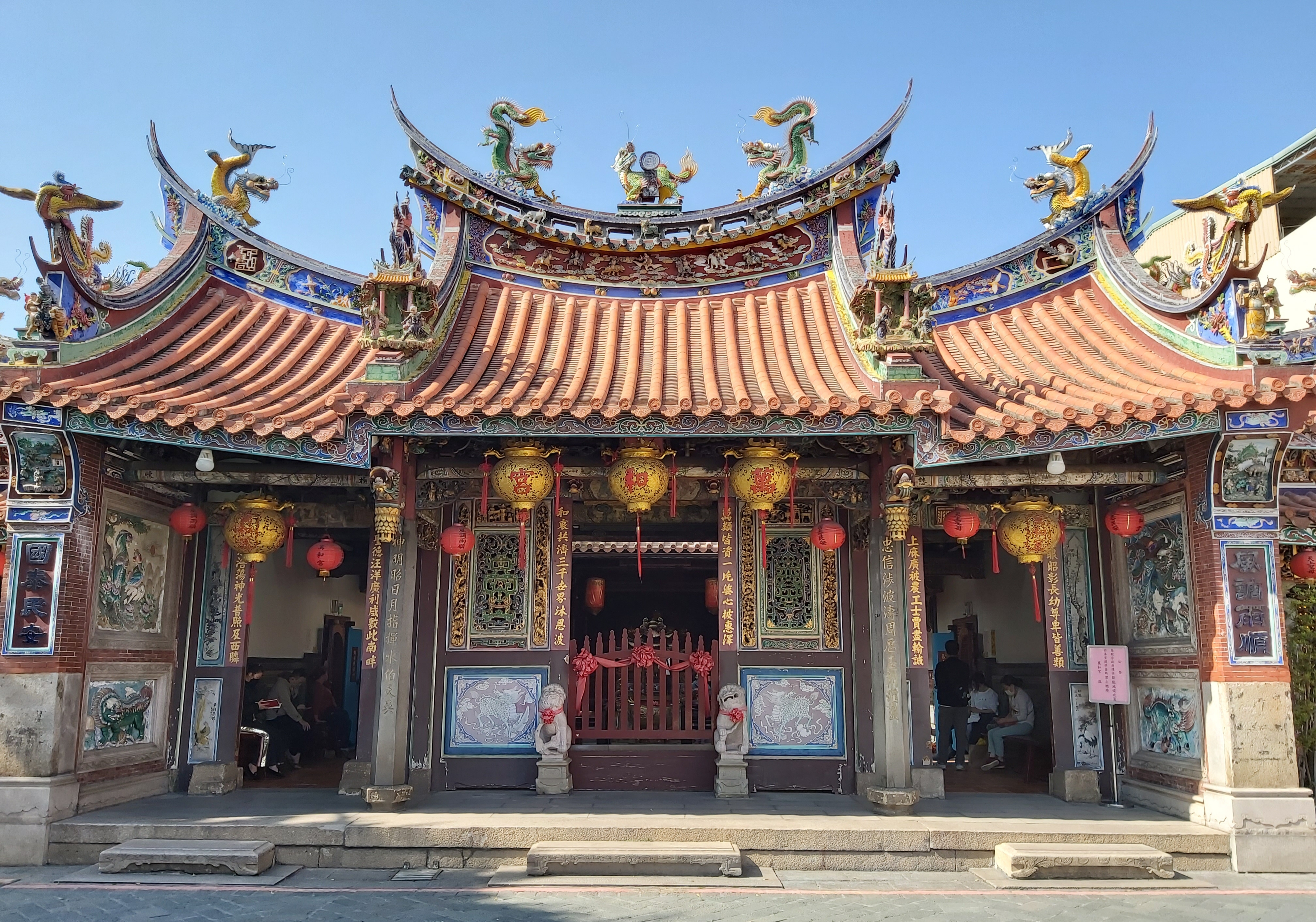
臺中市南屯萬和宮
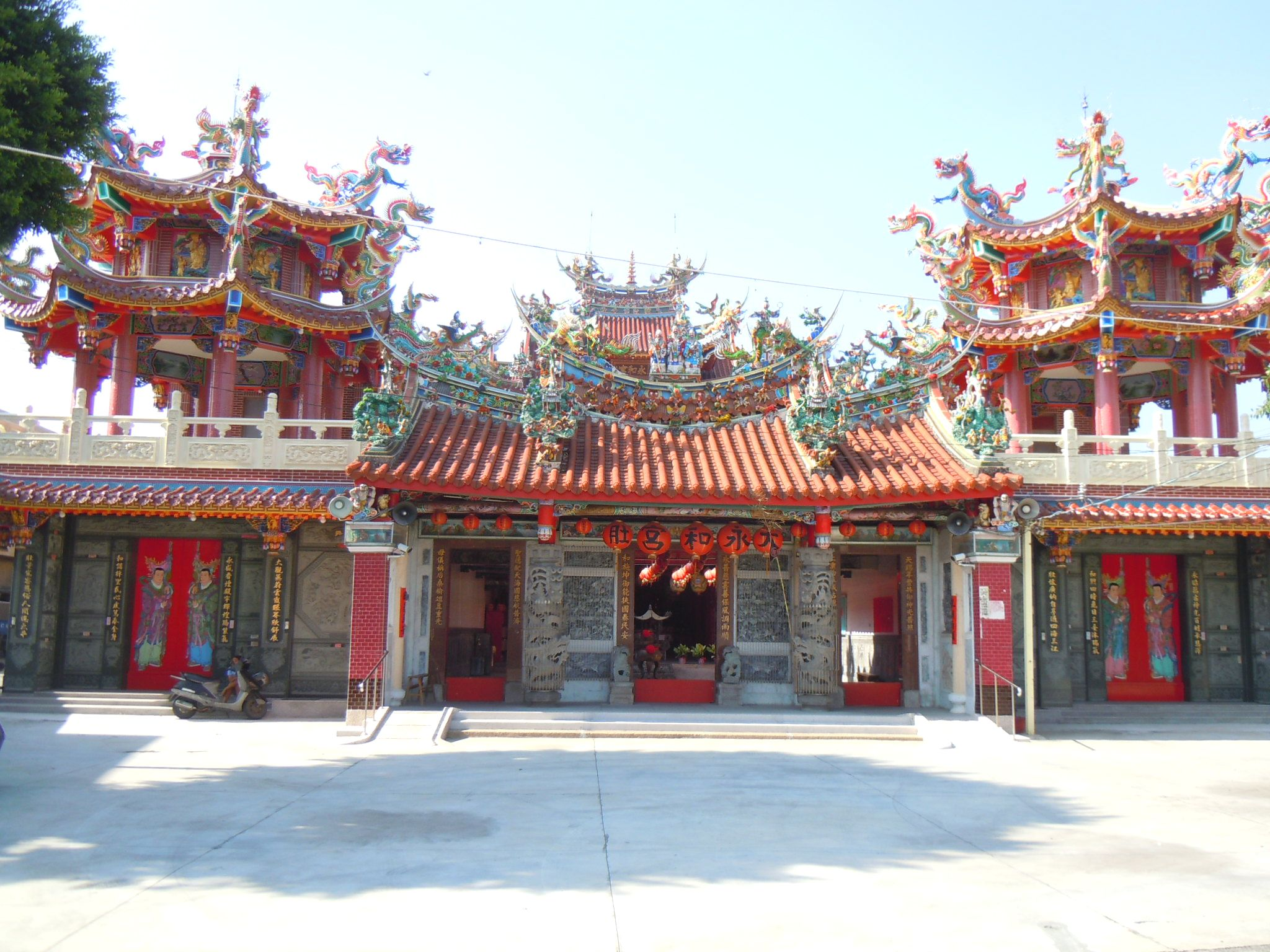
臺中市大肚區下街永和宮
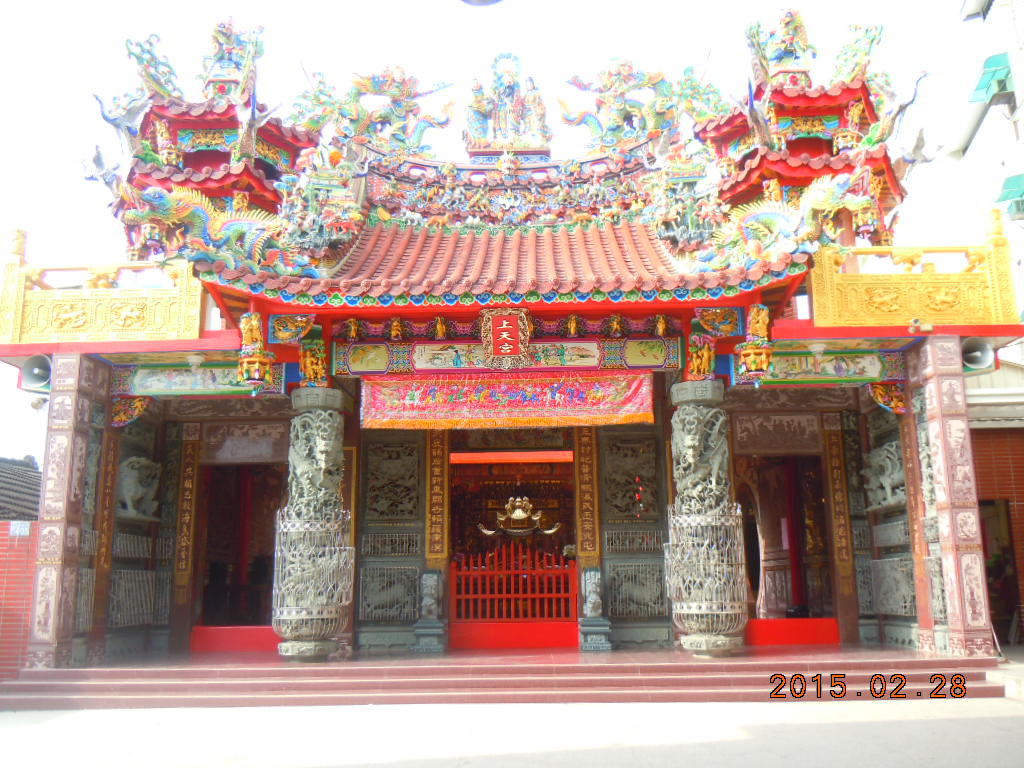
臺中市北屯上天宮
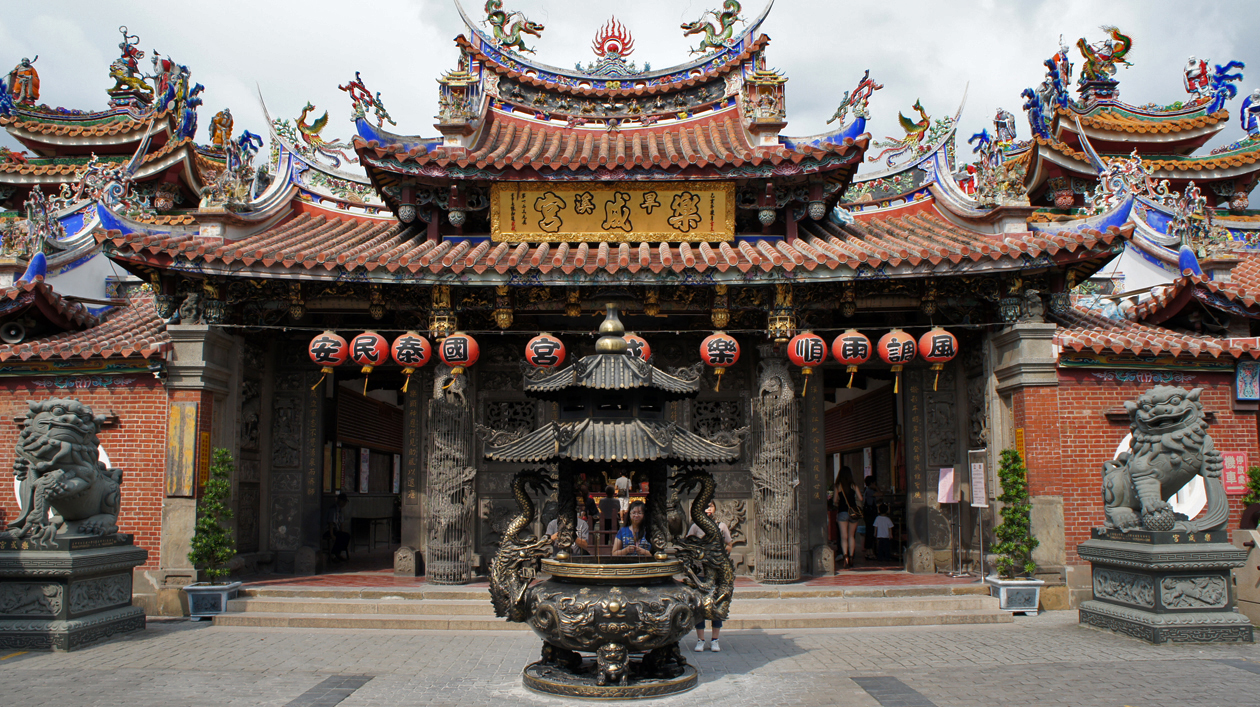
臺中市旱溪樂成宮
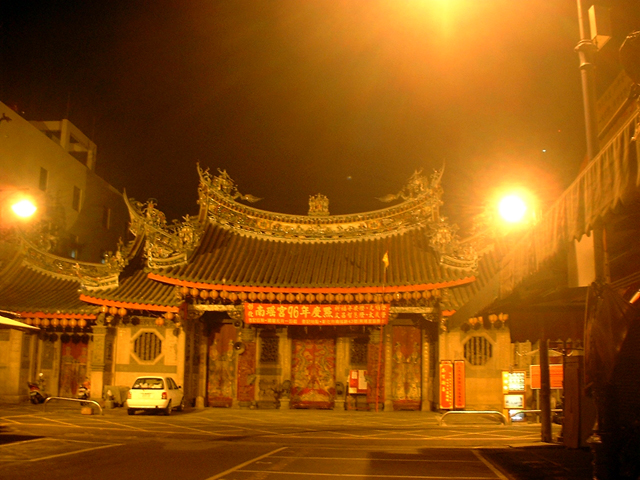
彰化南瑤宮
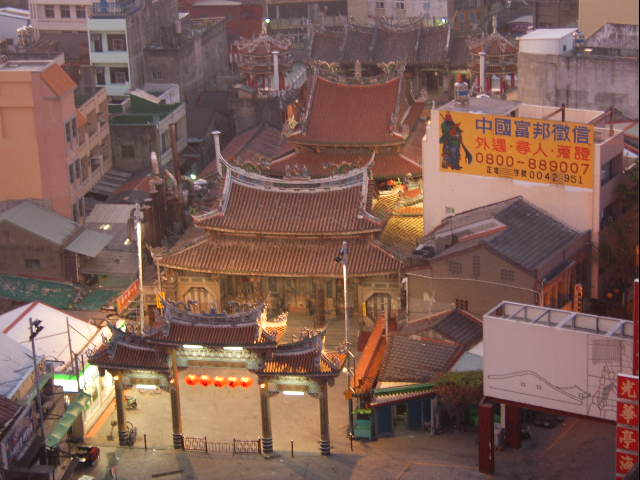
彰化縣鹿港天后宮
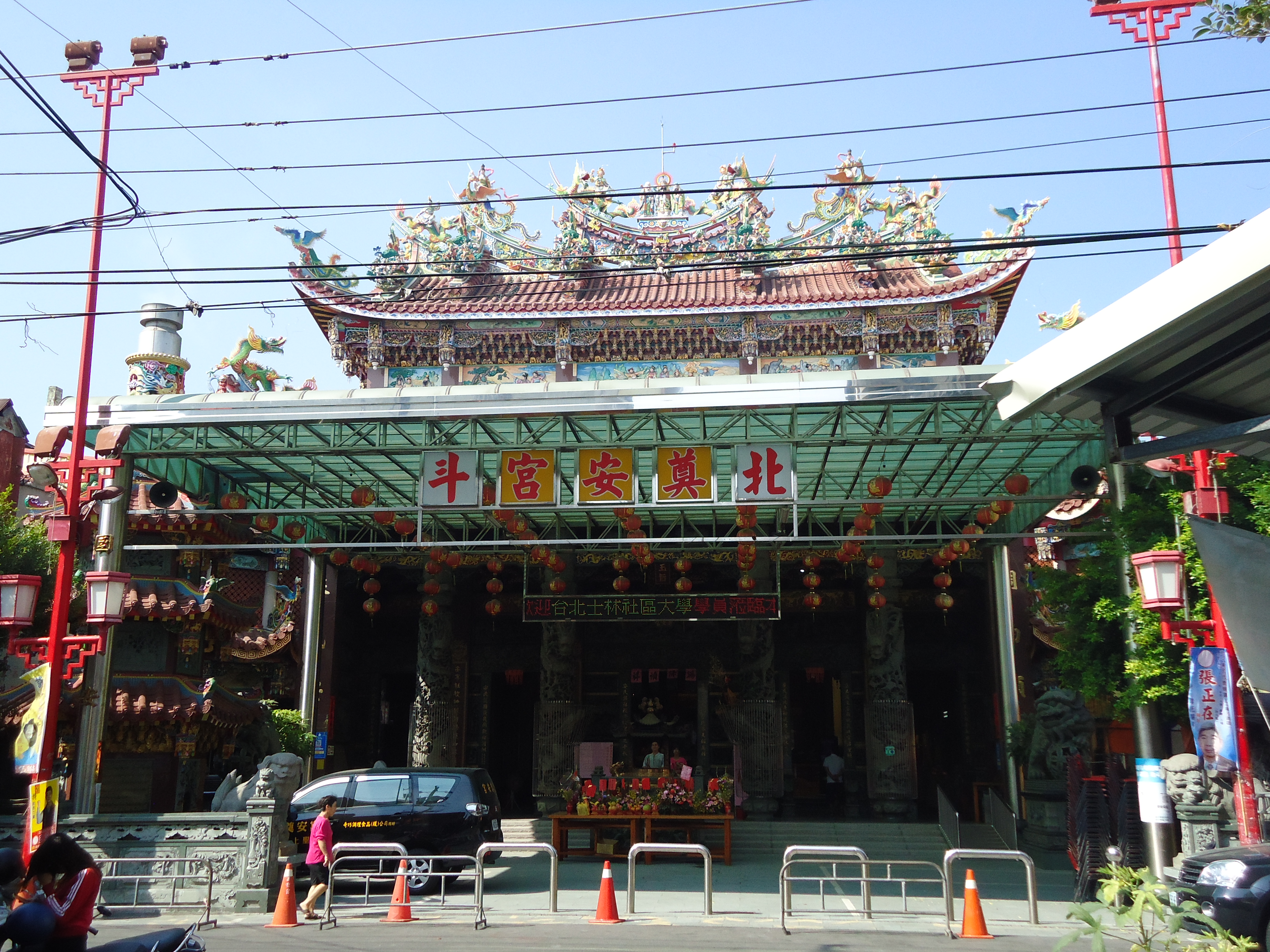
彰化縣東螺開基奠安宮
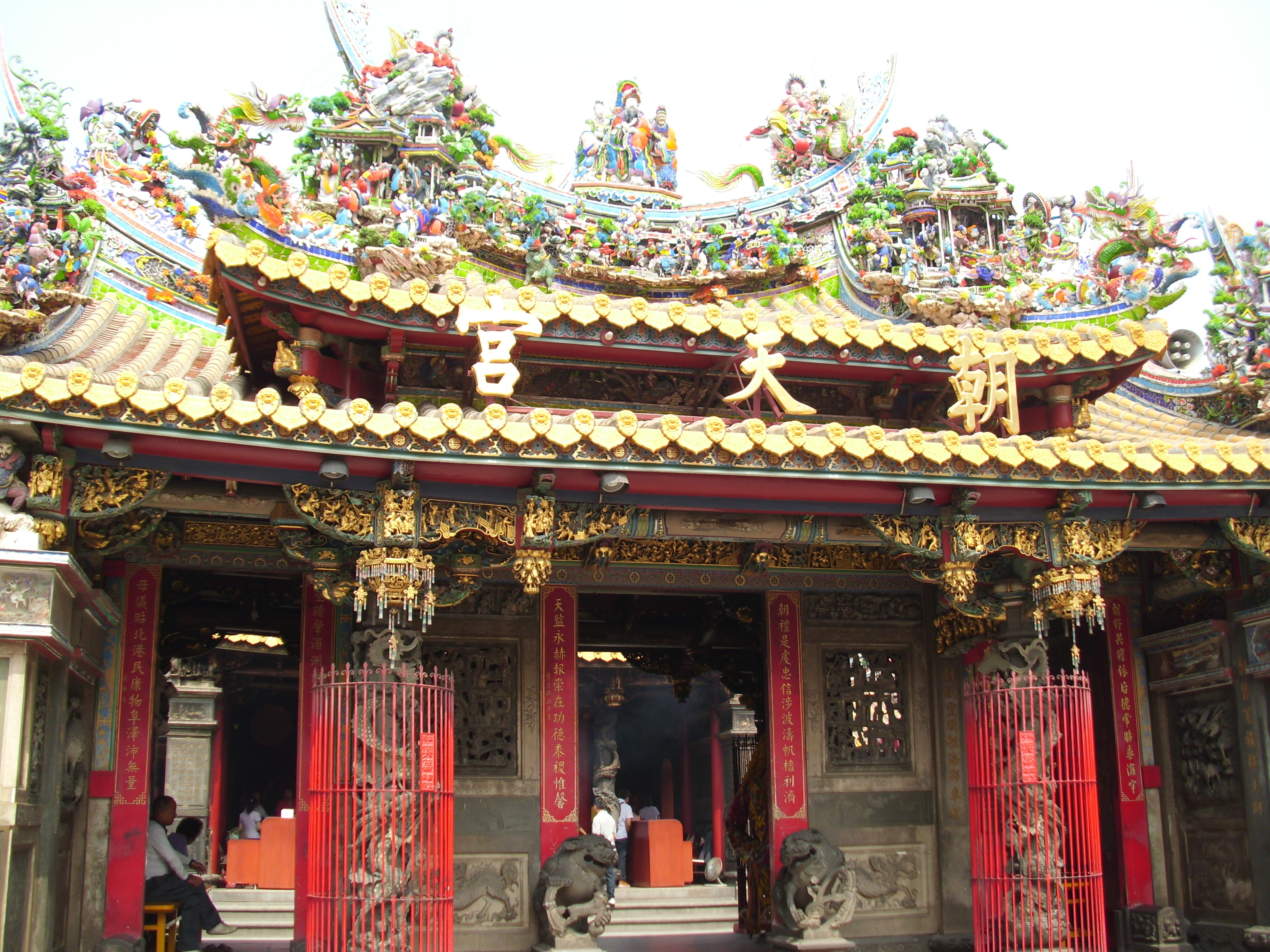
雲林縣北港朝天宮
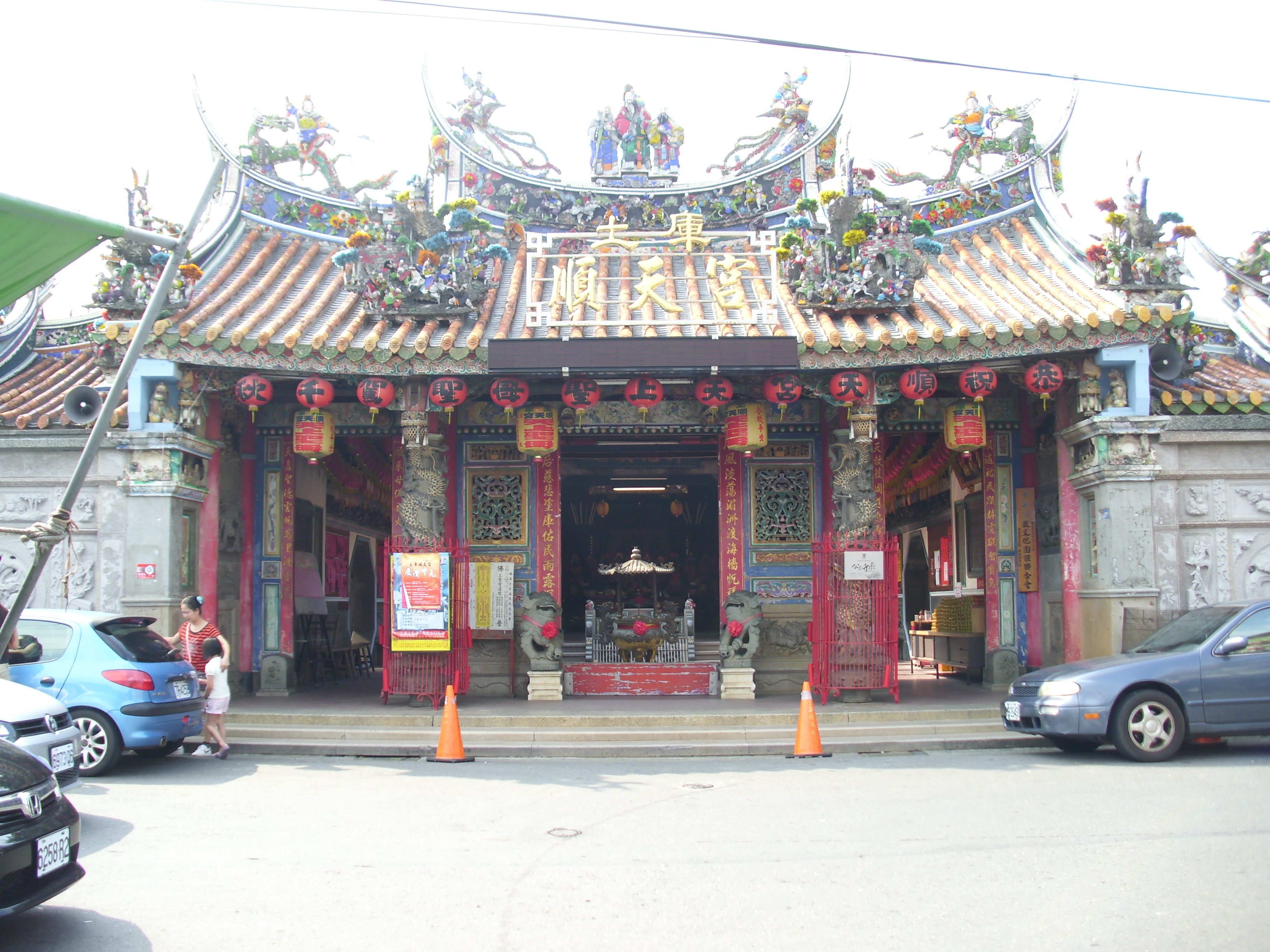
雲林縣土庫順天宮
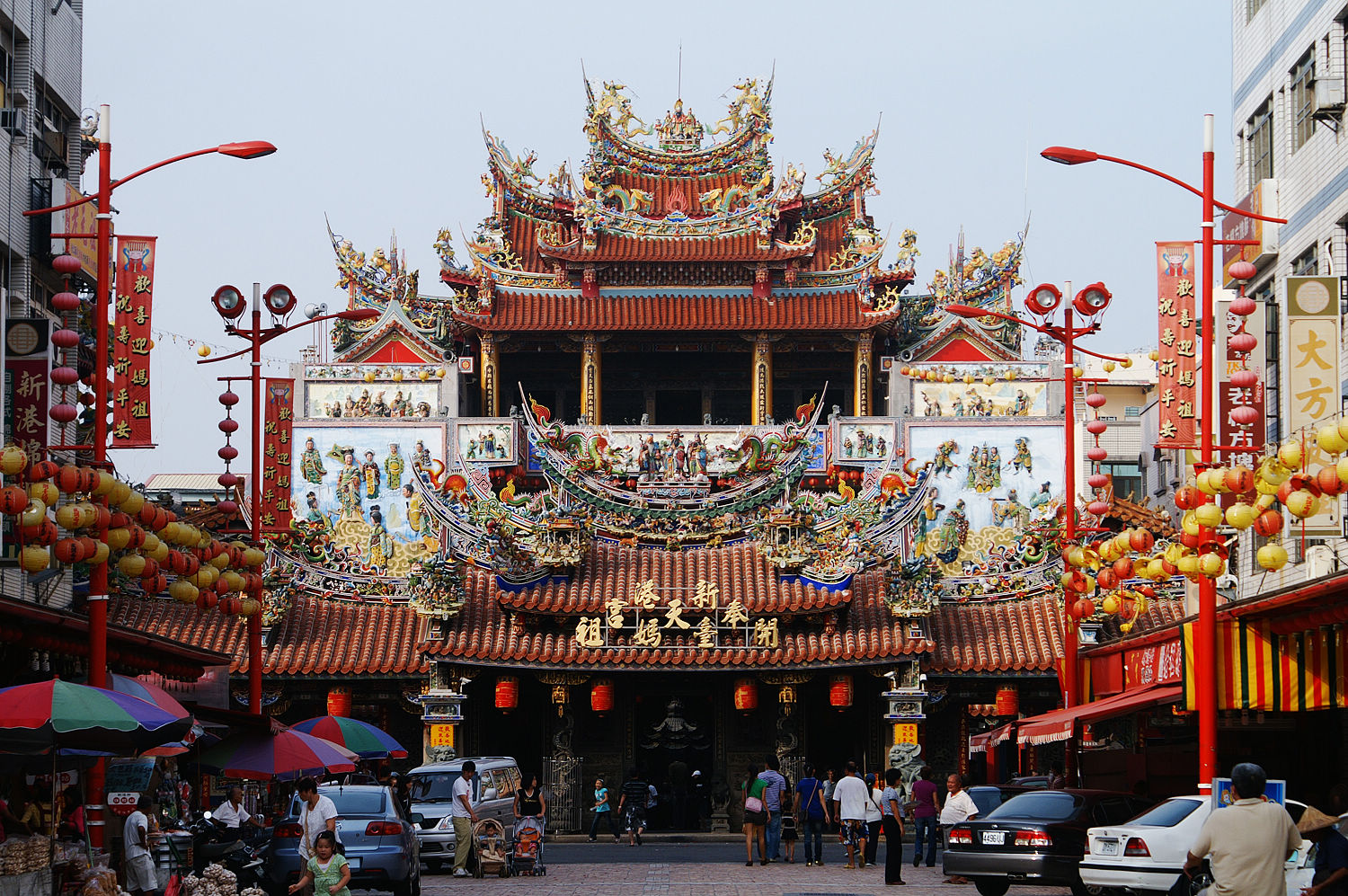
嘉義縣新港奉天宮
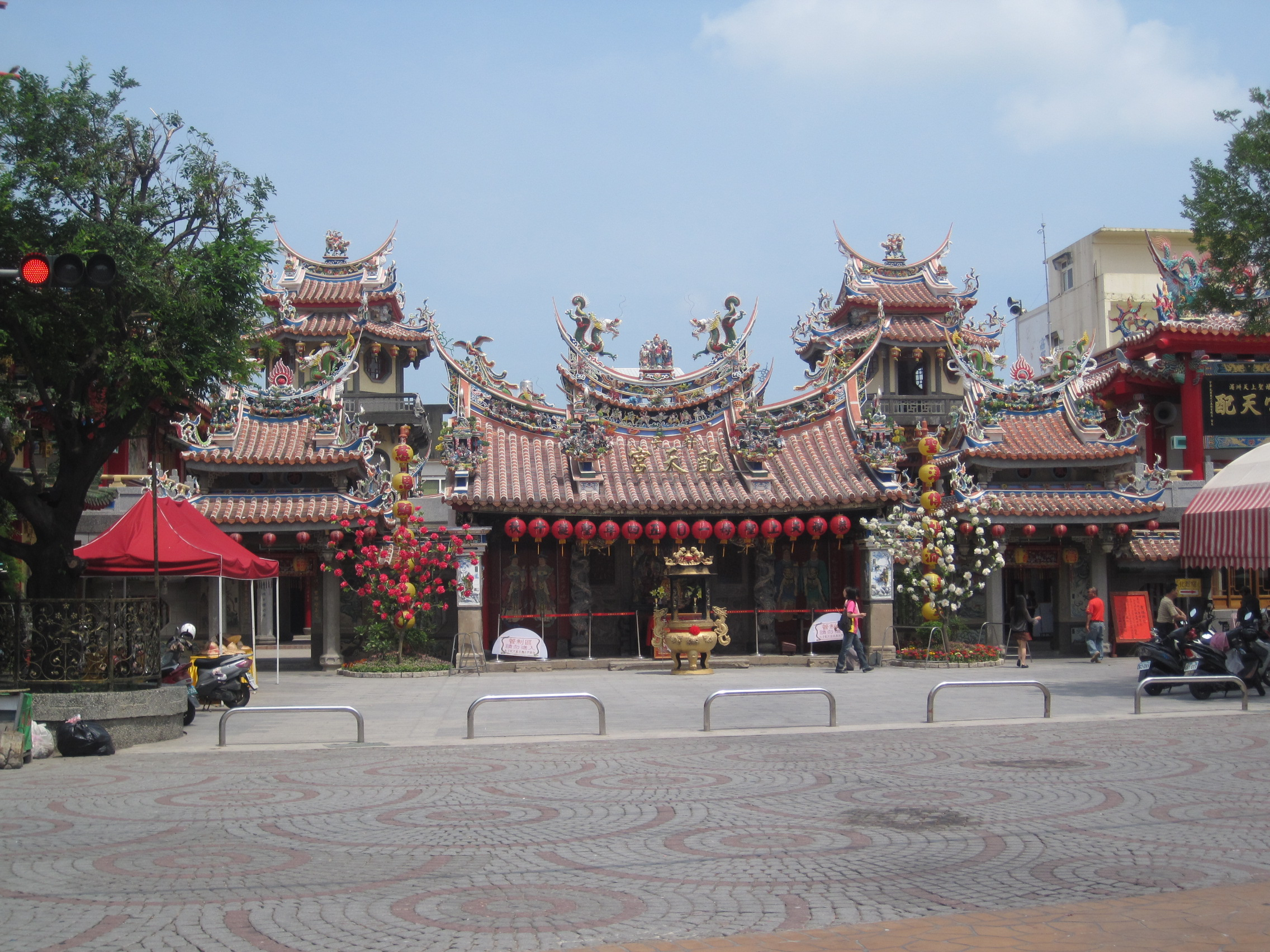
嘉義縣朴子配天宮
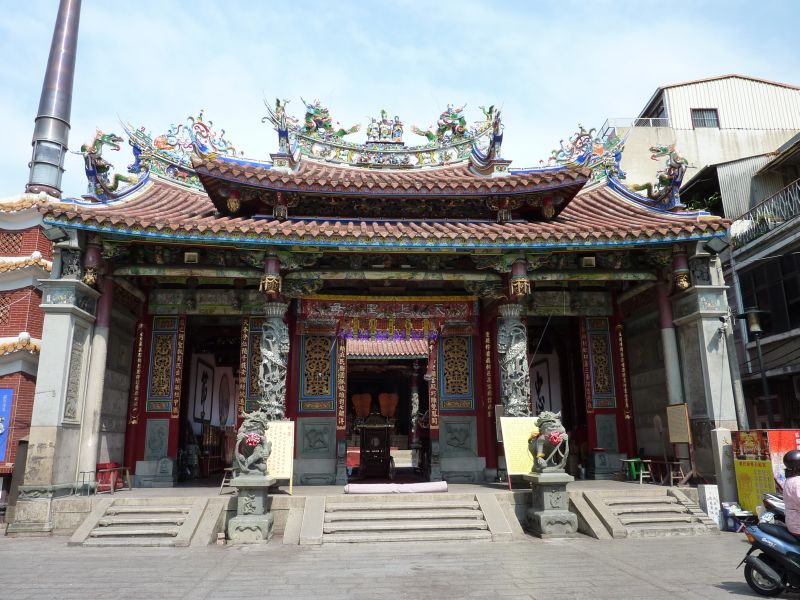
臺南市大天后宮
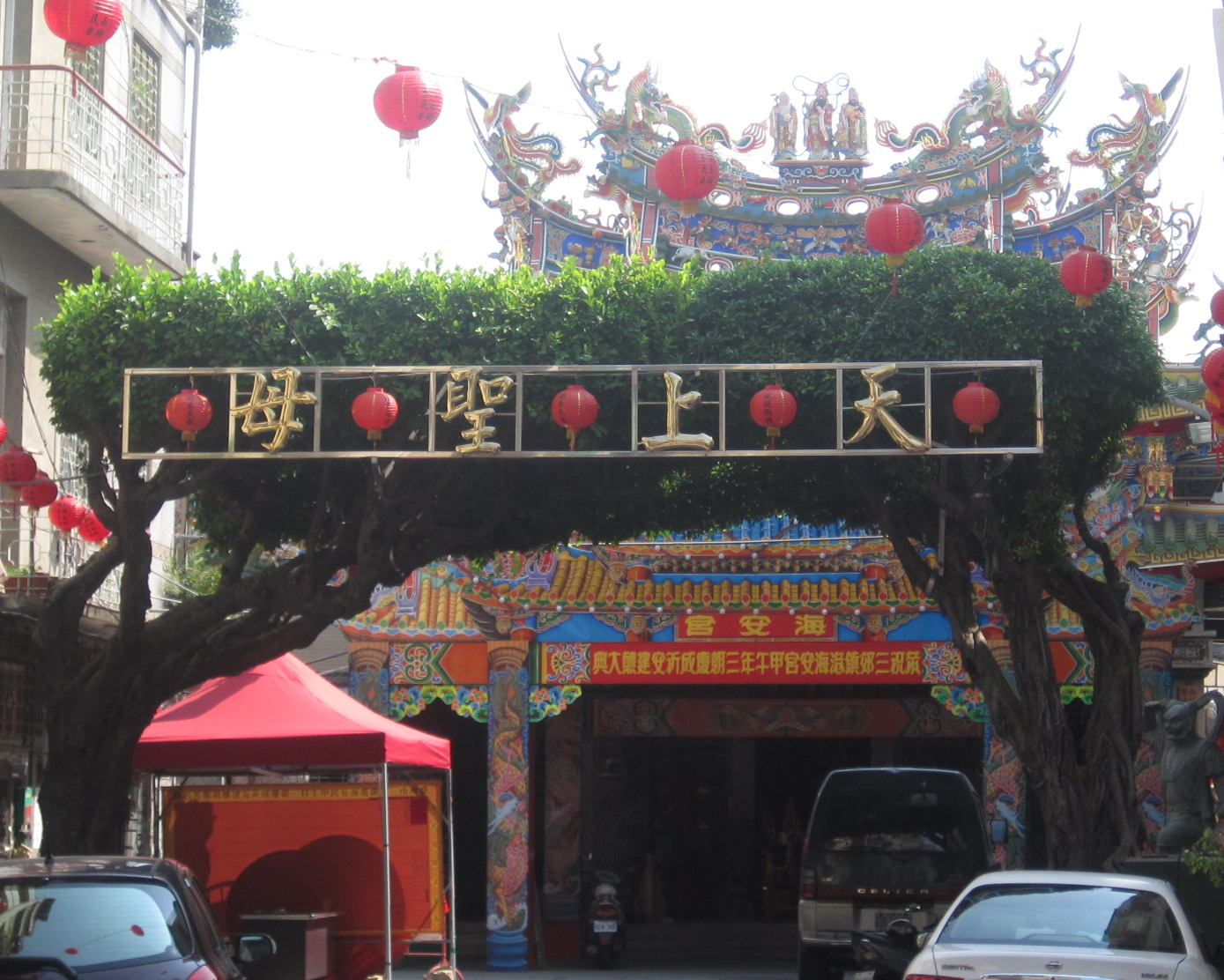
臺南市三郊鎮港海安宮
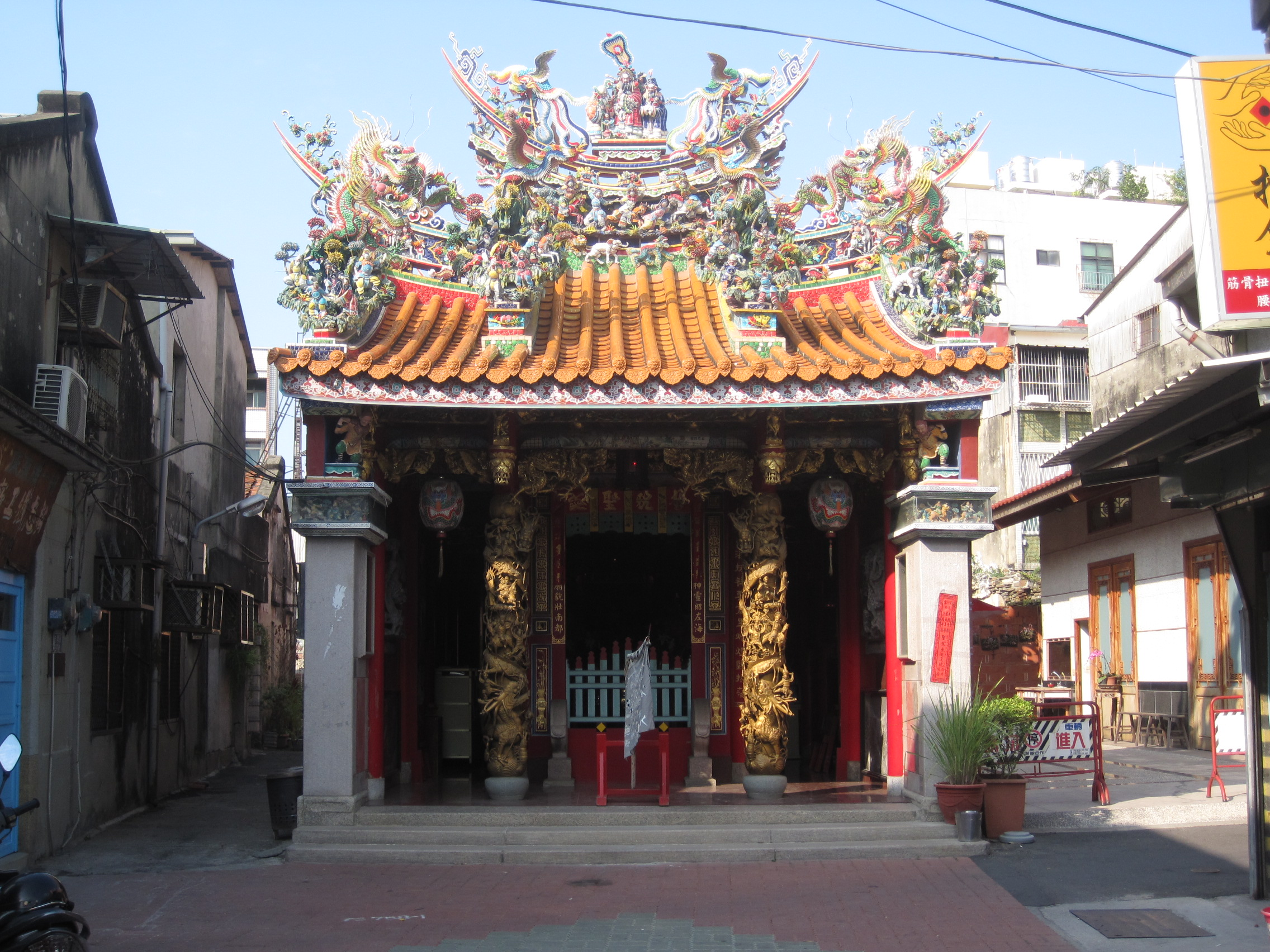
臺南市媽祖樓天后宮
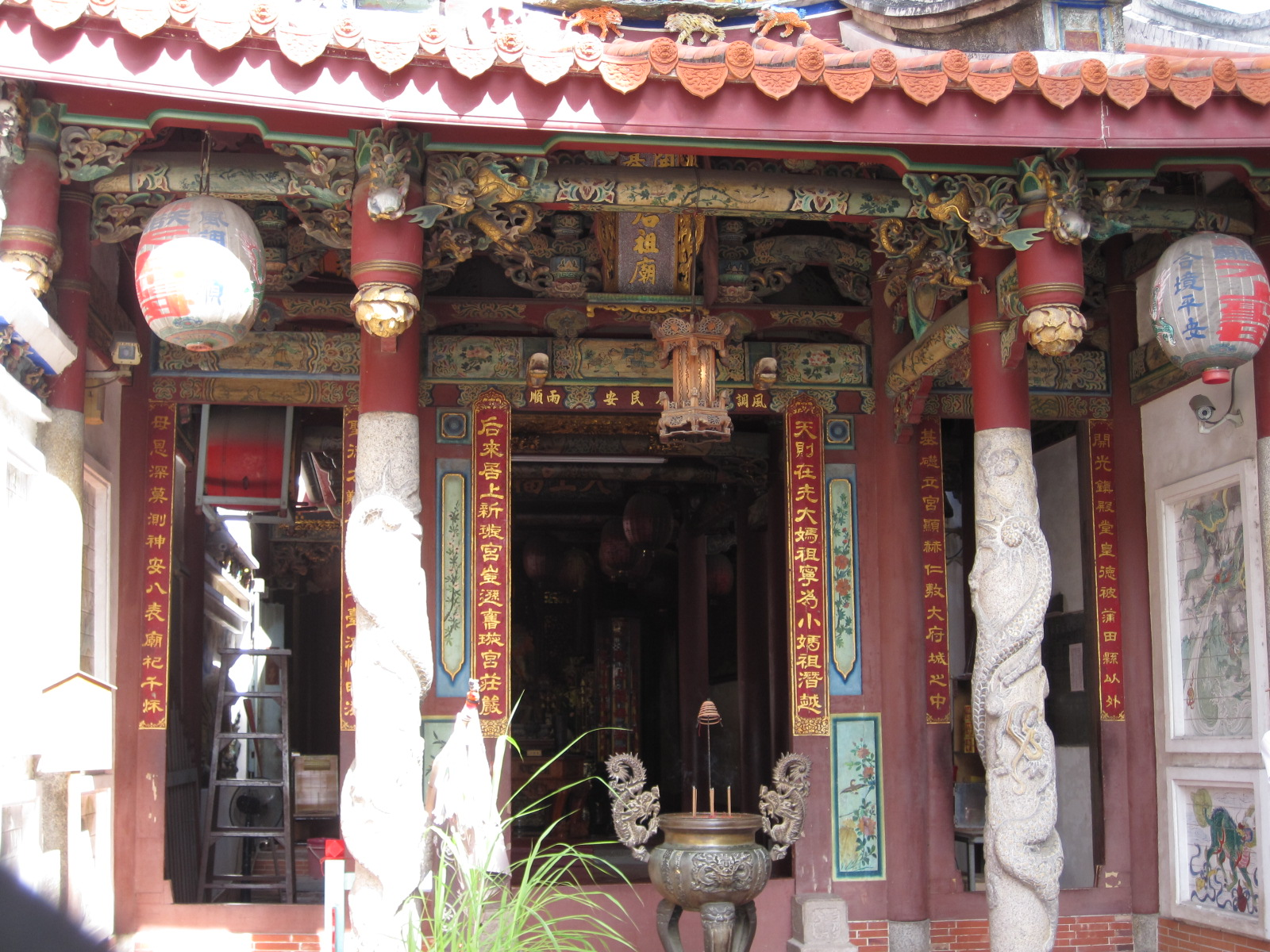
臺南開基天后宮
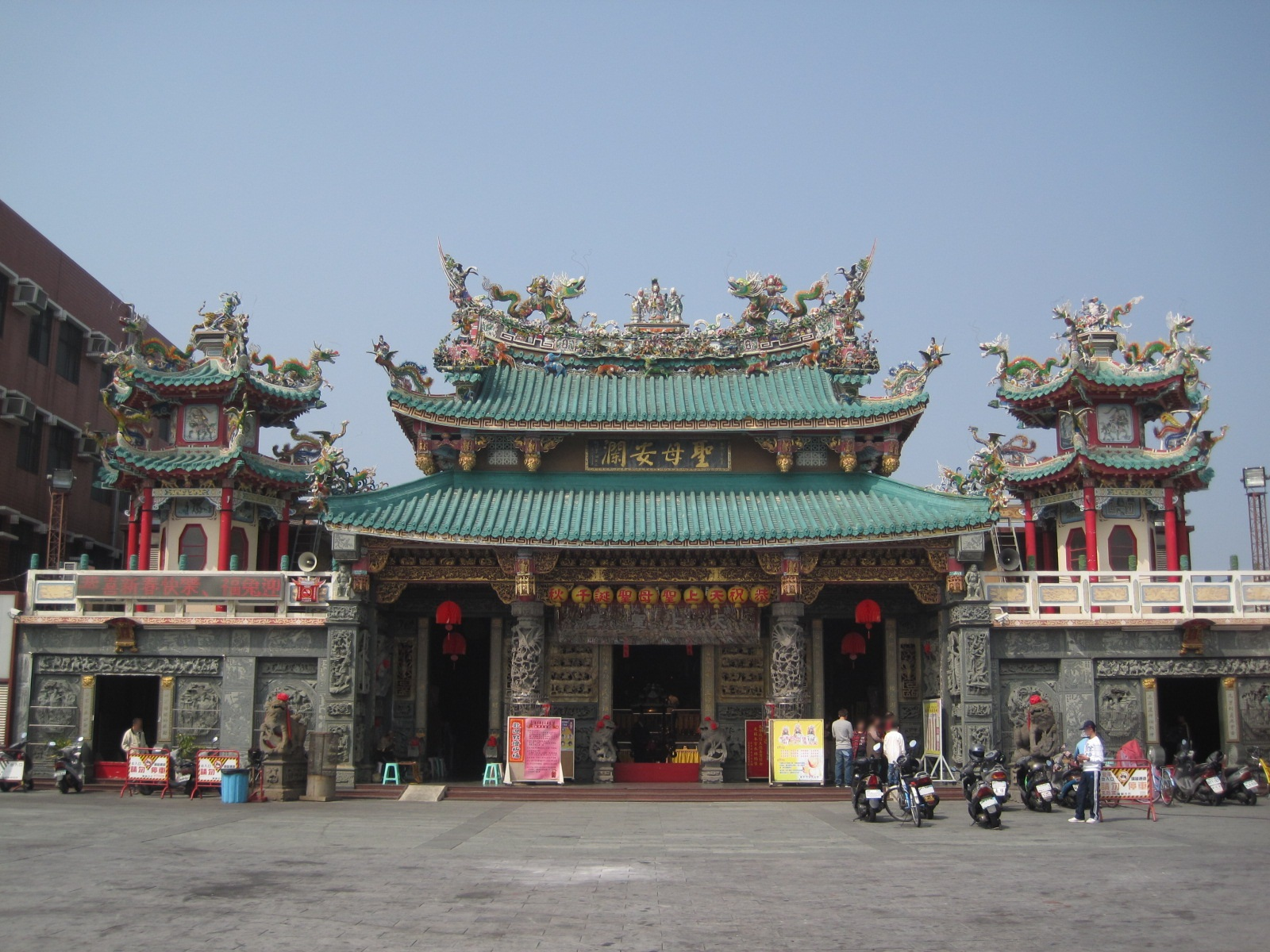
臺南市安平開臺天后宮
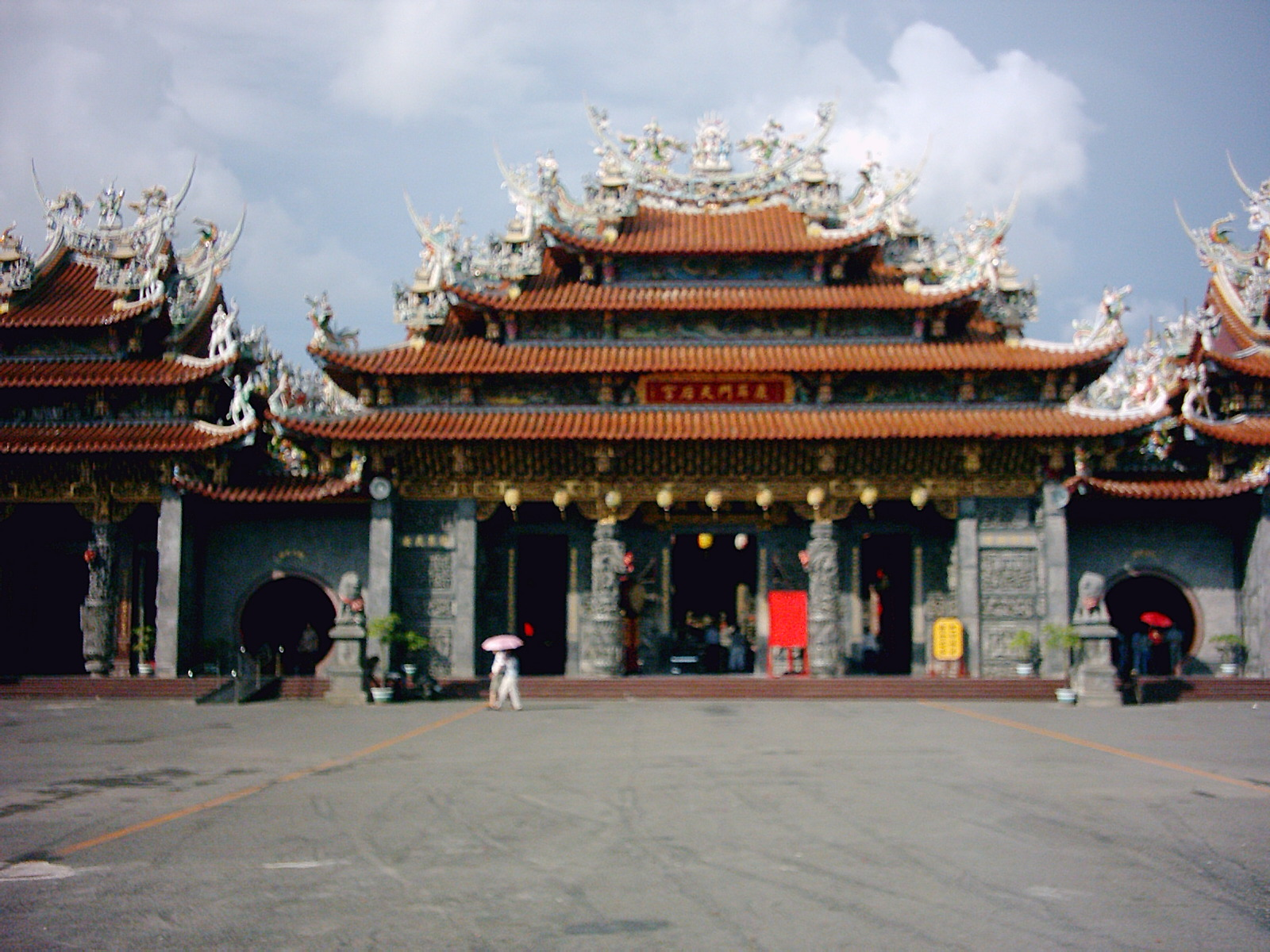
臺南市鹿耳門天后宮
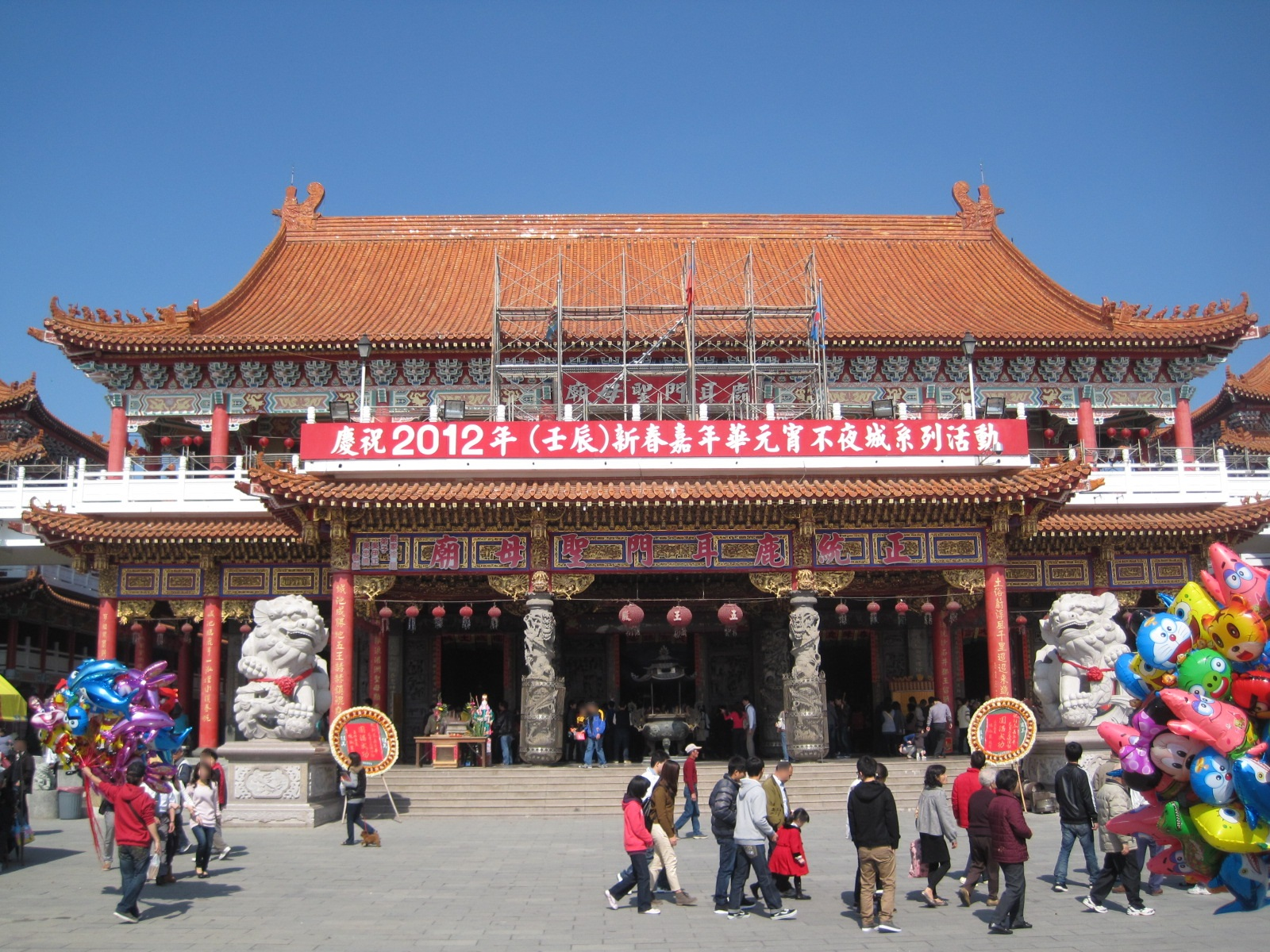
臺南市正統鹿耳門聖母廟
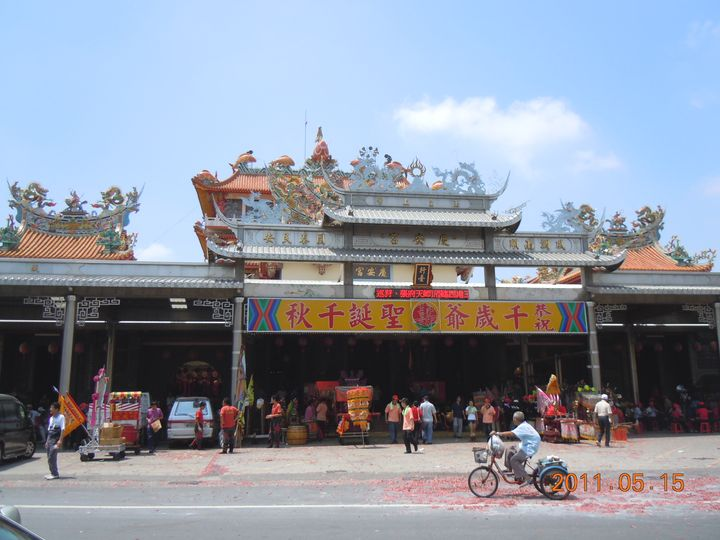
臺南市西港慶安宮
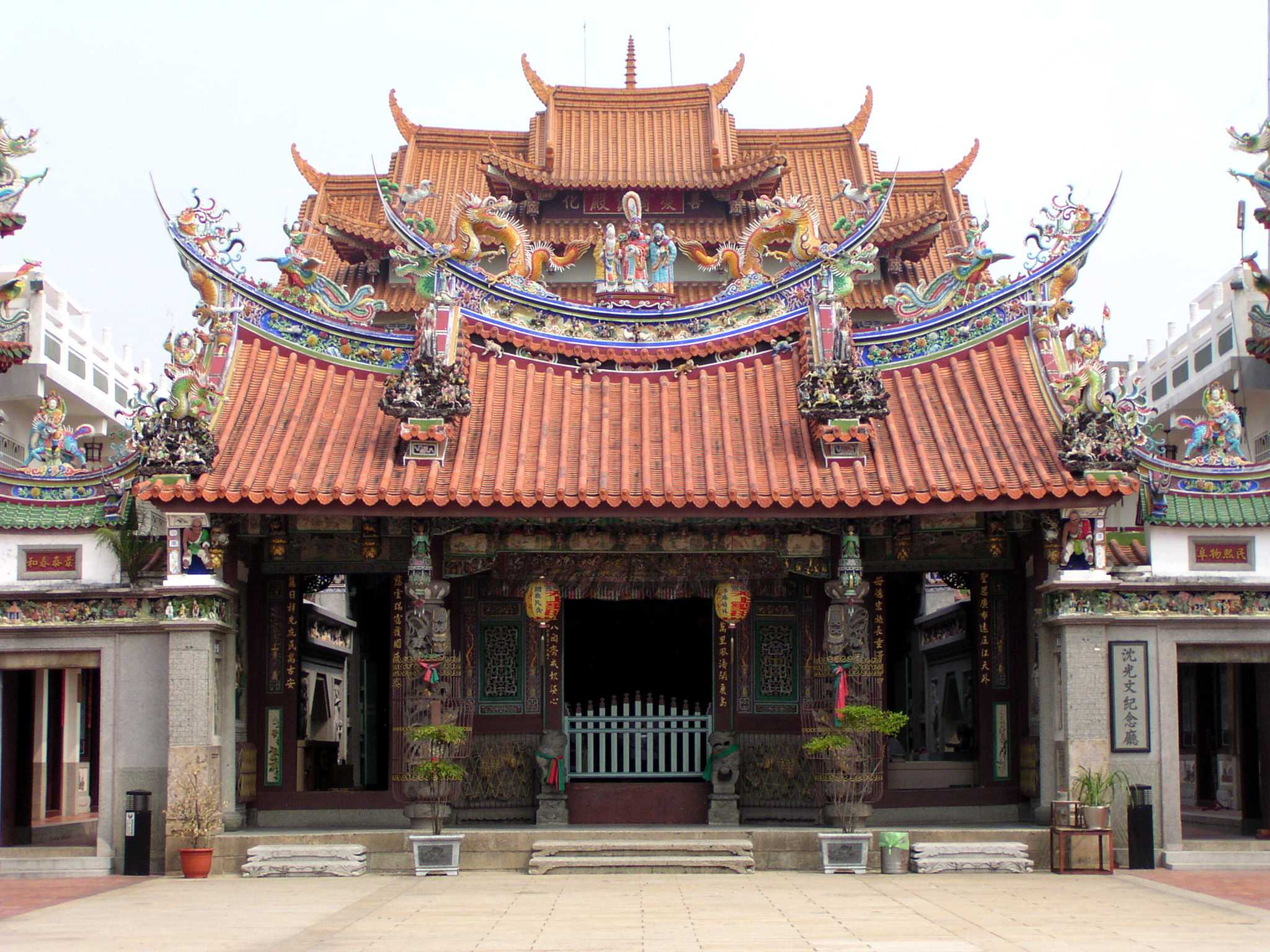
臺南市善化慶安宮
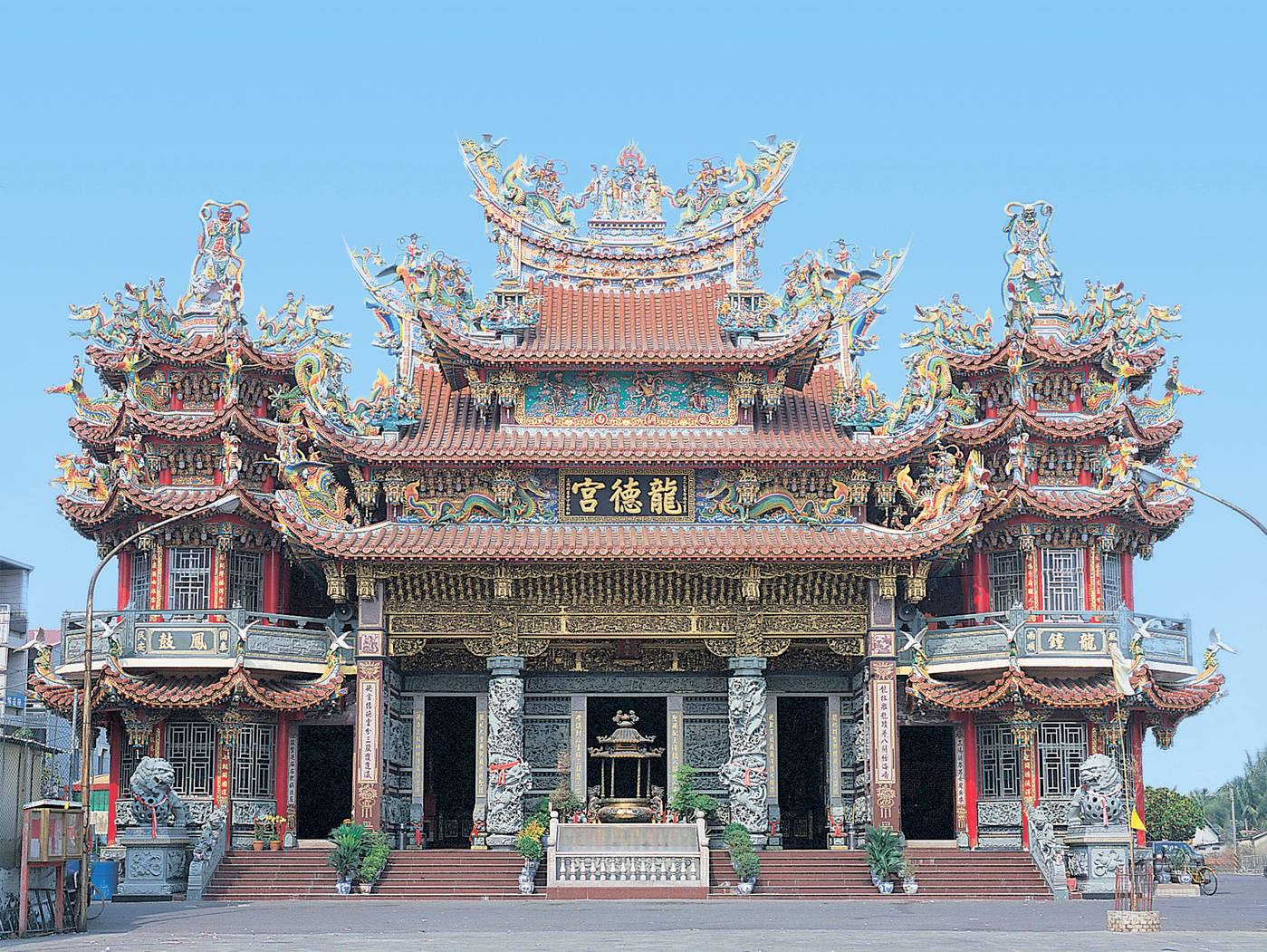
臺南市三股龍德宮
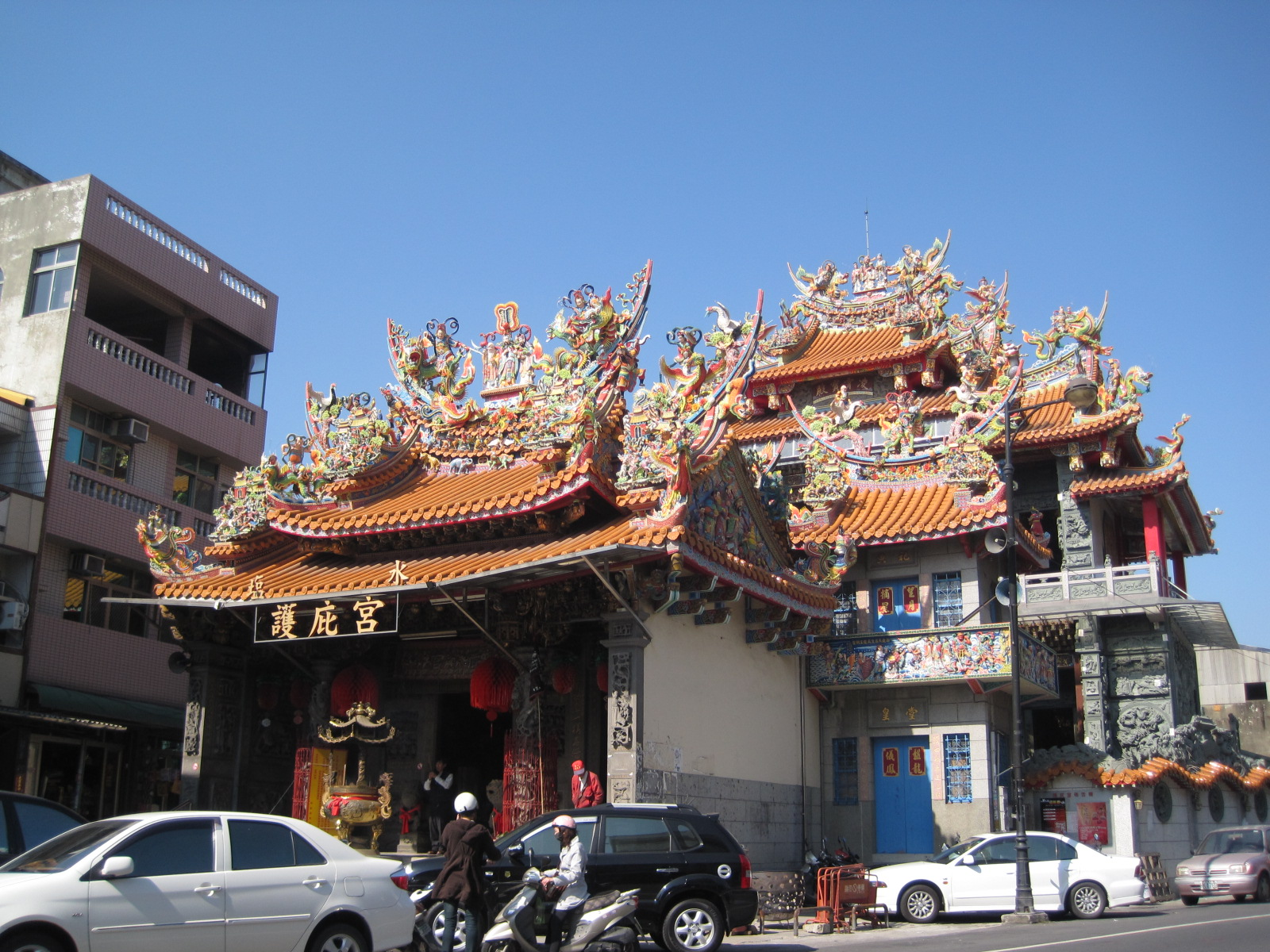
臺南市鹽水護庇宮
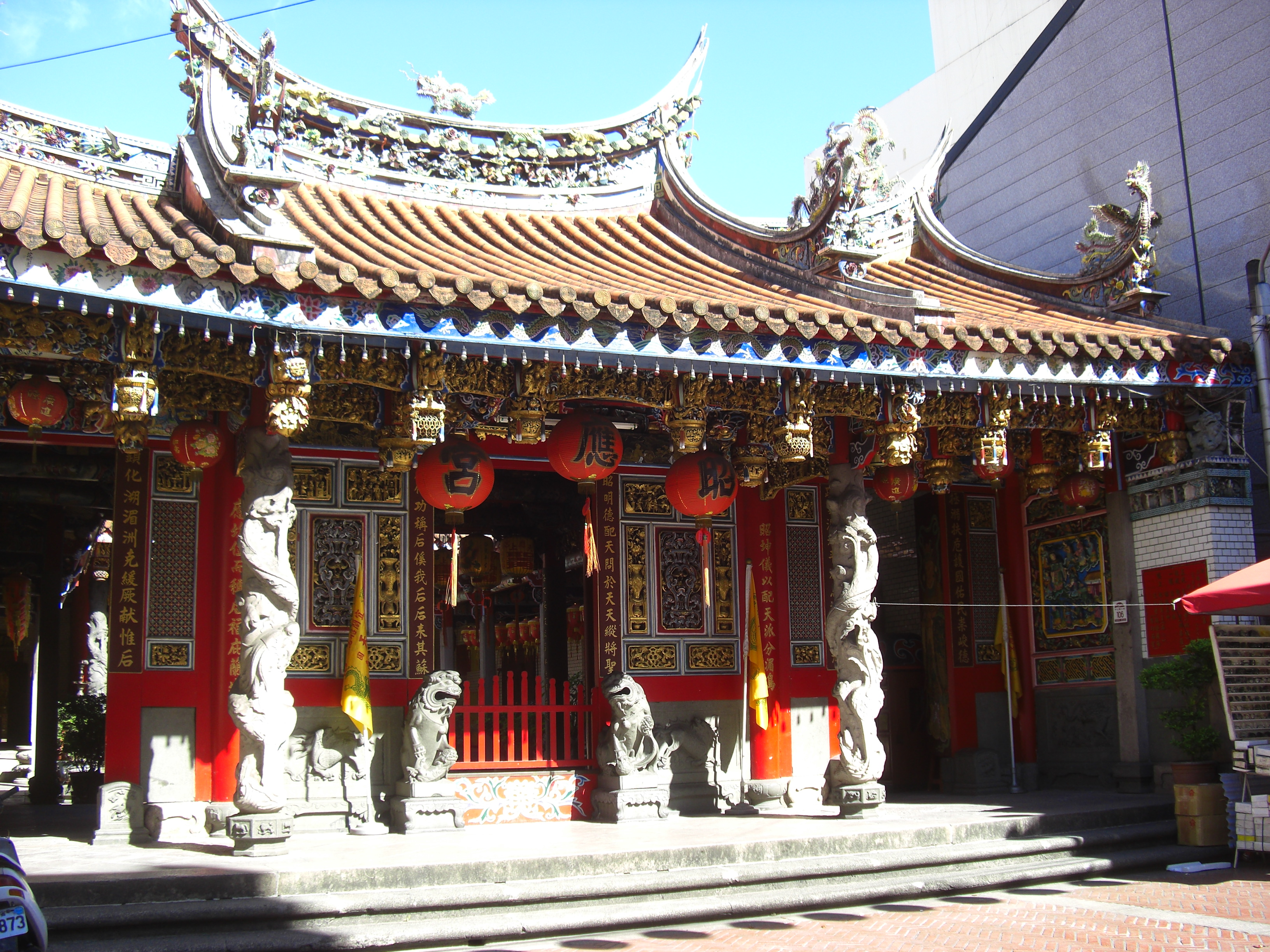
宜蘭昭應宮
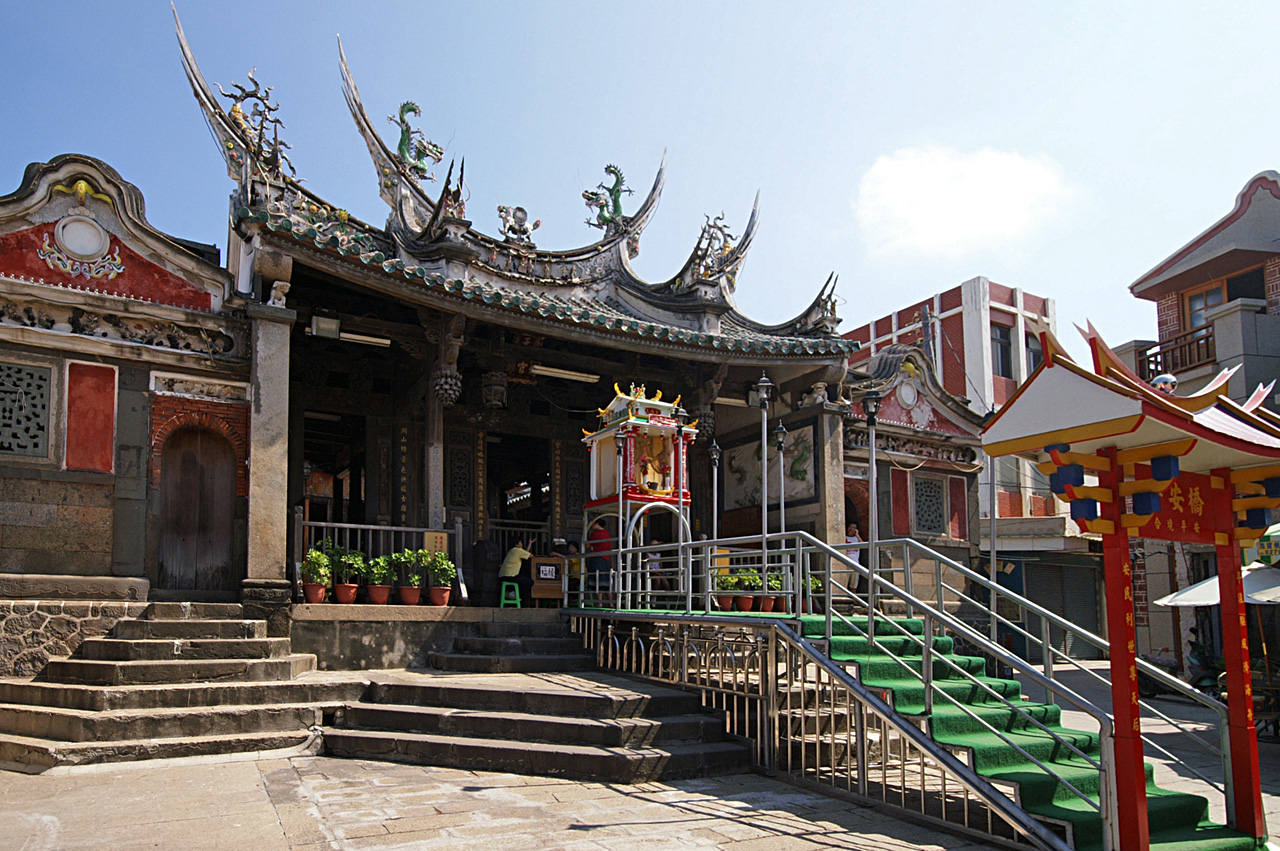
澎湖天后宮

### 金馬地區
媽祖信仰廣布中國東南沿海，金門、馬祖靠海吃海，海神媽祖自然成為漁民的精神寄託，金門建有「金門媽祖公園」；馬祖之名傳說由媽祖而來，在馬祖建有「媽祖宗教文化園區」。
- 金門縣金城鎮金門大媽祖宮(天后宮)，至今有三百年歷史，為金門三大媽祖廟之一
- 金門縣金城鎮南門天后宮，俗稱「小媽祖宮」，為金門三大媽祖廟之一
- 金門縣金湖鎮料羅順濟宮，始建於宋宣和年間，為金門三大媽祖廟之一
- 金門縣金湖鎮峰上天后宮(溫陵媽祖廟)，始建於明嘉靖四十年(1561年)
- 金門縣金湖鎮新港慈鑾宮
- 金門縣金沙鎮官澳龍鳳宮
- 金門縣烈嶼鄉頭麟護宮，創建於清乾隆年間
- 金門縣烈嶼鄉羅厝西湖古廟，創建於清乾隆年間興建
- 金門縣烈嶼鄉上庫村天后宮
- 連江縣南竿鄉南竿天后宮
- 連江縣南竿鄉金板境天后宮，肇建於清同治年間
- 連江縣南竿鄉津沙境天后宮
- 連江縣北竿鄉芹壁境天后宮，始建於清同治十二年(1873年)
- 連江縣北竿鄉坂里天后宮，約建於清道光年間
- 連江縣東引鄉中柳境天后宮，約建於清末嘉慶年間，由大海盜蔡牽所建
- 連江縣莒光鄉田澳境天后宮
- 連江縣莒光鄉青蕃境天后宮
- 連江縣莒光鄉福正境天上聖母廟

| 縣市   | 地點   | 廟景 | 廟銜       | 現今廟址創建年代 | 備註                                                                                               |
| 金門縣 | 金湖鎮 |      | 順濟宮     | 北宋徽宗宣和年   | 料羅順濟宮興建於明代，從廟中碑文記載，建廟時間要往古推算到北宋徽宗宣和年間，是金門最古老的媽祖廟。 |
| 連江縣 | 南竿鄉 |      | 馬祖天后宮 |                  | 為媽祖陵墓和靈穴的所在地。                                                                         |

### 日本本土
- 橫濱媽祖廟
- 東京媽祖廟（英语：Tokyo Mazu Temple）
- 東京朝天宮
- 弟橘比賣神社
- 長崎 聖壽山 崇福寺 媽祖堂 （页面存档备份，存于）
- 長崎東明山興福寺（英语：Kofukuji (Nagasaki)）
- 青森縣大間稻荷神社（日语：稲荷神社 (大間町)）

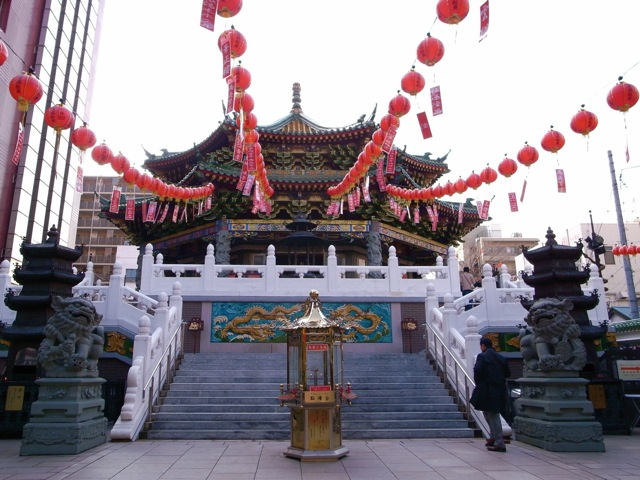
日本橫濱中華街的媽祖廟，当地华侨曾专程从闽台两地分灵开光而建
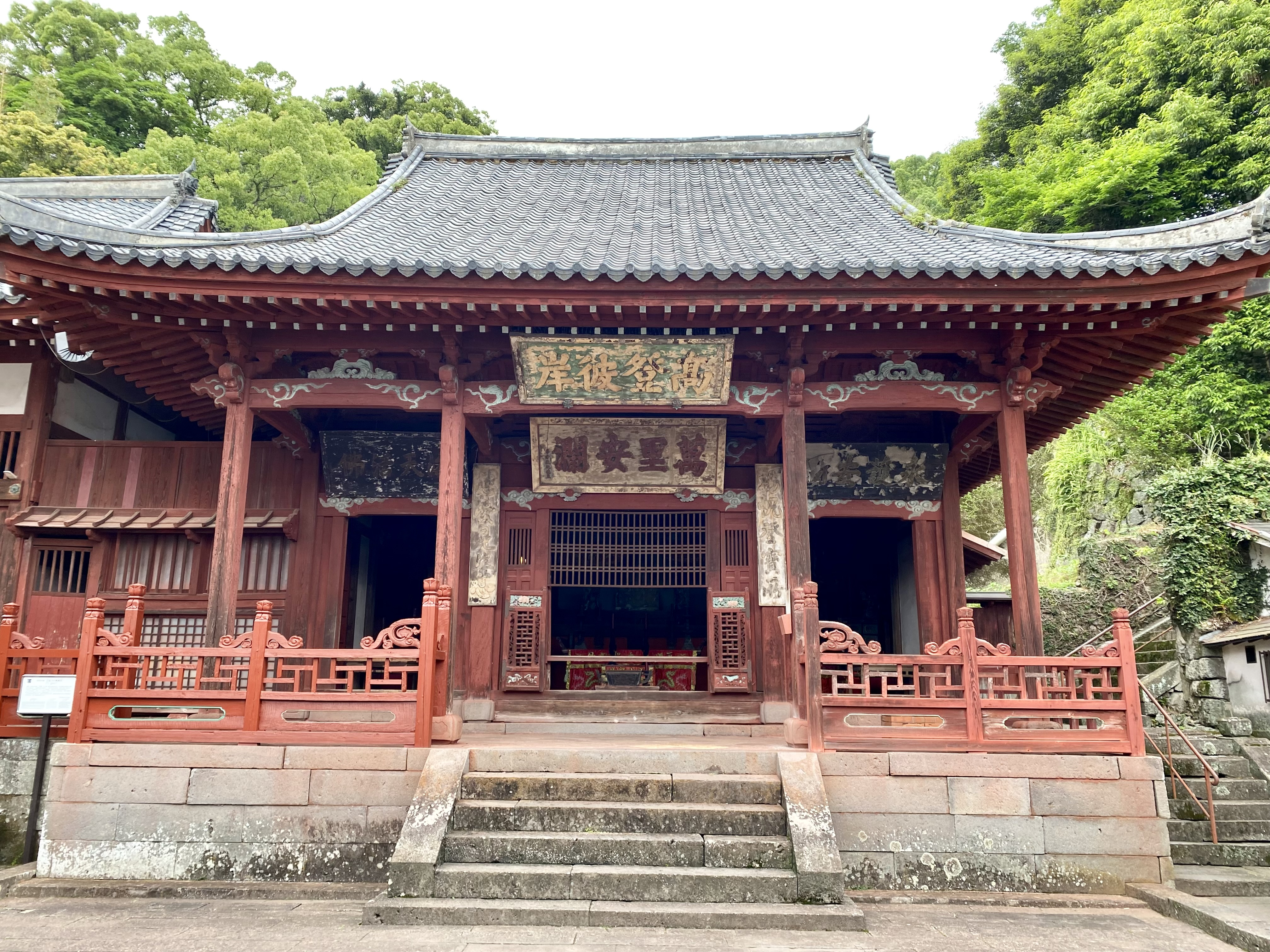
日本崇福寺的媽姐堂

### 琉球
- 久米天妃宮（上天妃宮）
- 那霸天妃宮（下天妃宮）
- 久米島天妃宮

### 越南
- 堤岸天后廟
- 芽莊福潮天后聖母廟 （页面存档备份，存于）

### 緬甸
- 慶福宮

### 新加坡

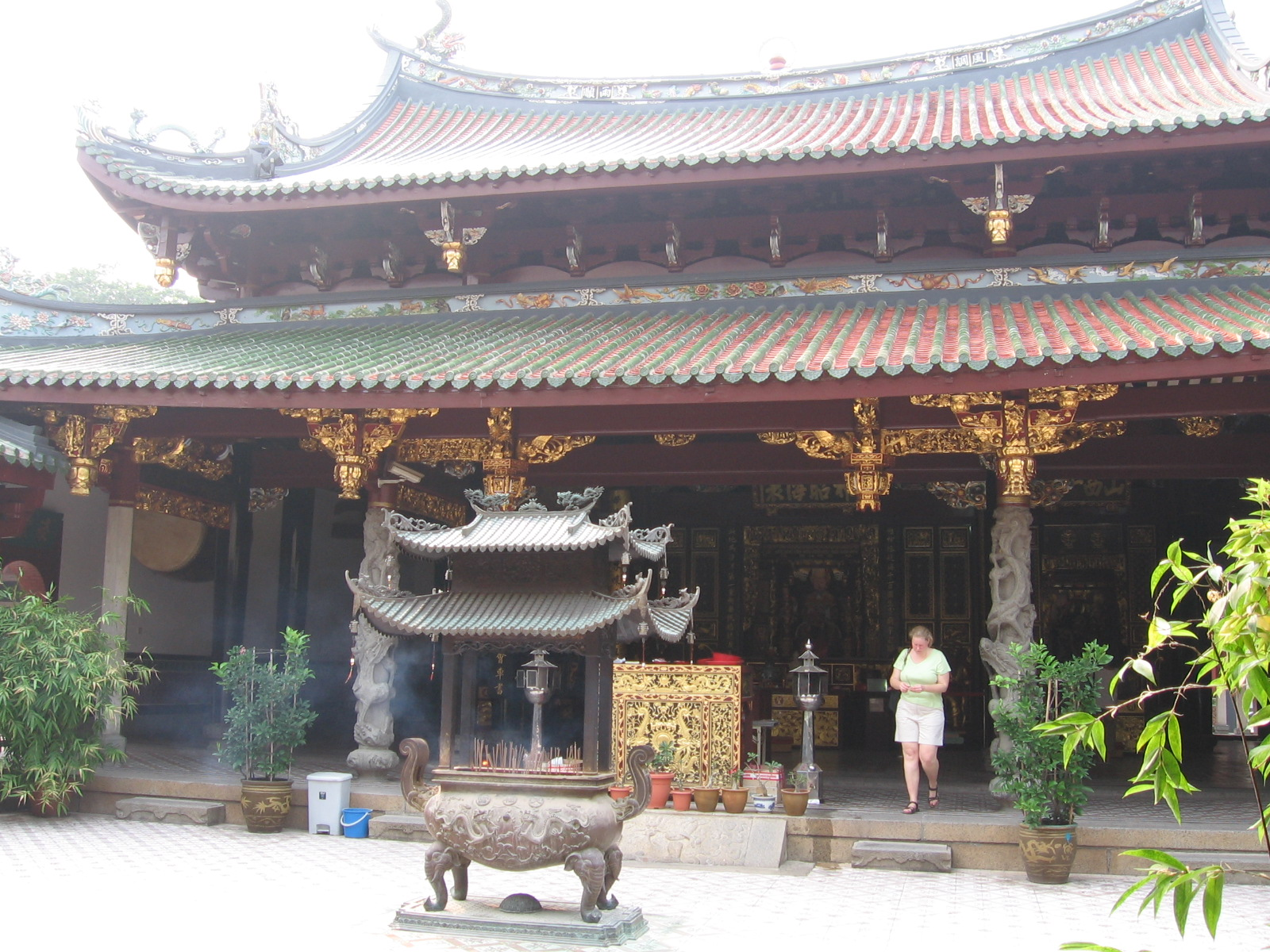
新加坡天福宫

- 天福宮[6]
- 粵海清廟 （天后宮）
- 木山聖母宮 （页面存档备份，存于）
- 半港天后宮 （页面存档备份，存于）
- 雲峰天后廟 （页面存档备份，存于）
- 瓊州天后宮（页面存档备份，存于）
- 金榜山亭天后会 （页面存档备份，存于）
- 三巴旺天后宮 （页面存档备份，存于） （西河舊家）
- 靈慈行宮 （页面存档备份，存于）
- 西河別墅 （页面存档备份，存于）
- 鐘頭宮 （页面存档备份，存于）
- 林氏大宗祠九龍堂
- 新加坡興安天后宮
- 新加坡長林公會

- 新加坡天福宫

### 马来西亚
- 護安宮

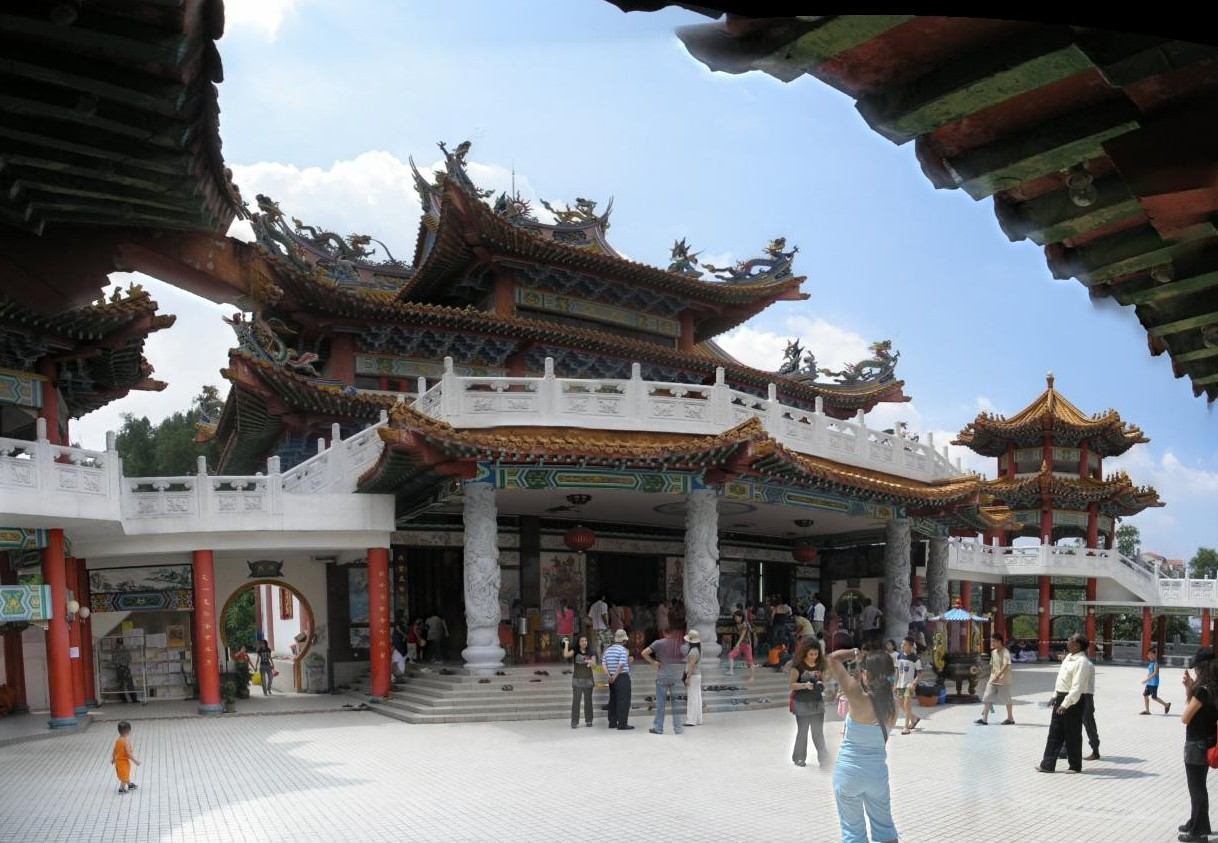
天后宫 (登嘉楼)
- 吉隆坡天后宫
- 吉打州天后宮
- 三聖宮 (山打根)
- 古晉亞答街天后廟
- 古晋天后宫
- 浮羅山背天后宮 （页面存档备份，存于）
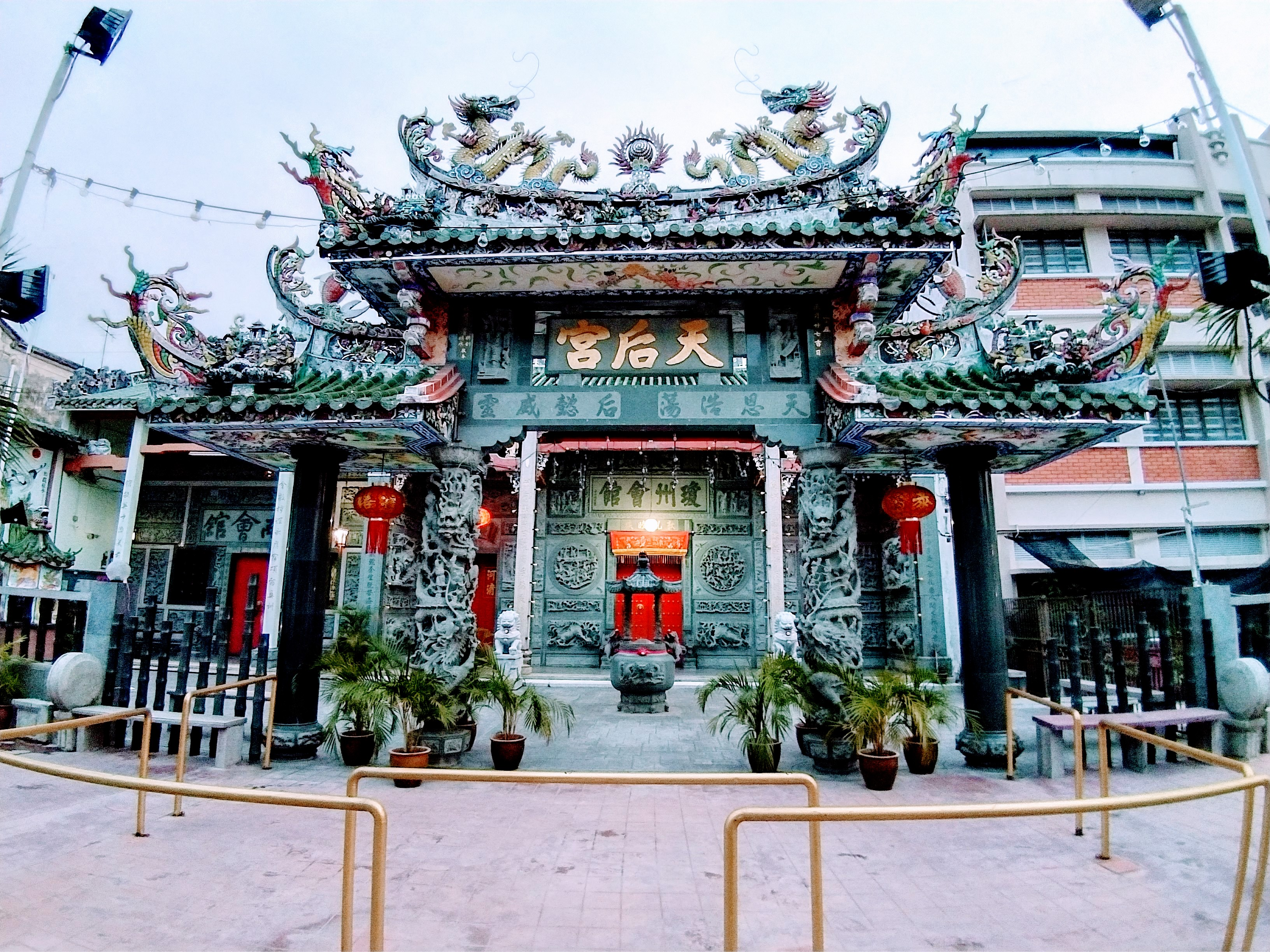
喬治市天后宮
- 南洋桐天后宮 （页面存档备份，存于）
- 實兆遠格尼市媽祖神宮
- 柔佛峇株吧轄天后宮 （页面存档备份，存于）
- 柔佛峇株吧轄林氏宗祠天后宮 （页面存档备份，存于）
- 柔佛峇株海口石文丁天后堂 （页面存档备份，存于）
- 柔佛州邊加蘭四灣島鳳山宮 （页面存档备份，存于）
- 馬六甲興安天后宮 （页面存档备份，存于）

- 吉隆坡天后宫
- 喬治市(檳城)天后宮

### 泰國
- 四丕耶七聖媽廟
- 萬磅天后亭[永久]

### 印尼
- 三神宮 (Vihara Bodhisatva Karaniya Metta)
- 保安宮 (Vihara Satya Dharma)

### 美國
- 大華府天后宮 - 9004 Kimes St, Silver Spring, MD; 3309 Magnolia Ave, Falls Church, VA 22041
- 奧斯汀天后宮 - 12248 N Lamar Blvd, Austin, TX
- 德州天后廟 - 1507 Delano St, Houston, TX
- 舊金山天后古廟 - 125 Waverly Pl, San Francisco, CA
- 美國媽祖廟（朝聖宮） - 30 Beckett St, San Francisco, CA
- 羅省天后宮 - 756 Yale St, Los Angeles, CA
- 聖地牙哥天后宮 - 4538 University Ave, San Diego, CA
- 檀香山天后宮 - 1315 River St, Honolulu, HI

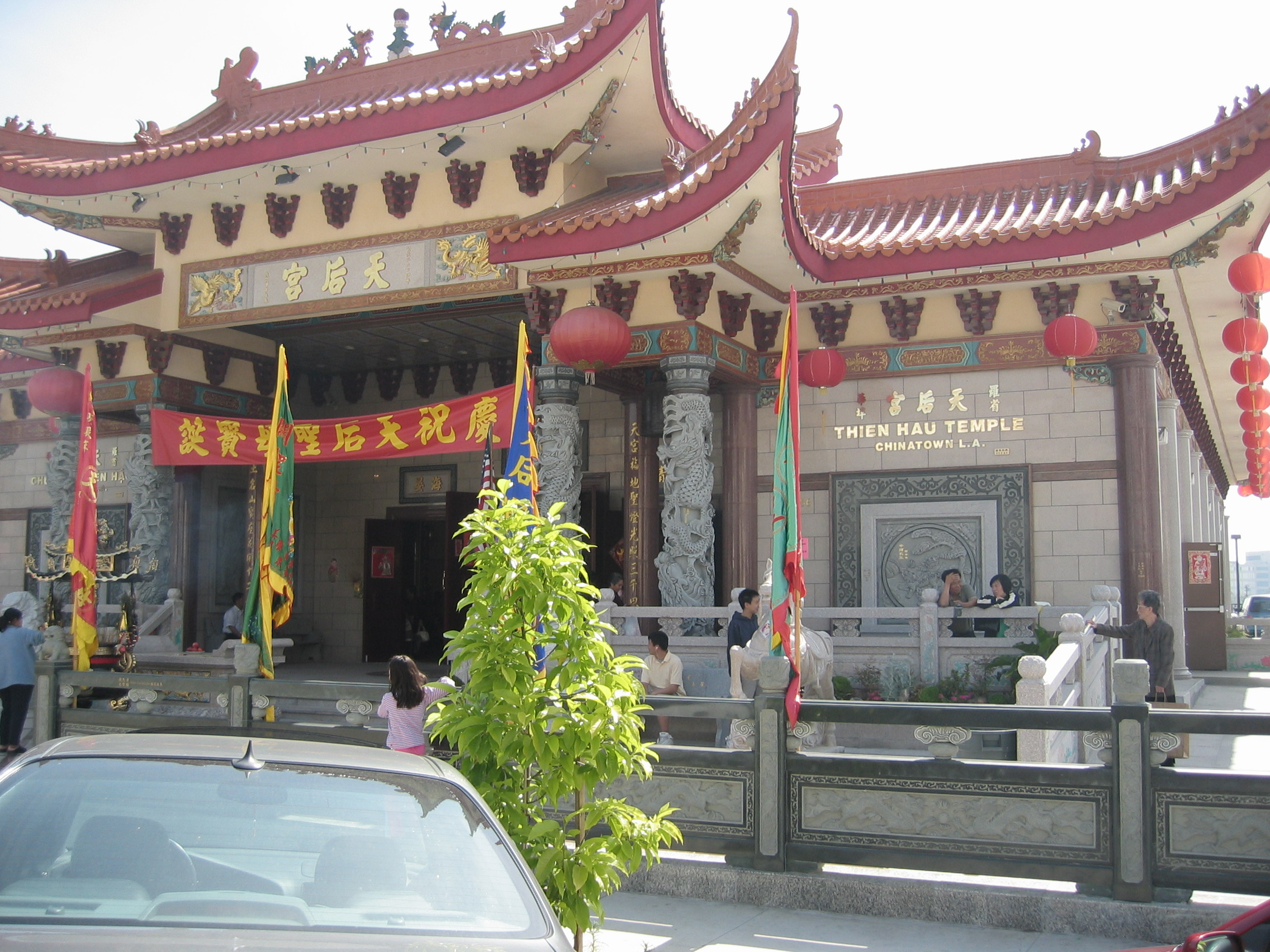
羅省天后宫

### 加拿大
【加拿大中华天后宫】-124 Dickson Hill Rd, Markham, ON
- 卡城天后聖母廟 - 1721 42 St SE, Calgary, AB
- - 1065 Rue de Bleury, Montréal, QC

### 澳洲
- 紐省天后宮 - 124 Railway Pde, Canley Vale, NSW
- 墨爾本天后宮 - 20 Joseph Rd, Footscray, VIC

### 南非
- 開普敦朝天宮

### 尼日利亞
- 中非媽祖庙

## 外部連結
- 台灣媽祖聯誼會（页面存档备份，存于）
- 妈祖[永久]